# Gute Zeiten, schlechte Zeiten
Gute Zeiten, schlechte Zeiten (Akronym: GZSZ) ist eine von der UFA Serial Drama produzierte Seifenoper. Sie wird seit 1992 beim deutschen Privatsender RTL montags bis freitags im Vorabendprogramm ausgestrahlt. Die Erstveröffentlichung erfolgt eine Woche vor der Ausstrahlung im Free TV im Streamingportal RTL+. Sie gilt als erfolgreichste deutsche Fernsehserie ihres Genres.

## Hintergrund
Gute Zeiten, schlechte Zeiten entstand nach dem Vorbild der australischen Seifenoper The Restless Years, die von 1977 bis 1981 gesendet wurde. Während die ersten 230 Bücher mit wenigen Änderungen übernommen wurden, werden seit der 231. Episode von Gute Zeiten, schlechte Zeiten eigene, deutsche Drehbücher geschrieben.
In den Niederlanden läuft seit 1990, ebenfalls nach dem Vorbild der australischen Version und bei einem Sender der RTL Group (RTL 4), die Serie Goede tijden, slechte tijden. Im Gegensatz zur deutschen Fassung macht die niederländische Serie jedes Jahr eine Sommerpause.

## Entwicklung
Die Dreharbeiten begannen am 16. März 1992 zunächst in den Berliner Union Film Studios in Berlin-Tempelhof. Die erste Episode wurde am 11. Mai 1992 gesendet.
1995 zog die GZSZ-Crew in die brandenburgische Landeshauptstadt Potsdam um, in der seither im berühmten Stadtteil Babelsberg gedreht wird. Auf dem geschichtsträchtigen Gelände von Studio Babelsberg – dem ältesten Filmstudio der Welt – wurden im sogenannten Fernsehzentrum bis heute mehr als 6000 ausgestrahlte GZSZ-Episoden produziert. Ein Ende ist nicht abzusehen.
Die Episoden werden stets mit sieben Wochen Vorlauf produziert. Am 22. Juni 1998 wurde mit der 1500. Episode, in der der damalige Ministerpräsident Niedersachsens und spätere Bundeskanzler, Gerhard Schröder, mitwirkte, die Rekordeinschaltquote von 6,73 Millionen Zuschauern erreicht.
Es handelt sich bei den Darstellern überwiegend um junge Talente ohne langjährige Schauspielerfahrung, die zumeist nach einiger Zeit die Serie wieder verlassen, um jenseits von Seifenopern ihre Fernsehkarrieren weiter voranzutreiben. Im Laufe der Serie waren dies beispielsweise Oliver Petszokat, Jeanette Biedermann, Rhea Harder, Yvonne Catterfeld, Mia Aegerter, Simone Hanselmann, Alexandra Neldel und Senta-Sofia Delliponti (als Oonagh). Die Serie diente u. a. als Sprungbrett für Karrieren in der Musikbranche, so 1994 für die Band Caught in the Act und 1995 für Just Friends. Später erreichten einzelne Darsteller wie Jeanette Biedermann und Yvonne Catterfeld Top-Ten-Erfolge in den deutschen Charts, Oliver Petszokat erreichte sogar Platz eins der Hitparade. Jörn Schlönvoigt erreichte 2007 Platz 8 der deutschen Charts. Die fiktive Band Dark Circle Knights, die 2011 bis 2012 in der Serie zu sehen war, erreichte Platz 69 in Österreich. Oonagh erreichte mehrere Top-Ten-Platzierungen so unter anderem 2015 Platz 2 der deutschen Charts. Der Dramatiker Rolf Hochhuth besetzte 2005 sein Theaterstück Familienbande auf Anregung von Hanne Wolharn ausschließlich mit Schauspielern der Seifenoper Gute Zeiten, schlechte Zeiten.
Am 18. Mai 2016 wurde die 6000. Episode mit 4,02 Millionen Zuschauern (13,9 Prozent) auf Platz 2 des Fernsehabends ausgestrahlt. Damit ist Gute Zeiten, schlechte Zeiten die älteste noch täglich gesendete Serie im deutschen Fernsehen. Seit Juli 2018 wird GZSZ auch in Frankreich und Belgien ausgestrahlt. Au Rythme de la Vie beginnt dort mit Episode 6063.

## Handlung

### Merkmale der Handlungsstränge

#### Höhen und Tiefen des Erwachsenwerdens
Die Serie handelt von überwiegend jungen Personen aus einem Kiez in Berlin-Mitte. Diese besuchen das Gymnasium, studieren, leisten ein soziales Jahr ab oder befinden sich in ihren ersten Berufsjahren, etwa in der Medienbranche, im Modebereich, in der Gastronomie und im Handwerk. Das Leben dieser Personen wird – gemäß der jungen Zielgruppe der Serie jugendgerecht – mit seinen Höhen und Tiefen dargestellt. Dieses beinhaltet Facetten aus den Bereichen Liebe, Trennungsschmerz, Intrigen, Mobbing in der Schule oder im Arbeitsleben, Machtkämpfe, Schwierigkeiten bei der Berufswahl, Träume von Gesangskarrieren, Drogen- oder andere Kriminalität, Krankheiten, Behinderungen und Todesfälle.

#### Längerfristige Identitätswandlungen
Mittelfristig erlebt das Publikum, wie diese jungen Figuren teils erhebliche Entwicklungen und Veränderungen ihrer Persönlichkeiten durchleben, ausgelöst etwa durch einschneidende äußere Geschehnisse. So wandelte sich die Hauptfigur Philip durch den Tod seiner Eltern und seiner Freundin vom jugendlichen Sonnyboy zum tiefgründigen Melancholiker und später zum erfolgreichen Arzt. Ein anderes Beispiel verkörpert die Hauptfigur Jasmin, die zunächst als sexuell gehemmt in der Serie erschien, jedoch durch die therapeutische Aufarbeitung eines lange zurückliegenden Vergewaltigungstraumas zu einer beziehungsfähigen jungen Frau geworden ist, die unter anderem ein Sextape von sich online stellt, um ihrer ins Stocken gekommenen Karriere auf die Sprünge zu helfen.

#### Haupt- und Nebenhandlungsstränge
Die Haupthandlungsstränge erstrecken sich in der Regel über mehrere Monate, wobei auch kürzere Nebenhandlungsstränge – teils auflockernder Natur – eingebunden sind, die sich oft nur auf wenige Episoden beziehen. Die längeren Handlungsstränge setzen häufig ein paar Episoden lang aus, werden dann aber zuverlässig in späteren Episoden wieder fortgesetzt. Oft kommt es vor, dass dieselbe Figur in mehrere Handlungsstränge gleichzeitig involviert ist. Zu Jubiläumsepisoden gewinnen die Haupthandlungsstränge erwartungsgemäß an Dramatik und Komplexität. In diesen Episoden kommt es zum Serientod und/oder anderen schlimmen Ereignissen oder auch zu schönen Anlässen wie Hochzeiten.

#### Darstellung von Lebens- und Liebesformen
Die Geschichten wirken zum Teil durchaus realitätsnah und greifen, wie bei diesem Genre üblich, oft auch gesellschaftliche Entwicklungen hin zu neuen Lebensformen sensibel auf. Bezüglich der Liebesgeschichten betrifft dieses zum Beispiel Dreiecksbeziehungen oder die Emanzipation Homosexueller – dargestellt durch mehrere gleichgeschlechtliche Beziehungen seit Beginn der Sendung, darunter Lenny und Carsten, Franzi und Paula, Anni und Jasmin, Luis und Moritz, oft verbunden mit differenzierter, wohlwollend begleitender Darstellung komplex verlaufender Coming-out-Prozesse. Auch thematisiert wird die immer häufigere Anbahnung von Liebesbeziehungen über das Internet, zuletzt gezeigt anhand des Liebespaars Lucy und Philip, einschließlich der damit verbundenen Chancen und Risiken. Dreiecksbeziehungen, wie die von John, Paula, Tim und Caroline oder die von John, Leon und Pia werden in der Serie ebenfalls behandelt.

#### Aufgriff von realgesellschaftlichen Themen
Ähnlich wie in der traditionsreichen ARD-Weekly-Soap Lindenstraße gibt es zahlreiche Handlungsstränge, die sich um realgesellschaftlichen Zündstoff drehen: Hierzu gehörten die Folterskandale bei der Bundeswehr – Hauptfigur Lenny wurde analog zu den real geschehenen Misshandlungen von Soldaten in Coesfeld in der Bundeswehrkaserne von Mitrekruten misshandelt. Weiterhin thematisiert werden die zunehmende Überschuldung junger Menschen, die Etablierung immer neuer (Designer-)Drogen in bestimmten jugendlichen Subkulturen, die gesellschaftsethisch diskutierte Sterbehilfe bei Schwerkranken oder auch die Bedrohung von Pressefreiheit durch Korruption. Letztere wurde im Jahr 2009 dargestellt durch die Auseinandersetzungen zwischen dem zu Enthüllungsgeschichten neigenden Redakteur Alexander Cöster und dem (zunächst heimlichen) Verleger Jo Gerner.
Weitere Beispiele:
- Als Lenny Cöster 2008 wegen einer Prügelei im Ausland kurze Zeit in das Gefängnis musste, machte sich seine Mutter Iris große Sorgen und nannte als Beispiel für ihre Sorge den Fall von Marco Weiss.
- Auch das Virus der Pandemie H1N1 2009/10 (Schweinegrippe), 2009 ein großes Thema in Deutschland, wurde bei GZSZ berücksichtigt: Lucy Cöster litt in der Zeit ihres Frankreichaustauschs unter dieser Form der Grippe. Daher konnte sie nicht in Berlin Weihnachten feiern.
- Das Jahr 2010 war stark geprägt von den Bemühungen der jungen illegalen Einwanderin Dascha aus Kasachstan, sich in Berlin über Wasser zu halten.
- Nach dem Pfusch beim Kölner U-Bahn-Ausbau, der vermutlich den Einsturz des Historischen Stadtarchivs am 3. März 2009 verursacht hat, wurde zum 18-jährigen Jubiläum von GZSZ im Mai 2010 Entsprechendes in die Serie eingebaut: Im Zuge des Ausbaus der U-Bahn-Station im Kiez wurde der gesamte Innenhof einschließlich Mocca und Hostel durch einen Erdrutsch verschüttet.
- Auch die deutsche Diskussion um Steuersünder-CDs wurde im Drehbuch berücksichtigt. Aus Angst, dass er mit solchem Datenmaterial entlarvt werden könnte, hörte Jo Gerner auf, Steuerhinterziehung zu betreiben. Sein Neffe Patrick bezichtigte sich selbst, das Delikt begangen zu haben, und wurde später deswegen zu einer Gefängnisstrafe verurteilt.
- Die Wirtschaftskrisen von Irland und Griechenland wurden ebenfalls thematisiert.
- 2014 wurde ein Organspendeskandal gezeigt.
- 2015/2016 wurde die Flüchtlingskrise behandelt.
- 2020 arbeitete Felix an einer Investition der Lehmann Bank in eine von Nazan mitentwickelte medizinische App namens „Res Q and A“ (deutsch etwa: Rettung: Frage und Antwort), mit Hilfe dieser idealerweise in gesundheitliche Gefahr geratene Menschen gerettet werden können. Hier zieht man Parallelen zur Corona-Warn-App, welche die Verlangsamung der Ausbreitung der COVID-19-Pandemie zum Ziel hat.
- 2022 wurde ein Handlungsstrang in die Serie integriert, der pathologisches Spielen zum Thema hat. Hier rutscht Tobias, gespielt von Jan Kittmann, in die Sucht nach Sportwetten aller Art ab. Er verliert hierbei seinen Job und sein Haus, macht weitere Schulden und schädigt auch seinen Arbeitgeber und seine Freunde. Die Macher der Serie wollen mit dem Thema auf die Gefahren, die mit Glücksspiel einhergehen, aufmerksam machen.[8] Auch weitere Suchtthemen, wie die Alkoholsucht von Kathrin, gespielt von Ulrike Frank, wurden in der Vergangenheit zum Thema (2020).[9]
- 2023/2024 kommt es zu einer Opioid-Abhängigkeit bei Toni, gespielt von Olivia Marei.[10]

#### Gelegentliche Realitätsferne und Unstimmigkeiten
Andererseits gab und gibt es immer wieder auch äußerst realitätsfern wirkende Handlungsstränge wie Mordserien – etwa durch den Fall des „Strumpfhosenmörders“ im Jahr 1994, aus dem RTL eine Art Ratekrimi mit Gewinnspielen für die Zuschauer machte –, Entführungen sowie mehrfach das Auftauchen bislang unbekannter Verwandter, oft eigener Kinder oder Geschwister, von denen die Figuren bis dahin nichts wussten. Eine Unstimmigkeit besteht auch darin, dass die beiden Figuren Dominik Gundlach (damals, vor seiner Adoption, noch Felix Löpelmann heißend) und Patrick Graf jr., schon in den frühen GZSZ-Jahren als Säuglinge zu sehen waren. Nach realer Zeitrechnung müssten die beiden Cousins, die in den späteren Episoden weit über 20 Jahre alt sind, noch rund zehn Jahre jünger sein. Öfters wurde in Gerichtsverfahren, die bei GZSZ zu sehen waren, nicht so verhandelt, wie es in deutschen Gerichtsverfahren der Fall ist. So wurden die Angeklagten bei ihrer Aussage unter Eid genommen, obwohl dies im deutschen Strafprozess nicht möglich ist. Des Weiteren werden von Kläger und Verteidigung Einspruch gegen Fragen der Gegenseite eingelegt, was nur im amerikanischen Strafprozessrecht üblich ist. Auch fern von Realität ist es, dass die Protagonisten oft den Job wechseln und dies nie schwierig erscheint, da sie von Mitbewohnern oder anderen Kiezbewohnern rasch Jobangebote erhalten. Auch in Momenten von Arbeitslosigkeit ist Geldmangel zwar regelmäßig Thema, jedoch nie tatsächlich zu erkennen. Generell fehlt es nicht an neuester Technik (Smartphone oder Laptop). Wohnungen sind immer mit allen nötigen Möbeln oder Utensilien ausgestattet.

## Aktuelle Figuren

### Gerner-Flemming-Clan

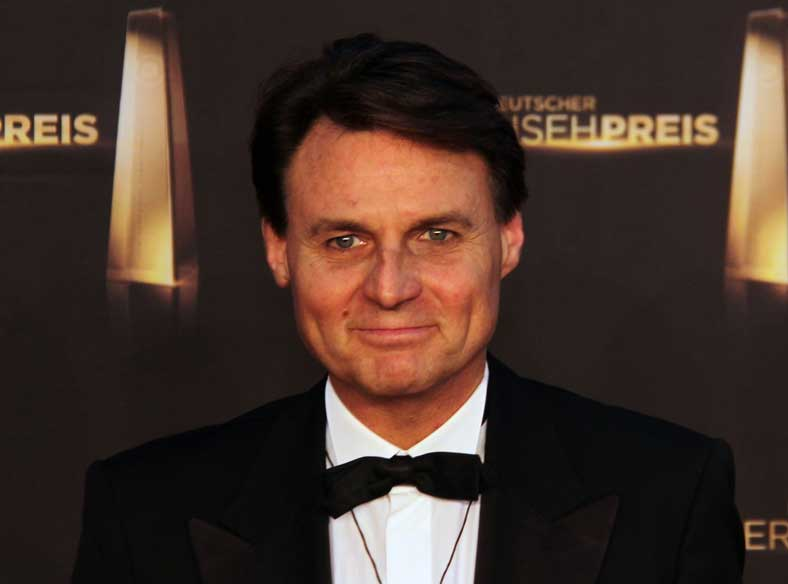
Wolfgang Bahro spielt Jo Gerner

Prof. Dr. Dr. Hans-Joachim „Jo“ Gerner ist die langjährigste Figur der Serie. Er ist Geschäftsmann und Rechtsanwalt mit eigener Kanzlei und ist sehr auf seine eigenen Interessen bedacht, hat allerdings auch einen ausgeprägten Familiensinn und ein Herz für Kinder. Früher engagierte sich Jo finanziell für die „Villa Regenbogen“. Seine Tochter Vanessa, mit der er erst 1996 in Kontakt kam, ging 1998 nach Taiwan, wo sie ein Hotel mit Restaurant führte. Seitdem seine jüngste Tochter Johanna geboren wurde und sein zur Adoption freigegebener Sohn Dominik nach Berlin gezogen ist, ist er nicht mehr so skrupellos wie früher.
In das Seriengeschehen kam er, als er seinen damals noch unbekannten Bruder Patrick Graf juristisch vertreten sollte. Gerner trat schon drei Mal vor den Traualtar, war zwei Mal verlobt, hatte mehrere Beziehungen und Affären. Von 2007 bis 2013 war er mit Katrin verheiratet. Diese Ehe war allerdings eine Zweckehe zum Wohle ihrer gemeinsamen Tochter Johanna. Er führte kurze Zeit eine Beziehung mit der jüngeren Magazinherausgeberin Sophie Lindh, die er zur Chefredakteurin der Zeitschrift Metropolitan Trends machte. Als diese jedoch eine Affäre mit Leon Moreno begann und sie sich von ihm trennte, entließ er sie unmittelbar und versuchte vergeblich, die Beziehung zu zerstören.
Er ist mit Yvonne Bode verheiratet. Gerner war am Anfang nur aus geschäftlichen Gründen mit ihr zusammen, entdeckte aber, dass er sie wirklich liebt. Wegen Katrins Alkoholproblemen stieg er bei W&L ein, nachdem sich beide auf einen zeitweisen Tausch der Anteile einigten, damit Katrin sich in stationärer Therapie erfolgreich behandeln lassen konnte. Im November 2021 gründete er mit dem Ziel, Yvonne vor der Erblindung zu bewahren, das Unternehmen „YvoMED“. Seit Weihnachten 2020 wohnt Jo mit Yvonne und Moritz sowie später auch Laura zusammen im Townhouse, tritt jedoch ein Jahr später, vor Weihnachten, eine sechsmonatige Haftstrafe an, aus der er Anfang März 2022 wegen guter Führung vorzeitig entlassen wurde. Sein Mithäftling und damaliger Entführer seines Sohnes Dominik, Bajan Linostrami, versucht nach beider Entlassung alles, Jo und dessen Familie zu zerstören, ihm alles zu nehmen und ihm gar die Erschießung seiner eigenen Tochter Miriam, in die Schuhe zu schieben.
Jo setzt sich jedoch zur Wehr und versucht seinerseits alles, seine Familie und sich aus den Fängen Bajans zu befreien. Es gelingt ihm, Bajan das Geständnis zu entlocken, Miriam selbst erschossen zu haben und die Vorwürfe hinsichtlich Steuerhinterziehung und Geldwäsche gegen sich erfolgreich zu entkräften. Seine Frau Yvonne, die er die ganze Zeit zu schützen versucht und weiterhin alles dafür tut, dass „YvoMED“ die Forschung für ein Heilmittel gegen CPES erfolgreich abschließt, an deren Folgen Yvonne erblindete, glaubte jedoch bis zum Schluss nicht an Jos Unschuld. Im Oktober 2023 nahm er mit Yvonne das 16-jährige Pflegekind Lukas Ruess bei sich auf, welches später zu seiner Mutter zurückkehrte.

2024 erfährt Jo durch eine Anspielung von Rosa Lehmann und weiterer Nachforschungen, dass er aus einer früheren Beziehung mit Elinor Schwarz zwei weitere leibliche Kinder (Matilda und Julian, Zwillinge) hat. Zunächst wird Matilda von Katrin unter einem Vorwand nach Berlin gelockt, später kehrt auch Julian von einer Auslandsreise in Südamerika zurück und stößt dazu. Im Mai 2025 trennte sich Ivonne von Jo.

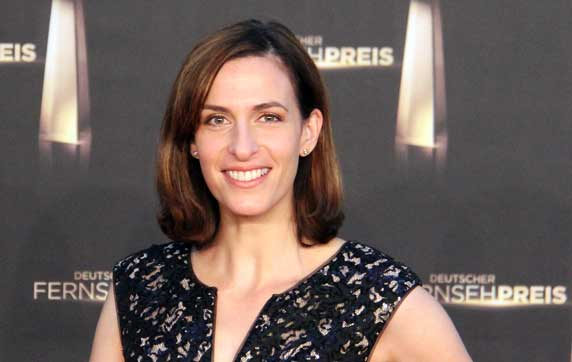
Ulrike Frank spielt Katrin Flemming

Katrin Flemming (geborene Gabriele Galuba, ehem. Flemming-Gerner) ist eine knallharte Geschäftsfrau, die sich allerdings auch des Öfteren nach Liebe und Geborgenheit sehnt, dies jedoch meistens nicht zeigt. Sie kommt aus einfachen Verhältnissen. Ihre Mutter hatte ein Alkoholproblem und führte einen Imbiss. Katrin ließ ihren Namen ändern, um sich vom Rest der Familie abzugrenzen. Sie führte eine lange Beziehung mit Leon Moreno. Durch eine Affäre mit Gerner wurde sie ungewollt schwanger und heiratete Jo zum Wohle des Kindes – zum Leidwesen von Leon. Von 2008 bis 2017 war ihre erstgeborene Tochter Jasmin in Berlin. Katrin arbeitete lange Zeit als Innenarchitektin. Sie war lange Zeit Eigentümerin des Lifestylemagazins „Metropolitan Trends“. Ein Schlaganfall aufgrund von Überarbeitung und finanzieller Probleme des Magazins führte dazu, dass Katrin ihr Magazin verlor und ihr Leben in Frage stellte.
Ihr zwischenzeitlicher Freund, der junge Student Till Kuhn, half ihr schließlich, aus ihrer Lebenskrise herauszukommen. Sie trennten sich aber, als Till erfuhr, dass sie auf ihre skrupellose Art versuchte, ihr Magazin zurückzubekommen. Kurzzeitig arbeitete sie wieder in einer Führungsposition bei „Metropolitan Trends“, wodurch sich ihr Verhältnis zu Sophie besserte. Mittlerweile hat sie das Magazin an ein Konkurrenzmagazin verkauft und die Immobilienfirma „KFI International“ gegründet. Sie stand auch schon kurz vor einer zweiten Hochzeit mit Jo, jedoch entschied sie sich dagegen, als Till überraschend wieder nach Berlin kam.
Kurze Zeit später führen die beiden auch wieder eine Beziehung. Als Till aber schon bald danach die Diagnose bekommt, krank zu sein entscheidet er, sich das Leben zu nehmen. Nach seinem Tod fällt Katrin in ein tiefes Loch. Mittlerweile geht es ihr jedoch besser. Nach Tills Tod gründete sie eine Stiftung zur Heilung des Lancaster-Syndroms. Sie war Teilhaberin der Immobilienfirma „KFI International“, zusammen mit Jo Gerner und Sunny Lehmann, die ihrerseits ihre Anteile an Chris weitergab, der sie jedoch später wieder abgegeben hatte. Zwischenzeitlich hatten sie „KFI“ an Felix und Laura Lehmann verloren, die es dann als „W&L“ übernahmen. Durch geschickte Schachzüge bekam sie ihre Anteile von Laura zurück.
Dann führte sie die Firma mit Felix zusammen. Aufgrund von Alkoholproblemen und anhaltenden Differenzen mit Felix begibt sie sich in eine stationäre Therapie und gibt ihre Geschäftsanteile an Jo (absprachegemäß zeitweise) weiter. Entgegen vorheriger Idee, entscheiden sich beide später jedoch, gemeinsam gegen Felix zu agieren und holten sich sowohl die kompletten Firmenanteile sowie das Townhouse zurück. Unter Alkoholeinfluss fuhr Katrin Norbert an und beging Fahrerflucht, welche mit Jos Hilfe vertuscht wurde. Norbert verletzte sich beim Sturz am Bein. Aus Angst vor einem „JVA“-Aufenthalt zahlte sie Norbert die Behandlungskosten sowie Schweigegeld (letzteres nahm er nicht an), sodass sie straffrei davon kam.
Ihrem schlechten Gewissen nachkommend, erzählte Katrin Norbert später alles und entschuldigte sich erfolgreich bei ihm. Katrin ist seit Anfang Januar 2021 mit Tobias liiert, der mit Melanie, die acht Jahre verschollen in Australien im Koma lag, verheiratet ist. Das folgende Eifersuchtsdrama endet für Melanie in einem tödlichen Autounfall. Zeitgleich kämpfen Katrin und Tobias nach ihrer Entführung durch Melanie in einer brennenden Scheune erfolgreich um ihr Leben. In der Phase der Auseinandersetzung zwischen Jo und Bajan steht sie allein hinter Jo, sorgt für seinen Schutz, wie auch den seiner Familie. Sie versorgt seine Schussverletzung und lässt ihm jegliche weitere Unterstützung zukommen. Im Dezember 2022 heiratete sie Tobias. Im Dezember 2023 verkaufte sie „W&L“ an die „Lehmann-Bank“ und gründete daraufhin die Agentur „F_Berlin Events“, die später mit der Eventagentur von Emily und Laura fusionierte und zu „Female³“ wurde. Im Mai 2025 gab sie ihre Anteile am Unternehmen ab und wurde wieder als Innenarchitektin tätig.
Johanna Aurelia Flemming ist die Tochter von Katrin und Jo und wurde 2006 geboren. Im Säuglingsalter war Johanna schwer erkrankt. Zum Wohle von Johanna führten Katrin und Jo eine Zweckehe, nachdem Gerner Johanna entführt hatte, um sie für sich allein zu haben. Sie verliebte sich unglücklich in Nihat deren Altersunterschied eine Beziehung der beiden unmöglich machte. Nachdem sie herausfand, dass ausgerechnet ihre Mutter, ob des Wissens über ihre unglückliche Gefühlswelt, eine Affäre mit Nihat einging, rannte sie wütend und unachtsam auf die Straße und war nach einem Autounfall Rollstuhlfahrer. Die Umstände führten dazu, dass Johanna ihre Mutter zeitweise nicht mehr sehen und sprechen wollte. Sie lernte jedoch mit der Zeit wieder laufen und auch die Beziehung zu ihrer Mutter besserte sich.
Johanna ging auf einem Internat in Rheinsberg zur Schule, besuchte ihre Eltern im Kiez regelmäßig, auf deren Streitigkeiten sie jedoch massiv allergisch reagiert. Mit Yvonne versteht sich Johanna blendend, da diese sowohl sie als auch ihr über alles geliebtes Pferd Fabella physiotherapeutisch behandelt hat und in allen Lagen zu ihr steht. Sie verliebt sich in den älteren Jay, dessen Name sich jedoch als Pseudonym von Lukas Ritter herausstellt. Er manipuliert sie geschickt, um von ihr erzwungene Nacktaufnahmen im Internet zu verkaufen. Jo gelingt es jedoch rechtzeitig vor Veröffentlichung, die Aufnahmen diverser junger Mädchen, durch dessen Erpressung von ihm zurückzuerlangen. Im Frühjahr 2022 geht sie für ein Jahr im Rahmen eines Schüleraustauschs nach Großbritannien auf ein anderes Internat. Sie kommt aber weiterhin regelmäßig nach Berlin. Im Sommer 2022 gründete sie die Marketingagentur „Fabella“, die sie gewinnbringend an ihre Eltern verkaufte. 2023 schloss sie die Schule mit Abitur ab. Johanna wanderte im September 2024 für eine Arbeitsstelle nach Tokio aus. Ende Mai 2025 kam sie zurück nach Berlin und wurde Managerin von Jonas.
Matilda Gerner (anerk., geb. Schwarz, ehem. Kaltenbach) ist die Tochter von Jo aus einer früheren Beziehung mit Elinor Schwarz und die Zwillingsschwester von Julian. Matilda ist wie ihr Vater Rechtsanwältin. Jo erfuhr erst 2024 durch eine Anspielung von Rosa Lehmann, in deren Folge er weitere Nachforschungen betrieb, von ihrer Existenz. Zunächst unter einem beruflichen Vorwand, lockte Katrin Matilda nach Berlin, wo diese zwischenzeitlich als Juristin in der Agentur „Female³“ arbeitete. Später erfuhr sie von Jo’s Vaterschaft, näherte sich ihm langsam an und stieg auch in die Gerner Financial Group ein. Sie fiel jedoch auf eine Intrige von Zoe Vogt herein, weshalb sie glaubte, Jo habe sich während der Schwangerschaft für ihre Abtreibung eingesetzt. Sie setzte Jo daraufhin unter Medikamente, damit dieser glaubt, unter Demenz zu leiden und Matilda daraufhin seine Anteile an der „Gerner Financial Group“ überschreibt. Im Zuge eines Mordversuches von Zoe an Jo flog die Intrige auf und Matilda hat Jo alles gestanden. Seitdem ist deren Verhältnis zerrüttet. Seit Juli 2025 leitet sie gemeinsam mit ihrem Bruder die „Gerner Financial Group“ in Vertretung für Jo.
Julian Gerner (anerk., geb. Schwarz, ehem. Kaltenbach) ist der Sohn von Jo aus einer früheren Beziehung mit Elinor Schwarz und der Zwillingsbruder von Matilda. Jo erfuhr erst 2024 durch eine Anspielung von Rosa Lehmann, in deren Folge er weitere Nachforschungen betrieb, von seiner Existenz. Zu Beginn war Julian noch auf einem Auslandsaufenthalt in Südamerika und stößt später dazu. Seit Juli 2025 leitet er gemeinsam mit seiner Schwester die „Gerner Financial Group“ in Vertretung für Jo.

### Familie Bode
Yvonne Bode (geborene Schmidt) ist die Mutter der Halbgeschwister Laura und Moritz. Beide Kinder lernen sich erst im Erwachsenenalter kennen, nachdem ihre Mutter aus Hagen-Haspe durch Intrigen ihres späteren Ehemanns Jo (beide gehen unter Alkoholeinfluss unbewusst eine rechtsgültige Eheschließung in Singapur ein) und Katrin nach Berlin gelotst worden ist und sie daraufhin von ihrer Tochter Laura erfuhr. Nach einem Freiwilligen Sozialen Jahr in Australien kam auch Moritz nach Berlin. Yvonne ist als Physiotherapeutin im „Jeremias-Krankenhaus“ tätig und wohnt mit Jo, Laura, Moritz im Townhouse. Im Sommer 2021 kündigte sie, ausgelöst durch interne Sparmaßnahmen, ihre Stelle im „Jeremias-Krankenhaus“. Kurz darauf erhält sie die Diagnose „Retinopathia centralis serosa“, eine seltene Krankheit, mit Heilungschancen bei 60 %. Da die einzige Therapie jedoch nicht den nötigen Erfolg zeigt, droht sie innerhalb von Wochen bis wenigen Monaten zu erblinden. Diese Prognose wirft sie in ihrem Vorhaben zurück, sich mit einer eigenen Physiotherapiepraxis selbstständig zu machen. Mitte Dezember 2021 erblindete sie vollständig. Als Probandin der „YvoMED“-Forschung erlangte sie im Juli 2022 ihr Augenlicht vollständig zurück. Da Maren auf Weltreise ging, übernahm sie im Sommer 2022 mit Michi den „Spätkauf“ interimsweise und 2023 fest. Im Oktober 2023 nahm sie mit Jo das 16-jährige Pflegekind Lukas Ruess bei sich auf, welches später zu seiner Mutter zurückkehrte. Im Mai 2025 trennte sie sich von Jo.
Michael „Michi“ Bode kommt im Frühjahr 2021 aus Haspe nach Berlin, nachdem ihn seine neuerliche Exfreundin Moni vor die Tür setzte, da diese mit seinem Kumpel Manni durchbrennt. Aus Frust darüber versackt Michi mehrfach, verliert daraufhin seinen Job als Physiotherapeut und geht nach Berlin, da er von der Hehlerei seines Sohnes Moritz erfuhr. In Berlin arbeitete er wieder als Fliesenleger und hatte eine Affäre mit Maren. Nachdem er eine Zeitlang wieder in Haspe weilte, kam er nach Weihnachten 2021 zurück nach Berlin, führte bis Juni 2022 eine Beziehung mit Maren. Als Physiotherapeut ist er im „Jeremias Krankenhaus“ tätig. Mit Yvonne leitet er seit Sommer 2022 den „Spätkauf“ in Marens Abwesenheit. 2023 gab Maren den Laden an beide ab.
Moritz „Mo“ Bode ist der Sohn von Yvonne und Michael. Nach seiner Zeit als Backpacker in Australien kommt er zu seiner Mutter nach Berlin. Er hat gewisse Startschwierigkeiten mit seinem neuen Stiefvater Jo. Unter anderem verschüttet er einen „Edlen Tropfen“, welchen Jo von seinem kürzlich gestorbenen Freund Alexander geschenkt bekam. Moritz konnte sich jedoch auch schon positiv einbringen, als er Felix teuflischen Schwarzgeldplan gegen Gerner aufdecken konnte. Dank Jo wurde er Barkeeper im „Mauerwerk“. Er ist offen schwul und hatte eine Affäre mit Henry. Durch notorische Geldnot geriet er in eine Situation, in der er in die vermeintlich lukrative Hehlerei von Armbanduhren hineingezogen wird. Er wird von Laura und Felix fälschlicherweise verdächtigt, Rosa entführt zu haben. Bei „W&L“ fing er eine Ausbildung zum Immobilienkaufmann an, die er nach einigen Monaten wieder aufgab. Nachdem er im Sommer 2021 von zwei homophoben Männern brutal zusammengeschlagen wird, verliert er sein Selbstbewusstsein völlig und versucht alles, seine Homosexualität gegenüber der Öffentlichkeit zu verstecken. Laura, Tuner, der ihm zuvor nicht wohlgesonnen war, und seine kurze Affäre Fabio können ihn jedoch wieder aufbauen. Nachdem Anfang April 2022 eine Dreierbeziehung mit Luis und Miriam gescheitert war, war er bis April 2023 nur noch mit ihm zusammen. Im Sommer 2022 begann er zu modeln, wobei die Auftragslage wegen einer Konventionalstrafe schwierig wurde und er aus Geldmangel zum Callboy wurde. Im Frühjahr 2023 war er Kellner im „Vereinsheim“. Später wurde er von Emily als Assistent und für den Bereich Social Media eingestellt. Im Oktober 2023 wurde er zudem als Projektkoordinator für den „Pariser Fashion Runway“ eingesetzt. Im Herbst 2023 kam er wieder mit Luis zusammen. Nach dem Verkauf von „Vleder Bag“ ist er für Emily und Laura bei „Lauremy Events“ (heute „Female³“) tätig.
Laura Bachmann, geb. Schmidt, gesch. Lehmann, ehem. Weber, die ihrerseits mit festen Bindungen massive Schwierigkeiten hat und nicht damit umzugehen weiß, dass es mit Felix und Philipp gleich zwei Männer mit ernsten Absichten für sie gibt, heiratet Felix und geht wiederholt eine Beziehung mit Philipp ein. Später verließ Laura beide und ging zu ihrem Vater, Yanis, der ihr durch eine Stammzellenspende das Leben rettete, nach Griechenland. Nach ihrer Rückkehr aus Griechenland arbeitet Laura außerhalb vom Kiez in einer „Immobilienfirma“ und fand erneut mit Felix zusammen. Beide ließen sich trotz allem einvernehmlich Scheiden und wollten es, in Bezug auf eine mögliche neuerliche Heirat, langsam angehen lassen, verloben sich jedoch im Dezember 2020 erneut. Nach der Entführung von Rosa kommt ans Licht, dass Laura treibende Kraft war, um Moritz loszuwerden und ihre Mutter allein für sich gewinnen wollte. Dieser perfide Plan geht nicht auf und sie verliert vorübergehend die Gunst ihrer Mütter. Nachdem Felix die erneute Trauung mit Laura am 28. Januar 2021 platzen ließ, erfolgte die Trennung. Danach lässt sich Laura in Griechenland heimlich künstlich befruchten, um das Kind Felix unterzujubeln und versucht so, ihn so zurückzubekommen. Das Baby stirbt jedoch zu Beginn der Schwangerschaft im Mutterleib, wodurch sie vergeblich versucht, die Schuld daran Nazan unterzujubeln, wodurch sie erneut die Gunst aller beteiligten verliert und später teils zurückgewinnt. Mitte September 2022 kaufte sie von einer Abfindung aus ihrer Vermarktungstätigkeit bei „IvoMed“ die „Mauerwerk“-Immobilie und arbeitet als Geschäftsführerin dort. Sie führt seit August 2022 eine Beziehung mit John. Nach einem folgenschweren Treppensturz von Sunny im März 2023, an welchem Laura eine Mitschuld traf, kamen Lauras neuerliche Machenschaften zutage. Unter anderem hatte sie zuvor eine Schutzgelderpressung erfunden, um dringend benötigte 200.000 Euro von Johanna oder auch Jo zu erhalten. Jo gab ihr das Geld, trotz seines dringenden Verdachts, die Geschichte sei erfunden. Nachdem alles rauskam verstieß er Laura zunächst. Auch ihre Mutter brach vorübergehend mit ihr. Nachdem sie einen Flugzeugabsturz überlebte und untertauchte wurde fälschlicherweise ihre Beerdigung organisiert. Sie überstand die Flucht vor Krypto-Währungs-Betrügern, die ihr nach dem Leben trachteten. Im Oktober 2023 heiratete sie John. Im Januar 2024 gründete sie gemeinsam mit Emily die Mode-Event-Agentur „Lauremy Events“, die später mit der Event-Agentur von Katrin fusionierte und zu „Female³“ wurde. Für die Agentur ging sie Mitte April 2024 nach Los Angeles, um dort ein Großprojekt zu leiten. Im August 2025 beendete sie die Beziehung mit John, da sie seine Sorgerechtsstreitigkeiten mit Zoe um deren gemeinsame Tochter Clara nicht mittragen wollte.

### Familie Bäumler / Evers
Alicia Bäumler ist die Nichte von Tobias. Sie kam im Oktober 2023 aus Bad Hersfeld nach Berlin, um sich als Projektkoordinatorin bei „Vlederbag“ zu bewerben. Parallel wurde sie von ihrem Freund Arne verlassen, der sie nun doch nicht nach Berlin begleitete. Sie begann im November 2023 bei „Falafel Burger“ als Lieferantin zu arbeiten und zog in die „WG“. Mit Carlosbegann sie Anfang 2024 eine Affäre, aus der später eine feste Beziehung wurde. Seit Ende Mai 2024 arbeitet sie bei „Female³“.
Tobias Evers, der Onkel von Alicia war in der Jugend Mitschüler von Nina. Nun sind beide Arbeitskollegen, denn Tobias ist der neue Bauleiter bei „W&L“. Tobias ist mit Melanie verheiratet, die seit etwa 2014 vermisst wird, da sie in Jakarta (Indonesien) spurlos verschwand. Er war seit Anfang Januar 2021 mit Katrin liiert, deren gemeinsame Pläne er jedoch zugunsten seiner Ehefrau im April desselben Jahres verwirft. Da Melanie sich Schritt für Schritt erinnert, gelingt es dem Ehepaar die Ehe wieder aufleben zu lassen, was jedoch nur von kurzer Dauer ist, da er mit Katrin parallel eine Beziehung beginnt. Tobias wohnt in einer modern eingerichteten Villa am Schlachtensee in Berlin. Wird Anfang Juli 2021 von Melanie aus Eifersucht auf Katrin mit dieser entführt, wobei sich beide erfolgreich aus einer brennenden Scheune retten können. Parallel kommt Melanie auf der Flucht bei einem Autounfall ums Leben. Nach der Trennung von Katrin im Sommer 2022 verfällt er in eine Spielsucht, und wettet so auf Sport aller Art. Er verlor seine Anstellung als Bauleiter, sein Haus und seine Wohnung, bestahl Freunde und machte weitere Schulden. Nach einer mehrwöchigen stationären Therapie erhielt er seine Anstellung bei „W&L“ zurück und kam wieder mit Katrin zusammen, die er im Dezember 2022 heiratete. Durch den Verkauf von „W&L“ verlor er seinen Job im Dezember 2023. Später wurde er als freiberuflich tätig. 2025 erkrankte er an Hodenkrebs.

### Familie Bachmann / Höfer / Wiedmann
John Bachmann, der Sohn von Patrizia und Hannes, ist der Halbbruder von Emily und Philip. Mit Caroline Neustädter hat John einen Sohn, Benjamin, der in Kanada lebt. Nach gescheiterten Ehen mit Paula und Pia ist John wieder in den Kiez zurückgekehrt und führte eine Beziehung mit Elena. Die Beziehung ging 2016 in die Brüche. Von Mai 2018 bis Juli 2020 war er in einer Beziehung mit Shirin, mit der er eine Partyagentur gegründet hat, die jedoch nach Ende der Beziehung, im Sommer 2020, auf Eis liegt. Ende Januar 2022 übernahm er von Leon das „Mauerwerk“ dessen Geschäftsführer er zuvor bereits war. John hatte eine Affäre mit Laura und seit August 2022 eine feste Beziehung mit ihr. Im Oktober 2022 verließ er das „Mauerwerk“. In Abwesenheit von Laura stieg er wieder ein. Im Oktober 2023 heiratete er Laura. 2025 erfuhr er von seiner Vaterschaft gegenüber Zoes Tochter Clara, gab ihr eine Leberspende und kämpfte erfolgreich um das alleinige Sorgerecht. Parallel mit den Sorgerechtsstreitigkeiten trennte sich Laura von ihm.

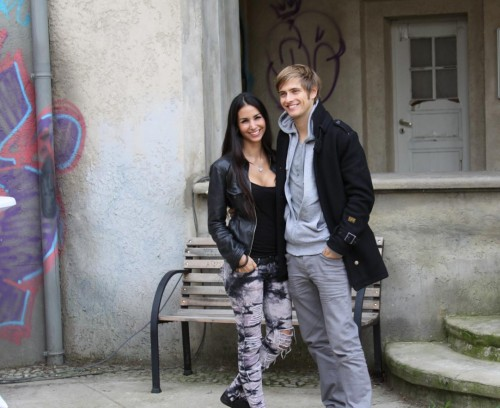
Jörn Schlönvoigt spielt Philip Höfer und Sıla Şahin spielte Ayla Höfer

Dr. Philip Höfer ist der Zwillingsbruder von Emily und Halbbruder von John. Mit Emily wohnt er in einer Wohngemeinschaft. Nur zwei Jahre nachdem Philip seinen leiblichen Vater Hannes kennengelernt hatte, starb dieser bei einem Flugzeugabsturz. Philip ging aus Freundschaft mit Dascha Petrova eine Scheinehe ein, damit diese in Deutschland bleiben konnte. Diese wurde allerdings bald wieder annulliert, da Dascha daraufhin mit Tayfun Badak zusammenkam. Davor hatte Philip zwei Beziehungen mit Franziska Reuter und Lucy Cöster. Im August 2011 überfuhr Philip aus Unachtsamkeit Verena Koch, als diese nachts, hinter einer unübersichtlichen Kurve, eine Autopanne hatte. Sie starb kurz darauf an ihren schweren Verletzungen, wodurch Philip große Schuldgefühle hatte und den Hass von Leon auf sich zog. Im Juli 2012 heiratete er nach einigen Hindernissen seine Freundin Ayla Özgül. Die Ehe hielt zwei Jahre, bis Ayla ihre Pflegetochter und seine Nichte Kate entführte. Philip ist Arzt und arbeitet im „Jeremias-Krankenhaus“. Im Sommer 2018 erlitt er einen Unfall, bei dem er sein Gedächtnis verlor. Zwischenzeitlich erinnerte er sich an nichts mehr und praktizierte nicht mehr als Arzt. Er führte vor dem Unfall sowie auch danach mehrfach kurze Beziehungen mit Laura Lehmann die wiederum mehrfach auch mit Felix zusammen war, diesen heirate und mit dem sie trotz Scheidung aktuell wieder zusammen ist. Philip war Single und traf auf Patrizia. Beide verbringen eine gemeinsame Nacht in einem hannoverschen Hotel. Dass Patrizia Johns Mutter ist, erfährt er im „Mauerwerk“. Nachdem später ihre heimliche Liaison zu Tage tritt, entschieden sich beide Anfang Februar 2021 für eine feste Beziehung, die Patrizia auf Druck von John im März 2021 beendet und allein nach Chile zurückkehrt. Anfang September geht er eine kurze Affäre mit Sunny ein und buhlt nach einem Ärzteaustausch in Argentinien seit April 2022 erneut um sie. Jedoch muss er sich Konkurrent Noah privat wie auch beruflich entgegenstellen. Nachdem ans Licht kam, dass Noah bei seiner Dissertation unerlaubt abschrieb, wurde Philip an dessen Stelle im Juli 2022 zum Chefarzt befördert. Seit Januar 2024 ist er mit Jessica zusammen und ging kurz darauf mit ihr nach Würzburg, wo beide in einem Krankenhaus tätig waren. Mittlerweile ist Jessica nach Berlin zurückgekehrt, Philipp ist als Aufsichtsratsmitglied des Krankenhausträgers „Medicantes“ tätig und daher die meiste Zeit in London.
Paul Wiedmann ist mit Emily verheiratet und Stiefvater von Kate. Er betreibt eine eigene Werkstatt, die er vorübergehend nach einem Handunfall mit der Kreissäge abgeben musste. Nach einer durch Tuner (zunächst ohne sein Wissen) finanzierten OP, gehen seine Beschwerden inzwischen gegen null. Er war Mitarbeiter bei den „Upcycling-Buddies“ und half im „Kiezkauf“ aus. Von Juli bis November 2021 hatte er einen Tischlerauftrag in Kanada, währenddessen er Emily mit Gina betrog und sie daraufhin die Scheidung einreichte. Da Gina von Paul schwanger wurde, gründeten beide im April 2022 eine Zweck-WG in der ehemaligen Wohnung von Kian. Im Juni 2022 ging er mit Gina eine feste Beziehung ein. Am 26. Juli 2022 kam ihr gemeinsamer Sohn Tom zur Welt. Zog Anfang September 2022 mit Gina und Tom zu Ginas Eltern nach Mecklenburg-Vorpommern und kam nach Trennung Anfang Januar nach Berlin zurück und bei Tuner unter.
Emily Wiedmann (geb. Höfer, ehem. Badak) ist die Zwillingsschwester von Philip und Halbschwester von John. Emilys Versuche, groß im Showbusiness herauszukommen, scheiterten. Sie war als Model tätig, ehe sie kokainsüchtig wurde und somit ihren Job aufgeben musste, um sich in eine Therapie zu begeben. Danach versuchte Emily sich erfolglos als Sängerin. Emilys erste Beziehung war die mit Lenny Cöster, bis sie allerdings merkte, dass er homosexuell ist. Dies knackste sehr an Emilys Selbstbewusstsein. Danach hatte sie Beziehungen mit Patrick Graf und Max Krüger (Tuner). 2013 hatte Emily einen One-Night-Stand mit Roberto und wurde neun Monate später Mutter von Kate. Bis August 2020 ein Zeitungsartikel über die Unfruchtbarkeit von Roberto berichtete, glaubte Emily irrtümlich, er sei der Vater von Kate. Eine heimlich eingeschickte Haarprobe von Tuner ergab dessen Vaterschaft. 2014 heiratete sie Tayfun Badak. Eine Affäre mit David Brenner führte jedoch schnell zur Trennung und einem ausgeprägten Sorgerechtsstreit um die von Tayfun adoptierte Tochter. Nach der Versöhnung verlor Tayfun durch eine Gehirnoperation seine Empathiefähigkeit und verließ Emily. Anfang 2017 kam sie mit dem Handwerker Paul Wiedmann zusammen, der neu im Kiez war. Im Sommer 2018 fand die Hochzeit der beiden statt. Als Aarons Plan, Emilys Herz für sich zu gewinnen, scheitert, versucht er ihr den „geschäftlichen“ Vorschlag schmackhaft zu machen, Pauls Hand-OP zu bezahlen. Im Gegenzug solle sie eine Nacht mit ihm verbringen. Sie lässt sich nach längerem Zögern darauf ein, da es der einzige Ausweg für Pauls Hand zu sein scheint. Als Emily jedoch im letzten Moment einen Rückzieher macht, versucht Aaron sie zu vergewaltigen. Sie kann sich losreißen. Aufgrund von Überwachungsaufnahmen in Aarons Hotel wird Aaron später überführt und festgenommen. Nach dessen Seitensprung in Kanada erfolgte im November 2021 die Trennung und später auch Scheidung von Paul. Er und Gina wurden Ende Juli 2022 Eltern von Tom. Emily führt das Taschenlabel „Vlederbag“ und unterhielt seit Oktober 2022 eine Affäre mit Sascha, mit dem sie von März bis Oktober 2023 fest liiert war. Im Dezember 2023 verkaufte sie „Vleder Bag“ an Simon March. Im Januar 2024 gründete sie gemeinsam mit Laura die Mode-Event-Agentur „Lauremy Events“, die später mit der Event-Agentur von Katrin fusionierte und zu „Female³“ wurde.
Kate Wiedmann (geb. Höfer ehem. Badak) ist die Tochter von Emily und Tuner. 2013 hatte Emily einen One-Night-Stand mit Roberto und wurde neun Monate später Mutter von Kate. Bis August 2020 ein Zeitungsartikel über die Unfruchtbarkeit von Roberto berichtete, glaubte Emily irrtümlich, er sei der Vater von Kate. Nach ihrer Geburt übernahmen ihr Onkel Philip und Ayla vorübergehend ihre Pflegschaft. Nach kurzer Zeit jedoch kam Kate zurück zu Emily, weil diese durch die Beziehung mit Tayfun klare Gedanken fassen konnte und sich für Kate verantwortlich fühlte. Als Tochter und Stieftochter von Emily und Paul fühlt Kate sich wohl – erfährt jedoch erst im Oktober 2021, dass Tuner, der mittlerweile regelmäßig Kontakt zu ihr hat, ihr leiblicher Vater ist.

### Die Seefelds
Maren Seefeld ist die Mutter von Lilly, Tanja, Jonas und Emma Seefeld. Sie ging als Groupie vor Jahrzehnten eine kurzzeitige Affäre mit dem Dark-Circle-Knights-Star Kurt le Roy ein und wurde mit Tanja schwanger. Diese hatten lange Zeit ein schwieriges Verhältnis zueinander, das sich mittlerweile jedoch gebessert hat. Ihre Kinder Lilly und Jonas stammen aus einer gescheiterten Ehe. Maren führte eine längere Beziehung mit Alexander Cöster, die für einige Zeit wegen seiner Affäre mit der Praktikantin der „Metropolitan Trends“, Olivia, unterbrochen war. Die beiden waren danach wieder ein Paar und wohnten zusammen. 2017 kauften die Seefelds und Alexander Cöster den „Späti“ und betreiben diesen.
Nachdem Maren nach einem One-Night-Stand mit Leon schwanger wird, trennt sich Alex von Maren und kauft ihr die Hälfte vom „Späti“ ab. Die Beziehung zu Alex ist nach der Geburt des Babys Emma wieder aufgelebt. Sie wollte mit Alex und Emma auf Weltreise gehen. Kurz vor der Abreise versiebte Maren eine Trinkflasche von Emma. Alex wollte eine neue besorgen und kam unterwegs bei einem Lkw-Unfall ums Leben. Nach Tod ihres Partners fällt Maren in eine tiefe Depression. Ihre Kinder und ihre Freundinnen kümmern sich gemeinsam um Maren. Um die kleine Emma kümmern sich vornehmlich Leon und Nina, da sie selbst nicht dazu in der Lage ist. Da sich die Situation um Maren jedoch nicht bessert, ergibt sie sich deren starken Drucks und begibt sich in erfolgreiche stationäre Therapie. Mit neu gewonnenem Lebensmut lässt sie sich auf eine kurze Affäre und spätere Beziehung mit Michi ein, der sich im Juni 2022 trennte. Sie war Managerin des Mauerwerks bis Mai 2024. Von Mitte September 2022 bis Ende Juni 2023 war sie mit Emma auf der zuvor mit Alex geplanten Weltreise. Ende Mai 2024 begann sie als bei „Female³“ in der Eventplanung.
Dr. Lilly Seefeld ist die mittlere Tochter von Maren. Sie interessiert sich sehr für die Naturwissenschaft und war lang introvertiert. Sie war einige Zeit unglücklich in Vince Köpke verliebt. Sie fühlte sich sehr unsicher in ihrem Auftreten und ihrem Aussehen, da sie öfters von ihren Mitschülern gehänselt wurde. Dadurch entwickelte sie eine Bulimie. Nach einigem Hin und Her kam sie 2013, kurz nach einer Beziehung mit Till Kuhn (Bommel), doch noch mit Vince Köpke zusammen. Die Beziehung endete 2014 nach einem Seitensprung von Lilly mit Philip. Dann hatte sie eine kurze Beziehung mit dem illegalen Flüchtling Amar, der zu seiner totgeglaubten Frau zurückkehrte. Zwischenzeitlich war sie mit Tuner in einer Beziehung, die durch den Tod von Chris zu Ende ging, da sie sich zum toten Chris hingezogen fühlte. Sie sind nun wieder Freunde. Nach einer Freundschaft-Plus-Liaison mit Nihat sind beide seit Mitte Februar 2021 ein Paar. Lilly ist Ärztin, wurde jedoch in zwei Fällen ihrer Meldepflicht im „Jeremias-Krankenhaus“ nicht gerecht und verlor so im August 2021 ihre Anstellung. Durch ein anhängiges Verfahren des Landesamtes für Gesundheit und Soziales Berlin war zwischenzeitlich auch ihre Approbation in Gefahr. Nach dem ohne Konsequenzen beendeten Verfahren erhält sie mit Nazans Hilfe ihre Stelle zurück, nachdem Prof. Degenhardts korrupte Machenschaften um den neuen OP-Roboter in Printmedien veröffentlicht worden waren und er seinerseits die Approbation verlor. Nach einem One-Night-Stand mit Martin verliert sie zwischenzeitlich ihren Freund. Nihat gibt ihnen jedoch später eine neue Chance. Im Juni 2024 wurde sie Oberärztin im „Jeremias-Krankenhaus“.
Jonas Seefeld ist der Sohn von Maren und der jüngere Bruder von Lilly. Er lebte lange Zeit bei seinem Vater in München und zog 2014 in den Kiez. Er produziert selbst Musik und hegt den starken Drang, von anderen akzeptiert und gelobt zu werden. Er war mit Mieze, Selma und Sophie zusammen. 2017 gründete er einen Roller-Verleih, welchen er jedoch aufgab, da er in London ging, um seine DJ-Karriere zu forcieren. Mittlerweile ist er Resident-DJ im „Mauerwerk“ und hat den „Spätkauf“ von Alexander übernommen. Da die „Lehmann Bank“ die Wohnimmobilie „Reichenburger Straße 13“, in der unter anderem die Seefelds wohnen, kauft, ist Jonas massiv angestachelt und versucht unter anderem durch Software-Manipulation an der „Lehmann Bank“, den bevorstehenden Rauswurf aus der eigenen Wohnung zu verhindern. Letztendlich gelingt es allen Bewohnern in ihren Wohnungen bleiben zu dürfen. Jonas war bis mit Merle liiert, was vor allem ihrem Vater Erik missfiel. Bei „One-One-Records“ startete er 2021 als DJ JonSea durch, setzt diese Karriere jedoch durch versehentlichen Drogenkonsum und Unfallflucht beim Gebrauch eines E-Scooter unter BtM-Einfluss in den Sand. Auch hatte er Blutproben vertauscht, um den Konsum zu vertuschen und hatte so beinahe die Karriere seiner Schwester Lilly auf dem Gewissen. Seit einem Sturz von einem Bühnengerüst im November 2023 ist er inkomplett querschnittsgelähmt. Seit Juni nennt er sich als DJ schlicht „Seefeld“.

### Familie Ahrens / Reichelt
Nina Reichelt (gesch. Ahrens, gesch. Klee, ehem. Navarro) ist die Mutter von Antonia „Toni“ und Luis. Für einen Ehe-Neuanfang kam sie mit Luis nach Berlin. Ihr damaliger Ehemann Martin, ein Anwalt, kam später nach Berlin. Martin schlug Nina regelmäßig, was sich in Berlin nicht besserte. Da Martin später auch gegen Luis die Hand erhob, klaute dieser Jos Pistole und war entschlossen, der Problematik ein Ende zu setzen. Jonas wurde versehentlich angeschossen. Mit der Hilfe von Jo konnte sich Nina schließlich trennen und beide wurden geschieden. Nina kam mit Robert zusammen, wobei es ihr schwer viel, Vertrauen in einen anderen Mann zu fassen. Später heiratete sie Robert, trotz ihrer parallelen Affäre mit Leon, in welchen sie ebenfalls verliebt ist. Die Affäre kommt ans Licht und Nina entscheidet sich, gegen ihre neue Ehe, für Leon. Bei einer Baustellenbesichtigung geriet Nina mit Robert in Streit. Er verunfallt, als er eine Treppe hinunterfiel. Brenda, welche lediglich einen Teil des Treppensturzes gesehen hatte, bezichtigte Nina, aus Rache wegen ihrer Affäre mit Leon, des Mordversuchs. Sie sagte aus, dass Nina Robert absichtlich gestoßen hat, ohne dies tatsächlich beurteilen zu können. Da Robert im Koma liegt, und es keine Zeugen gibt, muss Nina ihre Untersuchungshaft in der „JVA“ antreten. Robert, der aus dem Koma erwachte, konnte sich an nichts erinnern. Durch Zureden verschiedener Kiezbewohner nimmt Brenda Vernunft an und vertraut sich ihrem Vater an, der aussagt nicht gestoßen worden zu sein, woraufhin Nina freigesprochen wird. Leon gibt seine Auswanderungspläne nach Portugal auf und zieht zu Nina. Robert verlässt gemeinsam mit seiner Tochter Brenda den Kiez und geht nach Kapstadt. Nina ist im Mai 2021 als stellvertretende Geschäftsführerin bei „W&L“ suspendiert worden (Verdacht auf Veruntreuung von Firmengeldern). Sie erhält jedoch freigesprochen ihren Job zurück. Nach erneuten beruflichen Diskrepanzen mit Katrin Anfang 2023 kündigte Nina und gründete mit Carlos als Geschäftsführer das Konkurrenzunternehmen „Ninja Construction“, mit dem sie auch kurzzeitig zusammen war. Die Unternehmensidee scheitert jedoch und Nina geht für einen Job nach Buenos Aires in Argentinien. Dort heiratet sie den Unternehmer Pedro Navarro und kehrt später, zunächst nur für einen Kurzaufenthalt, nach Berlin zurück. Als Pedro kurze Zeit später an einem Herzinfarkt stirbt, bleibt Nina wieder dauerhaft in Berlin. Im Juni 2025 kaufte sie Nihat das „Vereinsheim“ ab.
Antonia „Toni“ Ahrens ist die Tochter von Nina und Martin, die große Schwester von Luis und die Nichte von Jessica. Während ihrer Tätigkeit als Polizistin lernt sie den damaligen V-Mann Erik kennen und lieben. Durch die gemeinsame Verfolgung von Jan, welcher im großen Stil mit Drogen handelte und auch in den Menschenhandel einstieg, gelang es beiden, Jan zur Strecke zu bringen. Durch einen von Toni in Notwehr ausgeführten Schuss verlor Erik jedoch seinen Halbbruder, der nicht überlebte. Toni wohnt in der WG und war bis Mitte Januar 2021 mit Erik liiert, was den anderen Bewohnern zunächst sehr missfiel und später jedoch akzeptiert wurde. Nach zwischenzeitlicher Trennung 2021 waren beide erneut zusammen. Toni ging im September 2022 nach New York, um dort bei Interpol zu arbeiten; daraufhin ging die Beziehung im Mai 2023 in die Brüche. Aufgrund einer Schussverletzung erhielt sie eine Schmerztherapie mittels Oxicodon. Im Herbst 2023 kehrte sie nach Berlin zurück. Sie blieb zunächst Opioid-abhängig und hatte mit der Sucht bis ins Jahr 2024 weiterhin zu kämpfen.
Jessica „Jessi“ Reichelt ist die Schwester von Nina und die Tante von Antonia und Luis. Sie hat einige Jahre mit ihrem Mann Carlos im spanischen Valencia gelebt. Nachdem sie Anfang September 2022 mit seinen Ersparnissen (etwa 50.000 Euro) nach Berlin verschwunden war, zog sie zu Nina und gab fälschlicherweise vor, von Carlos betrogen worden zu sein. Sie arbeitet als Kellnerin im „Vereinsheim“. In Tuner findet sie ein neues „Opfer“, das sie um sein Vermögen zu bringen versucht. Um ihre finanziellen Ziele zu erreichen, geht sie im November 2022 eine Scheinbeziehung mit Tuner ein, der nicht ahnt, was sie plant und sie bei sich aufnimmt, wobei die Beziehung im April 2023 an ihren Machenschaften zerbrach. Im Sommer 2023 begann sie eine Ausbildung zur Pflegekraft im „Jeremias Krankenhaus“ und ist seit Januar 2024 mit dem dortigen Chefarzt Philip liiert. Kurze Zeit später gingen beide nach Würzburg und arbeiteten dort bis September 2024 in einem Krankenhaus, wonach Jessi nach Berlin und ins „Jeremias Krankenhaus“ zurückkehrte, während Philip als Aufsichtsratsmitglied nach London zu „Medicantes“ ging.

### Diverse

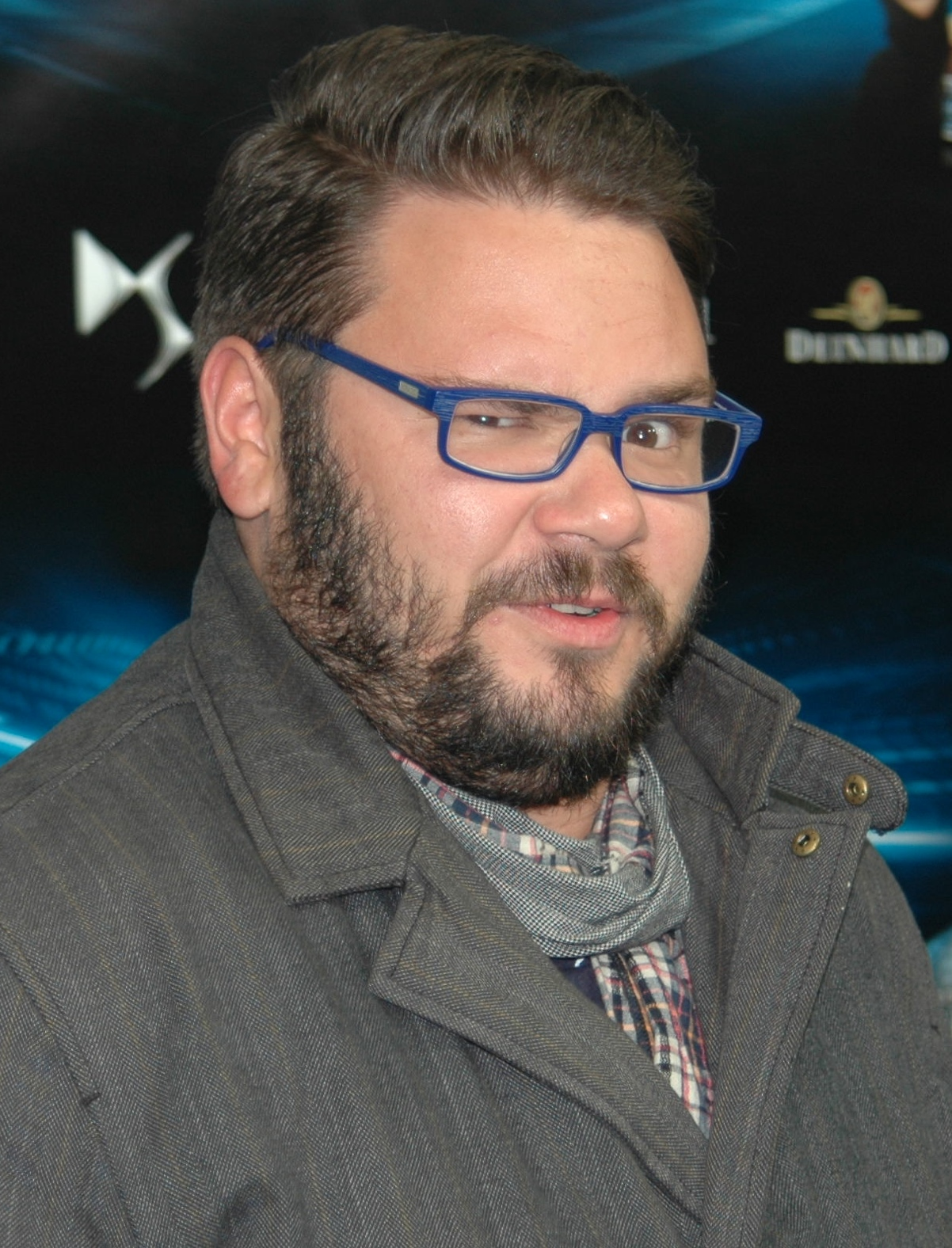
Thomas Drechsel spielte Max „Tuner“ Krüger

Erik Fritsche ist der Vater von Merle Kramer, die aus einer kurzen Affäre mit Alina stammt und von welcher er erst 2020 erfuhr und sie kennenlernte. Nach einem mit seiner damaligen Ehefrau Shirin verübten bewaffneten Raubüberfall war Erik lange Zeit im Gefängnis. Als Freigänger, V-Mann und späterer freier Mann kam er auf den Kiez. Er konnte zunächst nicht verwinden, dass seine Ehefrau Shirin sich gegen ihn und für John entschied. Er sah rot und hielt einige Kiezbewohner auf Mallorca als Geiseln. Er schoss Sophie an und stürzte gemeinsam mit John eine Klippe hinab ins Meer. Durch seinen V-Mann-Einsatz gegen Jan kam er frei und wohnt nun mit seiner Freundin Toni und Merle in der WG. Mitte Januar 2021 trennte sich das Paar. Er absolvierte bis Januar 2022 eine Ausbildung zum Koch im „Mauerwerk“ und half Ende 2020 kurzzeitig im „Vereinsheim“ aus. Zudem war er bei „W&L“ von November 2020 bis Anfang Januar 2021 als Security zur Nachtwache angestellt, da man Einbruchsmarkierungen am Gebäude fand. Er zog im Mai 2021 aus der WG aus und nächtigte übergangsweise im Lager „Mauerwerks“, wo er eine Lehre zum Koch abschloss und seither als solcher tätig ist. Anfang Juli 2021 kommt er wieder mit Toni zusammen und zog zurück in die WG. Im Sommer 2021 wird seinem Chef Leon und ihm die gemeinsame TV-Kochshow „KostWerk“ angeboten, für die er später allein vor der Kamera stand, bis die Sendung wenig später eingestellt wurde. Nachdem Leon nach Rügen zog, übernahm er den Küchenchefposten im „Mauerwerk“. Pläne, ein Jahr in New York zu arbeiten, scheitern an einem nicht erhaltenem Visum. Die Beziehung ging im Mai 2023 in die Brüche. Ende November 2022 wurde er stellvertretender Geschäftsführer im „Mauerwerk“.
Nihat Güney ist der vermeintliche Cousin von Shirin, Nazan und Leyla Akıncı. Nihat hatte bislang viele One-Night-Stands, unter anderem mit Lilly und Sunny. Entgegen seiner Natur verliebte er sich in Katrin, die er als MILF bezeichnete, woraus eine lose Affäre erwuchs. Sie endete, da sie von Johanna erwischt wurden, die ihrerseits in Nihat unglücklich verliebt war. Nihat ist ein Tausendsassa, der regelmäßig auf unterschiedlichsten Gebieten Kenntnisse unter Beweis stellt. Dies eröffnet ihm auch berufliche Perspektiven. So arbeitet er für Jo als Assistent in dessen Anwaltskanzlei sowie als Ideengeber bei den „Upcycling-Buddies“ und ist seit August 2020 Eigentümer des „Vereinsheim“. Er ist eigentlich passionierter Single, geht jedoch Mitte Februar 2021 nach einer Freundschaft-Plus-Liaison eine feste Beziehung mit Lilly ein. Anfang Mai 2021 entdeckt Nihat bei Nachforschungen, aufgrund eines vielsagenden Fotos, dass er mit dem Namen Cem zur Welt kam und später durch Mustafa umbenannt worden ist. Auch kommt ans Licht, dass nicht Sibel seine leibliche Mutter ist, sondern eine ihm bislang unbekannte gewisse Asra; auch ist Mustafa nicht sein leiblicher Vater. Er begab sich im Sommer 2021 in ein Schweigekloster nach Nepal. Im September 2021 geht er nach Hamburg, um dort seine Mutter zu finden. In einer Kiezkneipe auf St. Pauli, wo Asra die Buchhaltung innehatte, erfährt er, dass seine Mutter vor drei Jahren bei einem Autounfall starb, lernt jedoch seine ihm bislang ebenfalls unbekannte Halbschwester Liz kennen. Geht später, mit der Agenda die Umwelt zu verbessern in die Politik, und diesbezüglich Mitte April 2022 für ein Stipendium nach Island. Während seines Aufenthalts hat Lilly mit Martin einen One-Night-Stand und er trennt sich von ihr, kommt jedoch später wieder zu ihr zurück. Im Mai 2025 trennten sie sich erneut. Er verkaufte daraufhin im Juni 2025 das „Vereinsheim“ an Nina und begann in der „Gerner-Financial-Group“ als Investmentberater.
Zoé Vogt kam im Juni 2023 als Auftragsmörderin nach Berlin und war vergebens hinter Laura her. Nachdem ihr Auftrag gescheitert war, nahm sie Yvonne im „Jeremias-Krankenhaus“ als Geisel. Als auch das im September scheiterte, wurde sie lebensgefährlich durch einen Schuss verletzt. Bei einer Not-OP rettete man ihr das Leben. Sie schmierte Krankenhauspersonal, dass ihren Tod vortäuschte sowie Polizisten und konnte fliehen. Sie bekam Zeugenschutz, um im Prozess gegen ihren Auftraggeber auszusagen, bekam dafür im Juni 2024 ihre Freiheit zurück. Am 5. März 2024 wurde sie Mutter von Clara, gab diese jedoch zur Adoption frei. Leiblicher Vater von Clara ist John (aus einem One-Night-Stand), der jedoch aufgrund eines von Zoe gefälschten Vaterschaftstests nichts wusste. 2025 erfuhr er, dass er der Vater ist, da er als einiger Leberspender für Clara infrage kam und er ihr diese Spende gab. Nur Wochen später starb ihre Adoptivmutter und ihr Adoptivvater kam ins Gefängnis. Seither kämpft er um das alleinige Sorgerecht. Erst im Juli 2025 erfuhr auch seine Frau Laura von der Vaterschaft, die sich in L.A. aufhält und der die Verwandtschaftsverhältnisse gar nicht gefallen.
Carlos Lopez ist der Ehemann von Jessica. Die beiden sind getrennt nachdem Jessi im September 2022 mit seinen Ersparnissen von etwa 50.000 Euro nach Berlin abgehauen ist. Auf seiner Suche spürte er sie in Berlin auf und verlangte erfolglos sein Geld zurück. Er war selbständig und setzte sein Bauunternehmen in Spanien in den Sand. Nach einer kurzweiligen Tätigkeit als Bauleiter bei „W&L“ gründete er mit Nina das Konkurrenzunternehmen „Ninja Construction“ und wurde zum Interimsgeschäftsführer des Immobilienunternehmens, dessen Posten Nina anschließend kurzzeitig innehat, wonach die Unternehmenidee jedoch scheitert. Anfang Dezember 2023 wurde er nach dem Unternehmensverkauf zum Geschäftsführer von „W&L“. Nach einem aufenthalt in U-Haft, da ihn Katrin und Tobias fälschlich des Mordes an Agim bezichtigten, verliert er seine Anstellung und sein Name ist in der Branche „verbrannt“. Vor Alicia verbirgt er dies und auch seinen finanziellen Abstieg, da er immer gern auf „großem Fuß“ lebt und dies auch vorgibt. Stattdessen fängt er Ende Mai 2024 kurzzeitig an als Uber-Fahrer zu arbeiten. Mit Alicia begann er Anfang 2024 eine Affäre aus der später eine Beziehung erwuchs. Im Sommer 2024 trennte sich das Paar. Dann war er im Mauerwerk tätig und seit Juli 2025 im Kino.

## Örtlichkeiten
Nachdem die Serie in den ersten Jahren in einer nicht namentlich genannten Großstadt spielte („die Stadt“), wie auch die nicht real existierenden mit ET beginnenden Autokennzeichen signalisierten, wird an Berlin als Handlungsort mittlerweile sehr oft erinnert. Das Panorama der Stadt wird mehrfach pro Episode eingeblendet, bekannte Stadtteile wie Prenzlauer Berg oder Tiergarten werden häufig erwähnt. Veranstaltungen, die tatsächlich in Berlin stattfinden und für diese Stadt kennzeichnend sind, beispielsweise der CSD, werden zur entsprechenden Zeit häufig in die Handlungsstränge eingebunden.
Im Mittelpunkt der Serie standen im Laufe der Jahre verschiedene Cafés und Restaurants, die von Hauptfiguren geführt worden sind, beispielsweise die Kneipen Allistairs, Siggis Bar und Daniels Bar, die Bar Bluebird, das Restaurant Fasan und das Café Mocca. Außerdem kamen Unternehmen aus dem Bereich der Medienbranche immer wieder vor, insbesondere die Werbeagenturen Löpelmann, Sisters, die Zeitungsredaktionen der Lokalblätter City-Lights und Morgenecho, sowie die Redaktion des Lifestylemagazins Metropolitan Trends. Zur Schülerschaft des Viktoria-Luise-Gymnasiums, auf dem Elisabeth Meinhart und Clemens Richter unterrichteten, gehörten zahlreiche der jüngeren Hauptfiguren. 2021 wurde die Schule geschlossen und in ein Bürgeramt umgewandelt. Als soziale Einrichtungen nahm das Domizil im ersten Jahr der Serie einen herausragenden Stellenwert ein; Elisabeth Meinhart war damals die Leiterin dieser Einrichtung. Läden waren Holms Tante-Emma-Laden, Charlies Laden und Kais Corner sowie diverse Boutiquen. Weitere wichtige Örtlichkeiten waren eine Motorradwerkstatt (betrieben von den früheren Hauptfiguren Peter Becker und Heiko Richter), Hausarztpraxen (in den ersten Jahren der Serie die Praxis von Dr. Ulrich, später u. a. diejenige von Dr. Gundlach) sowie die Rechtsanwaltskanzlei von Dr. Jo Gerner. Das Hostel Traumfabrik (zuvor Schlaflabor) wurde 2010 durch einen Einsturz zerstört.
Derzeit kommen neben dem Club Mauerwerk, das Café Vereinsheim, der Lebensmittelladen Kiezkauf, die Gerner Financial Group sowie das Jeremias-Krankenhaus und die Eventagentur „Female³“ vor.
Der nordamerikanische Staat Kanada spielt eine große Rolle, da sich seit Anfang 2009 viele Figuren dazu entschlossen haben, dorthin auszuwandern. Am Anfang hat sich Paula Rapf dazu entschlossen, dort auf einer Farm zu arbeiten. Ihr bester Freund Tim Böcking reiste ihr mit seinem Sohn Felix hinterher und dessen Freundin Caroline Neustädter kam schließlich mit ihrem Sohn Benjamin zu Tim. 2010 zogen auch Tims Vater Clemens Richter mit seiner Ehefrau Elisabeth Meinhart nach Kanada. Die Figur John Bachmann besuchte das Land wegen der ausgewanderten Rollenfiguren regelmäßig.
Ebenfalls häufig finden Ostseeurlaube statt, und zwar immer dann, wenn Figuren Probleme haben. Außerdem werden Specials (z. B. Jubiläumsfolgen) auf Ferieninseln wie Mallorca oder Fuerteventura gedreht.
Alle aktuellen GZSZ-Hauptschauplätze – ob „Mauerwerk“, Läden oder Wohnungen – existieren nicht im echten Berlin, sondern sind Filmkulissen, die auf dem Gelände vom Studio Babelsberg aufgebaut sind. Die Außenkulissen können zu Teilen und nur über Führungen vom benachbarten Filmpark Babelsberg besichtigt werden. Von 2006 für fünf Jahre sollten die teils nach wie vor aktuellen Außenkulissen zum Einsatz kommen. Sie wurden jedoch mittlerweile etwa 15 Jahre und länger verwendet. Neue Außenkulissen sind seit dem 10. März 2021 in der Serie zu sehen.

### Aktuelle Wohnungen
| Wohnung                                              | Aktuelle Bewohner                                                              | Bemerkungen |
| ---------------------------------------------------- | ------------------------------------------------------------------------------ | --- |
| Townhouse                                            | Jo Gerner, Julian Gerner, Matilda Gerner, Johanna Flemming                     | Das „Townhouse“ existiert seit dem Jahr 2008. Dort wohnten Jo Gerner und seine Enkelin Sunny Richter. Bis zu ihrer Trennung wohnten auch Katrin Flemming sowie Johanna Flemming dort. Ebenfalls wohnten Dominik Gundlach, Max Krüger, Jasmin Flemming, Patrick Gerner, Anna Galuba, Sophie Lindt, Alexander Cöster und Robert Klee dort. In den unteren Räumen vom Townhouse befinden sich die Büroräume der Eventagentur „Female³“. Im ersten Stock befindet sich der Wohnbereich der Familie Gerner, im zweiten Stock die Schlafgemächer und im Dachgeschoss die Einliegerwohnung vom mittlerweile verstorbenen Dominik, die zwischenzeitlich von Brenda bewohnt wurde. Patrick musste zeitweise im Keller des Hauses wohnen. Die Wohnräume gehörten bis Dezember 2020 Felix, der sie gemeinsam mit Laura, die im September 2020 einzog, bewohnte. Von September bis Dezember 2020 wohnte John in der Dachgeschosswohnung, die dann von Moritz bezogen wurde, da Jo mit seiner Frau die weiteren Räumlichkeiten bezog. Nach der Trennung von Felix und Laura zog sie im März 2021 ebenso wie Michi (bis Ende Mai 2021 sowie seit Weihnachten 2021) ebenfalls ein. Moritz zog im Dezember 2022 aus zu seinem Freund Luis in dessen „WG“. Lukas wohnte im Herbst 2023 mit kurzer Unterbrechung ebenfalls im Townhouse. Im Mai 2024 erhielt Zoe dort im Zeugenschutz-Unterkunft, wobei auch John gezwungenermaßen dort bleiben musste. Im Dezember 2024 zogen Matilda, im Februar 2025 Julian und im Juni 2025 Johanna ins Townhouse. |
| Wohnung Krüger                                       | aktuell unbewohnt                                                              | Clemens Richter und seine Frau Vera Richter zogen 1996 in die „Reichenburger Straße 1“. Nachdem Clemens und Vera sich getrennt hatten, zog 2002 Clemens’ gute Freundin Elisabeth Meinhart-Richter ein. Seit 2009 sind beide auch verheiratet. 2010 beschlossen die beiden, ihre Zelte in Berlin abzubrechen und nach Kanada zu ihrem Sohn und Enkel auszuwandern. Sie vermieteten die Wohnung ihrem alten Bekannten Leon Moreno unter. Dieser wohnte zusammen mit seinem Sohn Oskar und seiner Frau Sophie dort. Bis zu ihrem Tod lebte auch Verena Koch, Leons Ehefrau, dort. Später übernahm Jo die Wohnung, der dort wohnt und auch sein Kanzlei-Büro einrichtete, da Leon seinerseits mit Oskar einen später gescheiterten Auswanderungsversuch in die USA zu Vince unternahm und danach neue Auswanderungspläne mit Oskar nach Portugal wegen seiner Liebe zu Nina verwarf. Des Weiteren wohnten dort auch Anna Meisner, Nico Weimershaus, Frank Richter, Cora Hinze, Alexander Hinze, A. R. Daniel, Rosalinde Blümel, Tim und Felix Böcking, Dascha Höfer, Iris Cöster, Dominik Gundlach, Max Krüger, Leons Sohn Vince Köpke, Maren, Alexander Cöster, Emma und Laura. Bis Dezember 2020 wohnten Jo mit Yvonne und Moritz dort. 2021 wurden die Kulissen leicht umgebaut und als neue Wohnung für Felix Lehmann eingeführt. Deren Grundriss erinnert stark an die alte Wohnungskulisse. Einige Wochen wohnte dort auch John. Felix Freundin Nazan hatte bis zu ihrer Trennung im Sommer 2021 einen Schlüssel zur Wohnung. Im Herbst 2021 wurde die Wohnung nicht bewohnt, bis sie Ende November von Kian gekauft und bezogen wurde. Als er vor Bajan und seinen Leuten im April 2022 floh, verkaufte er die Wohnung, die dann bis Ende August 2022 von Paul und Gina gemietet wurde. Im September 2022 kaufte Max Krüger die Wohnung für sich. Während ihrer kurzzeitigen Beziehung wohnte auch seine Freundin Jessica dort. Nach Trennung im Januar 2023 zog sie wieder bei Nina ein. Kurz zuvor nahm Max Paul auf, der sich von Gina getrennt hatte und aus Mecklenburg-Vorpommern nach Berlin zurückkehrte. Auch Jessie wohnte im Frühjahr 2023 dort. Im Sommer 2023 zog Erik ebenfalls ein. Tuner wanderte im März 2024 nach Brisbane aus. Tobias wohnt seit Juni 2024 in der Wohnung. Die Wohnung ist aktuell unbewohnt. |
| Wohnung Flemming                                     | Katrin Flemming, Maren Seefeld, Emma Seefeld                                   | Katrin bewohnt seit einigen Jahren eine eigene Wohnung auf dem Kiez, nachdem sie gemeinsam mit ihrer W&L-Angestellten Nina und ihrem Sohn Luis deren Wohnung bewohnte. Nach Alex’s Tod braucht Maren einen Tapetenwechsel. Daher geht Maren Mitte Oktober 2020 auf Katrins Vorschlag ein, gemeinsam mit Emma zu ihr in die Wohnung zu ziehen. Auch Tobias wohnte bis Juni 2024 in der Wohnung. Alicia wohnte übergangsweise im Oktober/November 2023 dort. Nach ihrer Trennung von Michi zog Maren wieder ein. |
| Wohnung Reichelt                                     | Michi Bode, Yvonne Bode, Nina Reichelt                                         | Mitte 2017 zogen Nina und Martin Ahrens mit ihrem Sohn Luis nach Berlin. Sie bezogen eine freie Mietwohnung, die sich unmittelbar über der Wohnung Seefeld befindet. Nach der Trennung zog Martin aus der Wohnung aus und verließ Berlin. Zwischenzeitlich wohnten auch Katrin, Robert, Brenda, Leon und Oskar dort. Nach einem Auslandsjahr wohnte Luis im Oktober 2021 einige Tage mit Miriam dort. Auch Jessi wohnte dort. Um den Jahreswechsel 2022/23 zog Michi in die Wohnung mit ein. Von Juli bis Oktober 2023 wohnte auch Nicole Bode, geb. Berger dort. Von Mai bis Anfang Dezember 2023 wohnte auch Carlos dort. Maren zog daraufhin ein und holte ihren nach einem Sturz querschnittlähmten Sohn Jonas im Dezember 2023 zu sich, der Ende Mai 2024 auszog. Im August zog Lars kurzzeitig auch in die Wohnung. Nach ihrer Trennung von Michi zog Maren erneut zu Katrin. |
| WG Seefeld, Fritsche, Bode, Bäumler                  | Lilly Seefeld, Toni Fritsche, Erik Fritsche, Moritz Bode, Alicia Bäumler       | Es gab von 1995 bis 2002 eine „WG“, die aufgrund eines Wasserschadens neu saniert werden musste. Deswegen zogen die damaligen Bewohner Sandra Lemke, Marie Balzer, Julia Blum und Verena Koch in eine andere Wohnung im selben Haus. Diese existiert nun seit 2002. Bis dahin wohnten schon Lena und Caroline Neustädter, Henrik Beck, Franziska Reuter, Paula Rapf, Leon Moreno, Verena und Pia Koch, Emily Höfer, Tayfun Badak, Shirin Akinci, John Bachmann, Till Kuhn, Meike, Nazan, Martin, Sarah und Erik dort. Derweil wohnen Lilly, Toni, Erik, Moritz und Alicia in den Räumlichkeiten. |
| Wohnung Bachmann/Höfer                               | John Bachmann, Emily Wiedmann, Kate Wiedmann, Laura Bachmann, Jessica Reichelt | Die Wohnung der Bachmanns existiert seit 2001 und liegt im Kiez. Die Adresse ist die „Reichenburger Straße 16“. Anfangs hat Xenia di Montalban die Wohnung gemietet, um dort die „Christopher-Bohlstädt-Stiftung“ für Analphabeten zu führen. Als ihr die Wohnung zu klein wurde, zog sie mit der Stiftung um. Schon kurze Zeit später zog Patrizia Bachmann mit ihren Söhnen John und Ben ein. Später kam auch noch Hannes Bachmann, der Vater von John und Ben, mit in die Wohnung. Später gingen Ben und Patrizia nach Afrika und stattdessen zog Senta Lemke, die Schwester von Patrizia, in die Wohnung und Senta und Hannes wurden ein Paar. Später kamen noch Emily und Philip Höfer, die Halbgeschwister von John und unehelichen Kinder von Hannes, dazu. Auch Paula Rapf, die Ehefrau von John, zog ein. In dieser Konstellation lebten sie einige Zeit, bis Hannes und Senta durch einen tragischen Flugzeugabsturz ums Leben kamen. Die Beziehung zwischen John und Paula scheiterte, sodass zuerst Paula auszog und nach Streitigkeiten auch Emily die Wohnung verließ. Ebenfalls wohnten dort Leon Moreno, Vince Köpke, Tayfun Badak, Zac Klingenthal, Lilly Seefeld sowie Dascha Badak, David Brenner, Patrizia Araya, Paul Wiedmann und Sascha Beck. Aktuell wohnen Emily und Kate Wiedmann, John Bachmann und Jessica Reichelt in der Wohnung. |
| WG Güney, Wiedmann, Evers                            | Nihat Güney, Paul Wiedmann, Tobias Evers                                       | Ende 2008 zog Familie Cöster in diese Wohnung, nachdem sie ein Jahr lang in Daniels Wohnung gelebt hatten. Einige Zeit wohnte auch Lenny Cösters Freund Carsten Reimann dort. Nachdem Alexander und Iris Cöster sich trennten und Iris, Lenny, Carsten und Lucy Cöster Berlin verließen, wohnte Alexander eine Zeit lang alleine in der Wohnung. Er zog wiederum später in ein Loft um. Seit Dezember 2010 wohnten in der Wohnung Maren, Lilly und Tanja Seefeld, nachdem Alexander ihnen die Wohnung überlassen hatte. Dieser zog wiederum im Jahr 2012 in die Wohnung, da er und Maren seit längerer Zeit ein Paar waren. Tanja zog im Sommer 2013 aus der Wohnung aus. Es wohnte auch Marens Sohn und Lillys Bruder Jonas in der Wohnung. Zeitweise wohnten hier auch Lillys Ex-Freund Vince Köpke, seine Adoptivschwester Mieze, Katrin Flemming, Miriam und Jessica Reichelt. Nach dem Auszug von Maren mit Emma im Oktober 2020, die bei Katrin einzogen, haben sich Jonas und Nihat auf eine WG geeinigt, der sich auch Nazan zwischenzeitlich anschloss, die jedoch wieder in ihre ehemalige WG zog. Im Oktober 2021 zogen Luis und Miriam ebenfalls in die Wohnung. Nach ihrer Trennung Ende April 2022 wollte Miriam zu ihrer Mutter nach Zürich ziehen und beide verließen die Wohnung. Kurze Zeit später zog Luis wieder ein. Im Dezember 2022 zog auch Moritz ein, der nach dem zwischenzeitlichen Ende der Beziehung mit Luis auszog. Nach erneutem Ende ging Luis im September 2024 nach Graz. Kurz zuvor zog Flo ein und im Frühjahr 2025 wieder aus. Paul wohnt ebenfalls dort. |
| Wohnung Jonas Seefeld (ehem. Vleder Bag and Friends) | Jonas Seefeld                                                                  | Im Frühjahr 2024 wurden die Vleder-Bag-and-Friends-Geschäftsräume von diversen Kiezbewohnern in eine rollstuhlgerechte Wohnung für Jonas umgebaut, die er Ende Mai 2024 bezog. Zwischenzeitlich wohnte auch Flo in der Wohnung. Ebenfalls für kurze Zeit war es das Zuhause von Johanna, nachdem sie aus Tokio zurückgekommen war. |

### Sonstige Schauplätze
| Schauplatz                                          | Bemerkungen |
| --------------------------------------------------- | --- |
| Jeremias-Krankenhaus                                | Das Krankenhaus existiert seit 1993. Zu Beginn war jedoch noch das Marien-Krankenhaus als Serienkrankenhaus Angelpunkt der Serie. Das Jeremias-Krankenhaus wurde zum Dreh- und Angelpunkt als Sonja Wiebe und Andy Lehmann nach ihren Unfällen behandelt werden mussten und Dr. Jan Wittenberg als ihr behandelnder Arzt in die Serie eingeführt wurde. In den darauffolgenden Jahren wurden Darsteller immer wieder in dieses Krankenhaus eingeliefert. In der Serie gibt es seit 1997 keine ambulante Behandlung in Arztpraxen, so dass medizinische Untersuchungen und Behandlungen hier erfolgen. Die Krankenzimmer haben Fenster zu den Fluren, so dass man von dort in die Krankenzimmer hineinsehen kann. Dr. Lilly Seefeld, Dr. Philip Höfer (zeitweise), Yvonne und Michael Bode sowie Jessica Reichelt arbeiten hier. |
| Wohnung von Jonas (ehem. Vleder Bag and Friends)    | Tussi Attack war das Mode- und Kosmetikgeschäft, das seit 2015 von Emily Höfer und Jasmin Flemming betrieben wurde. Später arbeitete auch Sophie Lindh als Marketingmanagerin dort. Mittlerweile arbeitet Emily mit Sunny in dem jetzigen Taschenladen, in dem Karla Borchert zeitweise Praktikantin war und Merle Kramer mit dem Aufbau des Webshops betraut wurde. Anfang Juli 2021 wurde die Wohnung über dem Laden illegal an die feierwütige lebenslustige australische Touristin Peach vermietet, die eine Abschiedsparty schmeißt, wobei die Wohnung ausbrennt und Vlederbag darunter durch die Löscharbeiten mitsamt der kompletten Ware zerstört wird. Durch den Wiederaufbau der Jungs von den Upcycling Buddies kam es zur Teilung des Ladens, den nun auch die Buddies zur Ausstellung einiger ihrer Konzept-Möbel nutzen. Daraufhin erfolgte auch die Umbenennung in Vleder Bag and Friends. Ende 2023 verkaufte Emily Vleder Bag an den Modeunternehmer Simon March. Nachdem der Laden von diversen Kiez-Bewohnern für Jonas zur rollstuhlgerechten Wohnung umgebaut wurde, bezog er diese Ende Mai 2024. Zuvor war in den Räumlichkeiten das Kosmetikgeschäft Kollestyle von Emily und die Boutique prinzesskleid (ehem. GretaMarlene) von Jasmin Flemming vertreten, davor diente das Gebäude als „Hutladen“, der jedoch schon seit langer Zeit nicht mehr genutzt wurde. |
| Mauerwerk                                           | Das Mauerwerk wurde 2008 eröffnet. Besitzer waren zunächst Leon Moreno und Henrik Beck, nachdem sie beschlossen hatten ein neues Gastronomiegeschäft im Kiez zu eröffnen. Zwischenzeitlich führten den Klub auch John Bachmann mit Leon gemeinsam. Leon und Erik arbeiten als Köche dort und standen dort auch für eine Kochshow namens „Kostwerk“ vor der Kamera. Neben John arbeitet Maren als Geschäftsführerin. Nach der Trennung von Shirin im Sommer 2020 „wohnte“ John kurzzeitig im Lager des Mauerwerks. Später bewohnte auch Erik kurzzeitig das Lager. Jonas „DJ John C“ war bis Herbst 2023 Resistent-DJ im Mauerwerk. Die Belegschaft des bei einem Feuer zerstörten „Fasan“ wurde ins „Mauerwerk“ übernommen. Dies sind Armin, Stefan, Daniela und Kathleen. Des Weiteren arbeiteten dort Vince Köpke als Auszubildender Koch und Jasmin Flemming als Bedienung. Nach der Übernahme durch die Mafia war David Brenner kurzzeitig Chef des „Mauerwerks“. Er schenkte aber, bevor er in Zeugenschutz ging, das „Mauerwerk“ an Leon und Tayfun zurück. Daraufhin versuchte Leon, die Crew wieder zusammenzutrommeln. Mittlerweile gehört das „Mauerwerk“ zu den angesagtesten Clubs in Berlin. Bekannte Interpreten treten regelmäßig dort auf u. a. Nena, Mando Diao, 2raumwohnung oder auch Jennifer Rostock. Alle Gaststars, die beim „Mauerwerk“ aufgetreten sind, finden sich unter den Gastauftritten. Obwohl das Berliner Recht für Gaststätten vorschreibt, dass „Toilettenanlagen für Damen und Herren … durch durchgehende Wände voneinander getrennt sein“ müssen, hat das Mauerwerk eine Unisex-Toilette. In der Sendung am 3. September 2018 konnte Sunny die Tür zu einer Kabine von außen öffnen, was ungewöhnlich ist. Nach einem Brand im April 2018 wurde das „Mauerwerk“ umfassend umgestaltet. |
| Bauwagen/Überseecontainer/Beachbar (seit Juli 2023) | Den Bauwagen, welcher ganz in der Nähe vom Kiez aufgestellt ist, hat Chris Lehmann bewohnt. Nach seinem Verschwinden wohnte auch Philip mit Laura und später Leyla dort. Der „Bauwagen“ wird aktuell neben zwei umgerüsteten Überseecontainern von den „Upcycling Buddies“ für ihre Unternehmenstätigkeit genutzt. Der Bauwagen diente diversen Kiezbewohnern ebenfalls bereits als zeitweise Übernachtungsoption. John plante die Eröffnung der „Beachbar“. Zunächst als Soloprojekt gedacht, kam es im Juli zur Eröffnung in Kooperation mit dem „Mauerwerk“. Für den Betrieb wurden Bauwagen und Überseecontainer sowie das Gelände umgestaltet. Das „Mauerwerk“-Personal bedient nun auch die „Beachbar“. |
| Female³ (ehem. KFI International / W&L)             | KFI International war ein 2015 von Katrin gegründetes Immobilienunternehmen, dass nach der zwischenzeitlichen Übernahme durch Felix und Laura in Wealth & Living umbenannt wurde. Teilhabender Geschäftsführer war auch Jo. Weiterhin arbeiteten hier unter anderem Anni, Chris, Robert, Erik, Moritz, Luis, Nina, Tobias Alicia sowie die damaligen Anteilseigner Jo und Sunny. Anfang Dezember 2023 wurde das Unternehmen an die von Rosa geführte „Lehmann-Bank“ verkauft. Bis dahin befanden sich die Büros im Townhouse. Später war zeitweise auch Carlos als Geschäftsführer dort tätig. Im August 2024 gingen die „Lehmann Bank“ und damit auch „W&L“ im Zuge einer Intrige zum Großteil wieder an Jo und Katrin zurück. Zoé wurde ebenfalls Anteilseignerin. Rosa blieben 5% und sie zog sich zurück. Dennoch taucht „W&L“ seitdem im Seriengeschehen nicht mehr auf. Die ehemaligen Büroräume von „W&L“ werden mittlerweile von der zwischenzeitlich von Katrin, Emily und Laura gegründeten Event- und Medienagentur „Female³“ genutzt. Dort arbeiten Alicia, Moritz, Emily, Maren, Katrin und Laura. |
| Kiezkauf                                            | Der Kiezkauf (früher: Spätkauf) wurde von 2006 bis 2008 von Danny betrieben. 2008 kaufte Tayfun Badak den Laden, da Danny überfordert damit war und jetzt nur noch als Mitarbeiter dort arbeitet. Als Aushilfen arbeiteten dort schon Tim Böcking, Lenny Cöster und Emily Höfer. Tayfuns Ehefrau Dascha Badak half auch des Öfteren aus. Bei seinem Auszug übergab Tayfun den „Spätkauf“ an Mesut. Maren und Alexander übernehmen den „Spätkauf“ schließlich. Nach dem Tod von Alexander wurde der Laden von Jonas und später auch von Lilly geführt. Später leitete Maren erneut den Laden und gab diesen übergangsweise im August 2022 wegen einer Weltreise in die Hände von Michael und Yvonne. Mittlerweile haben die beiden diesen fest übernommen und betreiben diesen neben ihrer Tätigkeit als Physiotherapeuten im Jeremias-Krankenhaus. |
| Vereinsheim                                         | Das Vereinsheim existiert seit August 2010. Es war früher einmal ein Hotel. Aus unbekannten Gründen wurde dieses geschlossen, und Pia Koch mietete die Lobby und machte ihr eigenes Café daraus. Es wurde als Vereinsheim gegründet, da Pia das Geld für die Konzession fehlte. Pia Koch, Emily Höfer, Dominik Gundlach und Max Krüger wurden gleichberechtigte Teilhaber, Anni arbeite auch dort. Mit der Zeit verkauften Pia und Emily ihre Anteile an Max Krüger. Über dem Vereinsheim hat Tuner zeitweise gewohnt. Shirin, die es später übernahm, verkaufte es im August 2020 an Nihat, da sie den Kiez verließ. Jessi arbeite im Frühjahr dort. Zuvor war dort auch das Hostel „Schlaflabor“, welches wegen Bettwanzen schließen musste. |
| Hotel Dual Berlin                                   | Das Hotel Dual Berlin wird seit 2021 genutzt. So wohnten unter anderem Melanie, Tobias oder auch Carlos (bis Januar 2023 und bis Mai 2023 sowie von Dezember 2023 bis Juni 2024) dort. Leon und Sarah zogen von Januar bis Februar 2023 ins Hotel, wo Laura anschließend kurzzeitig unterkam. Ab Mai 2023 wohnte Moritz kurzzeitig dort. In der Weihnachtszeit 2023 nahm sich Toni ein Zimmer. Im September 2024 bezog Lars kurzzeitig ein Zimmer. Im Oktober/November 2024 wohnte und im April 2025 wohnte Matilda dort. Später im Jahr 2025 zogen Carlos und Zoé ein. |
| U-Bahn                                              | Mit der U-Bahn gibt es einen zusätzlichen Dreh- und Angelpunkt, in welcher sich die Kiezbewohner meist zufällig über den Weg laufen. Oft wenn sie verreisen oder nach einer durchzechten Nacht. In der U-Bahn-Station im Kiez gibt es zudem einen Fotoautomaten, welcher zumeist für Schnappschussaufnahmen von Pärchen Verwendung findet oder des Öfteren als Versteck herhält, um unangenehme Begegnungen zu vermeiden. |
| Liquibus                                            | John und Paula kauften 2004 gemeinsam einen alten VW-Bus T1 und nannten diesen Liquibus. Er wird hin und wieder von diversen Kiezbewohnern für Ausflüge genutzt. Es ist jedoch immer wieder ein Risiko, da das Auto sehr häufig nicht anspringt und es einer Reparatur bedarf. |
| Falafel Burger                                      | Bei Hamsas türkischem Imbiss namens Falafel Burger wird hin und wieder Falafel oder Döner Kebab gegessen oder auch zum Mitnehmen bestellt. Alicia arbeitete zeitweise hier. |
| Kino                                                | Seit 2022 gibt es ein Kino im Kiez, vor welchem man sich begegnet, bzw. welches gelegentlich besucht wird. |
| Außendrehs                                          | Seit 2022 kommt es deutlich häufiger als zuvor üblich zu Außendrehs, die sich außerhalb des GZSZ-Kiez-Sets auf öffentlicher Straße Potsdams und Berlins befinden. In vielen dieser Fälle sollen die Darsteller hierbei in Berlin suggeriert werden. |
| Gerner Financial Group                              | Die Zentrale der Bank in Berlin wurde Anfang 2025 eröffnet und ist seither regelmäßig Schauplatz. Dort arbeiten Matilda, Julian und Jo. |

## Beginn jeder Episode
Vor Beginn jeder Episode werden Szenen aus vorherigen Episoden ausschnittartig gezeigt, die für das Verständnis der nun jeweils anstehenden Episode relevant sind. Anschließend folgt ein Intro in Form einer Titelmusik sowie der bildlichen Aneinanderreihung von Hauptfiguren.

### Intro
Seit dem Beginn von „Gute Zeiten, schlechte Zeiten“ lassen sich mehrere Introgenerationen unterscheiden. In den Introversionen der ersten Generation, die von 1992 bis 1996 genutzt wurden, waren Rahmen mit den Gesichtern der Figuren zu sehen, welche durch das Bild zogen, wobei im Hintergrund ein Szenenausschnitt aus der Serie mit der jeweiligen Figur erschien. Die Gesichter änderten sich innerhalb dieser ersten Introgeneration von Version zu Version. Eine Gemeinsamkeit aller Versionen der ersten Generation ist, dass das Logo nicht, wie in den späteren Introgenerationen, am Ende gezeigt wurde, sondern in der Mitte, erscheinend gemeinsam mit dem ersten beiden Versen des Refrains, Ich seh’ in Dein Herz, sehe gute Zeiten, schlechte Zeiten. Das Logo bestand damals noch aus einem rosa und einem grünen Balken, die senkrecht aufeinander standen.
Im Jahr 1996 wurde eine komplett neue Introgeneration in einem rosa-hellblauen Farbkonzept nebst neuem Logo eingeläutet. Das Titellied wurde um eine Textzeile gekürzt („Du hast ein Ziel und nimmst jede Hürde mit Gefühl“) und von einer anderen Sängerin moderner und schneller interpretiert. Anstelle von Szenenausschnitten wurden nun Einzelaufnahmen der Darsteller gezeigt. Sie wurden erst verschwommen, nach ein paar Sekunden dann schärfer in das Bild eingeblendet und bewegten sich in Posen meist von der einen Seite des Bildes auf die andere. Wurde das Bild des jeweiligen Darstellers unscharf, tauchte bereits der nächste im Bild auf, sodass meist zwei Hauptdarsteller nebeneinander zu sehen waren. Im Hintergrund liefen einzelne Textzeilen des Titelliedes horizontal oder vertikal durchs Bild und in der Bildmitte wurden einzelne kurze Szenenausschnitte gezeigt, die farblich entsprechend dem Vorspann eingefärbt wurden und so nur schwer erkennbar waren. Zu sehen waren Liebespaare (u. a. Saskia und Tom sowie Elisabeth und Daniel) bei einem Kuss oder einer Umarmung. Während die eingeblendeten Darsteller im Vordergrund bis 2001 mehrfach wechselten, wurden die Ausschnitte mit diesen Paaren stets beibehalten, so dass die entsprechenden Darsteller teilweise noch mehrere Jahre nach ihrem Ausstieg aus der Serie im Hintergrund des Vorspanns zu sehen waren. Ab 1998 wurden parallel zwei verschiedene Vorspänne im täglichen Wechsel gezeigt. Die verschiedenen Fassungen wurden dabei unabhängig von den jeweiligen Episoden genutzt. Wurde Fassung A bei einer Episode abends gezeigt, lief bei der morgendlichen Wiederholung derselben Episode Fassung B und umgekehrt. Letzteres gilt jedoch nur für die Erstausstrahlung auf RTL. Bei den späteren Wiederholungen auf VOX und Passion wurde auch bei mehrfacher Ausstrahlung einer Episode stets ein und dieselbe Vorspannfassung beibehalten. Als die Episoden aus den Jahren 2000 und 2001 später auf VOX wiederholt wurden, wurden kurioserweise sogar zwei Vorspannversionen gezeigt, die auf RTL nie zu sehen waren.

Ab 2001 wurde in Einzelszenen vor einem bläulichen Hintergrund aufgenommen, wobei meist zugleich ein Porträt und eine Ganzkörperaufnahme derselben Figur gezeigt wurden. Als Neuerung wurden zum ersten Mal in einer deutschen Seifenoper auch die Namen der Hauptdarsteller eingeblendet. Auch das Titellied wurde erneut – dieses Mal mit noch lebhafterer Gesangsinterpretation als je zuvor – neu aufgenommen. Diese Version wurde bis zum 4. September 2006 beibehalten.

Logo 2006–2010

Das Intro, das von 2006 bis 2010 verwendet wurde, entsprang einer erneuten grundlegenden Überarbeitung: Das Logo wurde etwas modernisiert (Farbtöne leicht abgewandelt) und diesem Design der gesamte Vorspann angepasst. Das Titellied wurde zudem gekürzt, so dass nur noch der Refrain gesungen wird. Die Schauspieler tragen Kleidung in den gleichen Farben und treten nicht einzeln, sondern ausschließlich in Gruppen auf. So wurden Paare, Freunde und auch Rivalen miteinander gezeigt, einige Personen treten doppelt auf. Es gibt kaum noch Schnitte, vielmehr werden gestellte Szenen von rechts nach links durchs Bild gezogen. Auch in dieser Version existierten zwei abwechselnd eingesetzte Varianten des Vorspanns, die sich allerdings nur minimal voneinander unterschieden. Einer der Unterschiede ist zum Beispiel, dass in der ersten Version der Serienhund Bolle zu sehen ist. Im Jahr 2008 wurde der Vorspann aktualisiert, nachdem mehrere Schauspieler die Seifenoper verlassen hatten. Seitdem gab es zum ersten Mal seit Jahren eine längerfristig allein eingesetzte Variante des Vorspanns statt – wie zuvor – zwei rotierende Varianten.

Logo 2010–2014

Im August 2010 wurde wieder ein neues Introkonzept verwendet; wieder wurden zwei verschiedene Versionen eingesetzt. Im Hintergrund wurden Skizzen vom Kiez und Berlin eingeblendet. Wieder waren mehrere Figuren gleichzeitig zu sehen und erschienen in einer Art 3D. Episode 4803, die am 12. August 2011 ausgestrahlt wurde, enthielt anlässlich des Todes der Serienfigur Verena Koch keinen Vorspann. Seit dem 1. Juli 2014 werden wieder Einzelszenen als Vorspann verwendet. Die Darsteller sind meist am Bildrand zu sehen, während auf der gegenüberliegenden Seite Aufnahmen von Berlin zu sehen sind. Die Hauptstadt wird noch mehr in den Vorspann mit eingebunden.

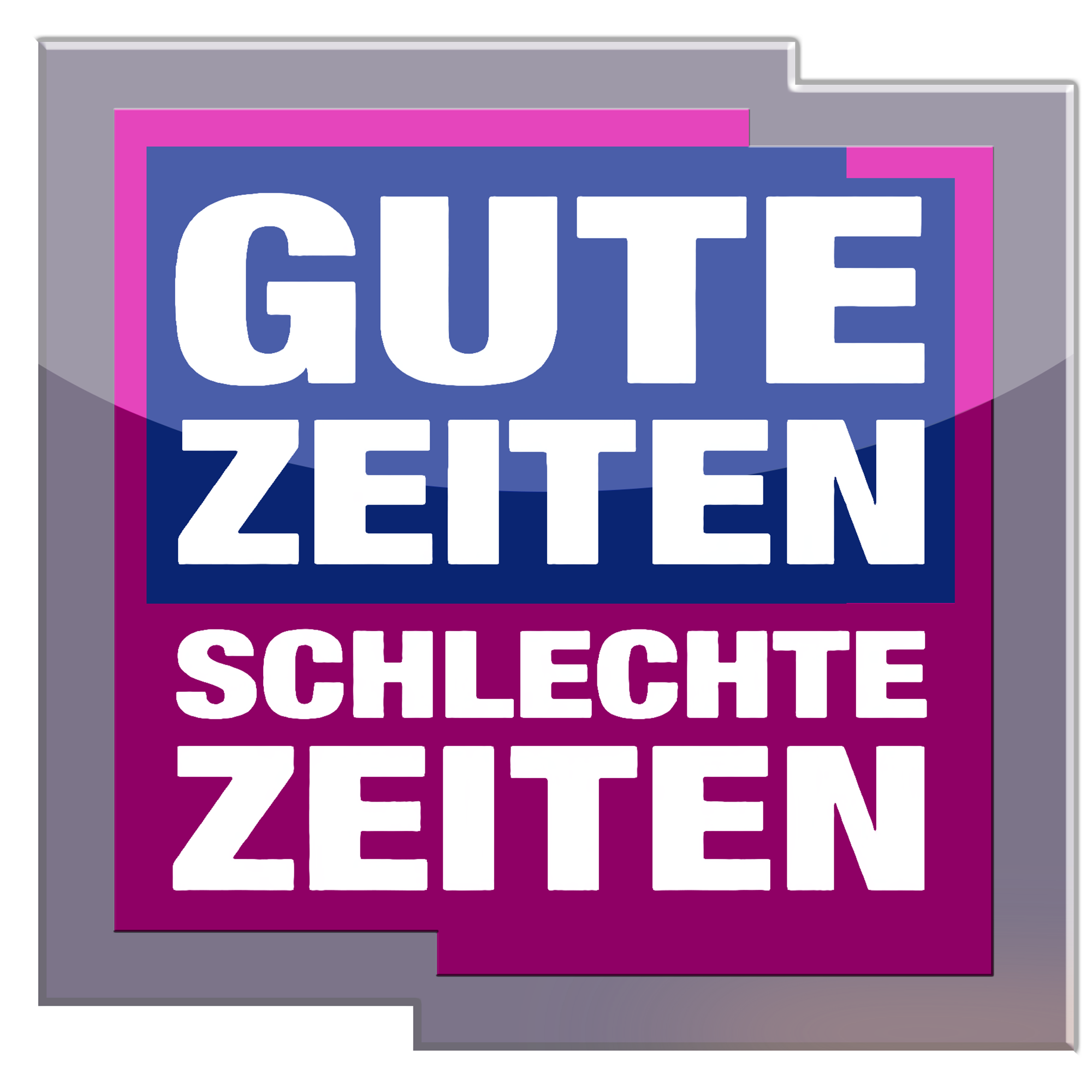
Logo 2014–2017

Im Mai 2017 wurde das Konzept des Intros abermals überarbeitet. Der Dreh fand nicht mehr wie zuvor im Greenscreen, sondern in den Realkulissen statt. So werden die einzelnen Figuren nun in ihrem jeweiligen typischen Lebensraum gezeigt.

### Titellied
Das von Bernie Paul geschriebene Titellied Mitten ins Herz war seit Beginn der Serie bis 2014 im Vorspann zu hören. 1992 bis 1996 wurde es von Bo Andersen gesungen, 1996 bis 2001 von Viveca, 2001 bis 2006 von Sabine Grunert. Die Interpretin der vierten Version ist unbekannt. 2014 wurde das Lied von der Band Glasperlenspiel modernisiert und ist seitdem als Ich seh in dein Herz zu hören. Der Abspann der Serie wird von RTL nicht mehr gezeigt, aber bei den Wiederholungen auf VOX und Passion wird bzw. wurde er ausgestrahlt. Er ist mit der Instrumentalversion unterlegt, von der es drei verschiedene Versionen gibt. Episode 1867 vom 30. November 1999 enthält eine Sonderversion des Titelliedes.
Das Titellied wurde auch auf CD veröffentlicht: Die erste Version ist auf den ersten beiden Samplern zur Serie enthalten sowie auf dem Album Die größten TV Hits aller Zeiten – Die besten Kultserien. Die zweite Version ist zu hören auf Volume 7 und auf der Jubiläums-CD zur 2000. Episode sowie den drei Hörspiel-CDs. Das erste Weihnachts-Album enthält eine spezielle Version, gesungen von der „Gute-Zeiten-Schlechte-Zeiten-Familie“. Die Instrumentalversion von 1996 bis 2001 wurde ebenfalls auf den drei Hörspiel-CDs veröffentlicht.

## Ende jeder Episode
Die Episoden enden jeweils mit einem Cliffhanger, meist in Gestalt einer einschneidenden Handlung – etwa einer folgenreichen Äußerung – einer Figur, wodurch beim Publikum Neugierde auf die nächste Episode geweckt wird. Bei den Erstausstrahlungen wird danach, statt des eigentlichen Abspanns, neben eingeblendeten Texttafeln eine Vorschau auf die nächste Episode mit kleinen Szenenausschnitten gezeigt und darauf hingewiesen, dass die nächste Episode schon sofort bei RTL+ angesehen werden kann.

## Sendetermine
Seit dem Sendestart von „Gute Zeiten, schlechte Zeiten“ am 11. Mai 1992 wird die Serie montags bis freitags von 19:40 Uhr bis 20:15 Uhr bei RTL ausgestrahlt. Mittlerweile wird jede Episode nicht nur, wie früher, einmal, sondern zweimal durch einen jeweils etwa 5–7 Minuten langen Werbeblock unterbrochen. Wiederholungen der jeweiligen Episoden werden im Vormittagsprogramm des darauffolgenden Tages ausgestrahlt. Von 2002 bis März 2016 wurde außerdem jeden Samstagvormittag ein Wochenrückblick in der Weise gezeigt, dass die montags bis freitags gesendeten Episoden direkt hintereinander in voller Länge zu sehen waren.
Ab Oktober 1995 wurde „Gute Zeiten, schlechte Zeiten“ bei VOX noch einmal von der ersten Episode an gezeigt. Da die Ausstrahlung bei RTL im Mai, bei VOX dagegen im Oktober begann, waren sämtliche wiederkehrenden Ereignisse um ein halbes Jahr verschoben. Dies hatte zur Konsequenz, dass beispielsweise die Weihnachtsepisoden im Hochsommer gezeigt wurden. Nachdem die Serie knapp zehn Jahre im Programm von VOX zu sehen war, wurde sie aufgrund schwächer werdender Einschaltquoten Ende 2004 zunächst ins Nachtprogramm verschoben, im Februar 2005 wurde „Gute Zeiten, schlechte Zeiten“ kurz nach der Ausstrahlung der 2500. Episode komplett aus dem Programm von VOX genommen.
Auf dem Bezahlfernsehkanal Passion wird „Gute Zeiten, schlechte Zeiten“ seit Dezember 2006 erneut von Beginn an gezeigt. Am 31. Dezember 2007 wurde die Ausstrahlung bei Episode 281 abgebrochen und erneut bei Episode 1 begonnen. Zudem sind die aktuellen Episoden der Serie vier Tage vor der RTL-Ausstrahlung zu sehen.
Zusätzlich können im Streamingportal RTL+ gegen Bezahlung alle gesendeten Episoden sowie die Premiere aller Folgen eine Woche vor Ausstrahlung im Free TV gesehen werden. Seit März 2016 können dort, als Ersatz für die entfallene Samstags-Wiederholung, die aktuellen Episoden sieben Tage kostenfrei abgerufen werden.
In Frankreich wird die Soap Opera unter dem Namen Au rythme de la vie seit dem 8. Juni 2018 im Vormittagsprogramm auf dem Nationalsender France 2 gesendet, in Belgien auf La Une.

## Besetzung

### Hauptbesetzung

#### Aktuelle Hauptdarsteller
Sortiert nach der Reihenfolge des Einstiegs.
| Schauspieler           | Rolle                                                                | Episoden                            | Jahre                               | Bemerkungen |
| ---------------------- | -------------------------------------------------------------------- | ----------------------------------- | ----------------------------------- | --- |
| Wolfgang Bahro         | Prof. Dr. Dr. Hans-Joachim „Jo“ Gerner                               | 185–                                | 1993–                               | Rechtsanwalt, Mitinhaber der „Gerner Financial Group“, Gastdozent in Harvard Sohn von Richard; Halbbruder von Patrick sen.; Vater von Vanessa, Dominik, Patrick jr., Julian, Matilda und Johanna; ehemaliger Pflegevater von Lukas; Großvater von Sunny; Noch-Ehemann von Yvonne; Ex-Mann von Nataly, Patrizia und Katrin; Ex-Verlobter von Elinor, Isabel und Sophie; Ex-Freund von Rebecca, Elke, Barbara, Sonja und Elena; Ex-Affäre von Vera, Claudia, Julia, Elvira, Senta und Iris; One-Night-Stand von Charlotte, Anna, Andrea und weiteren |
| Felix von Jascheroff   | John Bachmann                                                        | 2277–5436 5675–                     | 2001–2014 2015–                     | Eigentümer der „Mauerwerk-Immobilie“ und Betreiber der „Beachbar“ Sohn von Patrizia und Hannes; Bruder von Ben und Lena; Halbbruder von Philip und Emily; Vater von Benjamin und Clara; Onkel von Kate; Neffe von Senta; Cousin von Sandra; Noch-Ehemann von Laura; Ex-Mann von Paula und Pia; Ex-Freund von Julia, Caroline, Elena und Shirin; Ex-Affäre von Emily, Jule und Peach; One-Night-Stand von Sina, Kathleen, Jasmin, Leyla und Zoé |
| Ulrike Frank           | Katrin Flemming, gesch. Flemming-Gerner, geb. Gabriele „Gabi“ Galuba | 2632–2704 2948–                     | 2002–2003 2004–                     | Innenarchitektin Tochter von Irene; Schwester von Anna; Halbschwester von Nicole; Mutter von Jasmin und Johanna; Ex-Frau von Marc, Jo und Tobias; Ex-Freundin von Leon, David Carstensen und Bommel (durch seinen Freitod); Ex-Affäre von Alexander, Kurt, David Brenner, Frederic, Anni und Nihat; One-Night-Stand von Henrik (als Callboy Rick Lafleur) und Lars Nebenrolle von Dezember 2002 bis April 2003 Ulrike Frank verkörperte im Jahr 2000 als zweite Darstellerin die Rolle Tina Zimmermann, jedoch nur als Nebendarstellerin           |
| Anne Menden            | Emily Wiedmann, geb. Höfer, gesch. Badak                             | 3114–                               | 2004–                               | Miteigentümerin der Eventagentur „Female³“ Tochter von Lydia und Hannes; Zwillingsschwester von Philip; Halbschwester von John, Ben und Lena; Mutter von Kate; Tante von Benjamin und Clara; Ex-Frau von Tayfun und Paul; Ex-Freundin von Lenny, Patrick, Tuner, David, Sascha und Tobias; Ex-Affäre von John und Dominik; One-Night-Stand von Roberto |
| Jörn Schlönvoigt       | Dr. Philip Höfer                                                     | 3114–7359 7460–7740 7804–7971 8103– | 2004–2021 2022–2023 2023–2024 2024– | Arzt Sohn von Lydia und Hannes; Zwillingsbruder von Emily; Halbbruder von John, Ben und Lena; Onkel von Kate, Benjamin und Clara; Ex-Mann von Dascha (Scheinehe) und Ayla; Freund von Jessi; Ex-Freund von Franzi, Lucy, Laura, Patrizia, Sunny und Anna Farina; Ex-Affäre von Lilly; One-Night-Stand von Elena und Tamara Natascha Gastauftritt: Folgen 8039–8050 (2024) Seit Folge 8103 nur sporadische Auftritte |
| Eva Mona Rodekirchen   | Maren Seefeld                                                        | 4616–5154 5264–7600 7796–           | 2010–2013 2013–2022 2023–           | Mitarbeiterin bei „Female³“ Mutter von Tanja, Lilly, Jonas und Emma; Ex-Frau von Lars (Scheinehe); Ex-Freundin von Kurt, Alexander (durch seinen Tod) und Michi; Ex-Affäre von Julian; One-Night-Stand von Leon Gastauftritte: Folgen 5240 in einem Videoanruf, 5263 (2013) am Telefon |
| Iris Mareike Steen     | Dr. Liliana „Lilly“ Seefeld                                          | 4629–                               | 2010–                               | Oberärztin im „Jeremias-Krankenhaus“ Tochter von Maren und Lars; Schwester von Jonas; Halbschwester von Tanja und Emma; Ex-Freundin von Bommel, Vince, Amar, Tuner und Nihat; Ex-Affäre von Philip; One-Night-Stand von Chris, Nic, Tino, Martin und Julian |
| Felix van Deventer     | Jonas Seefeld (Künstlername: „Seefeld“, ehem. „DJ JonSea“)           | 5544–                               | 2014–                               | DJ und Musikproduzent Sohn von Maren und Lars; Bruder von Lilly; Halbbruder von Tanja und Emma; Ex-Freund von Lisa, Mieze, Selma, Lea, Sophie, Merle, Flo und Johanna; One-Night-Stand von Melina |
| Charlott Reschke       | Johanna Aurelia Flemming                                             | 5810–8100 8280–                     | 2015–2024 2025–                     | Managerin von Jonas wird von Katrin „Motte“ und von Jo „Prinzessin“ (als Spitzname) genannt; Tochter von Katrin und Jo; Halbschwester von Jasmin, Vanessa, Dominik, Patrick jr., Julian und Matilda; Enkelin von Richard und Irene; Tante von Sunny; Nichte von Patrick sen., Anna und Nicole; Ex-Freundin von Luis, Luke und Jonas Nebenrolle bis Januar 2022Die Rolle wurde zuvor von den Kinderdarstellerinnen Mia Sophie Lange (2006–2008), Finja Büngel (2008–2013) und Layanna Förster (2013–2015) dargestellt.                              |
| Niklas Osterloh        | Paul Wiedmann                                                        | 6142–7308 7392–7590 7675–           | 2016–2021 2021–2022 2023–           | Tischler Sohn von Silke und Stefan; Bruder von Anneke; Vater von Tom; Adoptivvater von Kate; Ex-Mann von Emily; Freund von Alicia; Ex-Freund von Eva und Gina; Ex-Affäre von Mia; One-Night-Stand von Hannah und Linda |
| Maria Wedig            | Nina Reichelt, gesch. Ahrens, gesch. Klee, ehem. Navarro             | 6311–7789 8151–                     | 2017–2023 2024–                     | Eigentümerin des „Vereinsheim“ und Bloggerin Schwester von Jessi; Mutter von Toni und Luis; Ex-Frau von Martin und Robert; vermeintliche Witwe von Pedro (Ehe nicht rechtsgültig); Ex-Freundin von Leon und Carlos; One-Night-Stand von Florian und Nils |
| Patrick Heinrich       | Erik Fritsche                                                        | 6464–6537 6583–6606 6752–           | 2018 2019–                          | stellvertretender Geschäftsführer und Chefkoch im „Mauerwerk“ Sohn von Bettina; Vater von Merle; Halbbruder von Jan; Onkel von Ronja und Tim; Ehemann von Toni; Ex-Mann von Shirin; Ex-Freund von Alina; One-Night-Stand von Maria und Linda Nebenrolle von März bis Oktober 2018 War bereits in den Folgen 5286–5287 (2013) in einer namenlosen Gastrolle zu sehen. |
| Olivia Marei           | Antonia „Toni“ Fritsche, geb. Ahrens                                 | 6550–7628 7881–                     | 2018–2022 2023–                     | Polizistin beim LKA Tochter von Nina und Martin; Schwester von Luis; Nichte von Jessi; Ehefrau von Erik; Ex-Affäre von Bastian Gastauftritt: Folge 7633 (2022) in einem Videoanruf |
| Timur Ülker            | Nihat Güney                                                          | 6600–7489 7576–                     | 2018–2022 2022–                     | Investment-Berater bei der „Gerner Financial Group“ Adoptivsohn von Mustafa und Sibel; Halbbruder von Liz; vermeintlicher Cousin von Shirin, Nazan und Leyla; vermeintlicher Neffe von Gülay; Ex-Freund von Lilly; Ex-Affäre von Katrin; One-Night-Stand von Sunny, Maxi und Matilda; ging Ende September 2021 auf neuerliche Suche nach seiner leiblichen Mutter nach Hamburg (Spin-Off: Nihat – Alles auf Anfang) |
| Gisa Zach              | Yvonne Bode                                                          | 6680–                               | 2019–                               | Physiotherapeutin im „Jeremias-Krankenhaus“ und Miteigentümerin vom „Kiezkauf“ Mutter von Laura und Moritz; ehemalige Pflegemutter von Lukas; Noch-Ehefrau von Jo; Ex-Frau von Michi; Ex-Freundin von Yanis und Steffen; One-Night-Stand von Malte |
| Lennart Borchert       | Moritz Bode                                                          | 7031–                               | 2020–                               | Mitarbeiter bei „Female³“ Sohn von Yvonne und Michi; Stiefsohn von Jo und Nicole; Halbbruder von Laura; Ex-Freund von Fabio und Luis; Ex-Affäre von Henry; One-Night-Stand von Nils, Sam und Sebastian; Ex-Toy-Boy von Volker |
| Jan Kittmann           | Tobias Evers                                                         | 7118–                               | 2020–                               | Bauingenieur Sohn von Jürgen; Bruder von Sabine; Onkel von Alicia; Witwer von Melanie; Ex-Mann von Katrin; Ex-Freund von Emily |
| Lars Pape              | Michael „Michi“ Bode                                                 | 7200–7266 7414–                     | 2021 2021–                          | Physiotherapeut im „Jeremias-Krankenhaus“ und Miteigentümer vom „Kiezkauf“ Vater von Moritz; Ex-Mann von Yvonne und Nicole; Ex-Freund von Moni und Maren; One-Night-Stand von Sylvia Nebenrolle von Februar 2021 bis Juni 2022 Gastauftritte: Folgen 6866–6867 (2019), 7122–7123 (2020) |
| Nina Ensmann           | Jessica „Jessi“ Reichelt                                             | 7590–7956 8103–                     | 2022–2024 2024–                     | Auszubildende zur Pflegefachkraft im „Jeremias-Krankenhaus“ Schwester von Nina; Tante von Toni und Luis; Ex-Frau von Carlos; Freundin von Philip; Ex-Freundin von Tuner |
| Patrick Fernandez      | Carlos Lopez                                                         | 7636–                               | 2022–                               | Mitarbeiter im Kino Ex-Mann von Jessi; Freund von Zoé; Ex-Freund von Nina und Alicia |
| Lara Dandelion Seibert | Zoé Vogt                                                             | 7781–7858 7996–                     | 2023 2024–                          | Sachbearbeiterin beim Bürgeramt Mutter von Clara; Freundin von Carlos; One-Night-Stand von John und Rosa Nebenrolle von Juni bis September 2023 |
| Josefin Bressel        | Alicia Bäumler                                                       | 7878–                               | 2023–                               | Mitarbeiterin bei „Female³“ Tochter von Sabine; Nichte von Tobias; Freundin von Paul; Ex-Freundin von Arne und Carlos |
| Anna-Katharina Fecher  | Matilda Gerner, anerk., geb. Schwarz, ehem. Kaltenbach               | 8116–                               | 2024–                               | Rechtsanwältin, Geschäftsführerin der „Gerner Financial Group“ Tochter von Elinor und Jo; Stieftochter von Richard; Zwillingsschwester von Julian; Halbschwester von Vanessa, Valentin, Dominik, Patrick jr. und Johanna; Enkelin von Richard Graf; Tante von Sunny; One-Night-Stand von Nihat Anna-Katharina Fecher war bereits in den Folgen 6575–6576 (2018) als Julia Kempter, in Folge 4630 (2010) als Statistin sowie in Folge 4741 (2011) als Lydia zu sehen.                                                                               |
| Onno Buß               | Julian Gerner, anerk., geb. Schwarz, ehem. Kaltenbach                | 8201–                               | 2025–                               | Leiter Innovation der „Gerner Financial Group“ Sohn von Elinor und Jo; Stiefsohn von Richard; Zwillingsbruder von Matilda; Halbbruder von Vanessa, Valentin, Dominik, Patrick jr. und Johanna; Enkel von Richard Graf; Onkel von Sunny; Ex-Affäre von Maren; One-Night-Stand von Lilly |

#### Aktuell pausierende Hauptdarsteller
Sortiert nach der Reihenfolge des Einstiegs.
| Schauspieler       | Rolle                                                     | Episoden                      | Jahre                         | Bemerkungen |
| ------------------ | --------------------------------------------------------- | ----------------------------- | ----------------------------- | --- |
| Chryssanthi Kavazi | Laura Bachmann, geb. Schmidt, gesch. Lehmann, ehem. Weber | 6269–6862 7075–7742 7827–8003 | 2017–2019 2020–2023 2023–2024 | Miteigentümerin der Eventagentur „Female³“ Tochter von Yvonne und Yanis; Stieftochter von Jo; Halbschwester von Moritz, Eleni und Nikos; Noch-Ehefrau von John; Ex-Frau von Felix; Ex-Freundin von Philip; geht Mitte April 2024 nach Los Angeles, um dort ein Großprojekt der Eventagentur zu leiten Gastauftritte: Folge 7777 (2023), Folgen 8317 in einem Videoanruf, 8323–8324 (2025) |

#### Ehemalige Hauptdarsteller
Sortiert nach der Reihenfolge des Ausstiegs.
| Schauspieler             | Rolle                                                                     | Episode                                                                        | Jahre                                                                 | Bemerkungen |
| ------------------------ | ------------------------------------------------------------------------- | ------------------------------------------------------------------------------ | --------------------------------------------------------------------- | --- |
| Bernhard-Heinrich Herzog | Oswald Löpelmann                                                          | 19–69                                                                          | 1992                                                                  | Ex-Mann von Claudia; geht zu Claudia nach Frankreich, als diese dort Probleme bekommt Die Rolle wurde 1993 für ein paar Folgen von Christoph Piesk gespielt. B.-H. Herzog verkörperte 1997 auch die Rolle des Steffen Jente. |
| Dirk Borchardt           | Bertram Köhler                                                            | 5–70                                                                           | 1992                                                                  | Vater von Moritz; Ehemann von Denise; zieht mit seiner Familie in einen anderen Stadtteil |
| Viktoria Voigt           | Denise Köhler                                                             | 5–70                                                                           | 1992                                                                  | Mutter von Moritz; Ehefrau von Bertram; zieht mit ihrer Familie in einen anderen Stadtteil |
| Suzanne Ziellenbach      | Lilo Gottschick                                                           | 4–51 129–230                                                                   | 1992 1992–1993                                                        | Ex-Freundin von Daniel; Ex-Affäre von Michael; verlässt die Stadt, nachdem sie André in eine Nervenklinik gebracht hat |
| Natascha Pfeiffer        | Marina Geppert-Richter, geb. Geppert                                      | 1–234                                                                          | 1992–1993                                                             | Ehefrau von Karsten; zieht mit diesem nach Bad Wiessee |
| Thomas Gohlke            | Karsten Richter                                                           | 135–234                                                                        | 1992–1993                                                             | Bruder von Clemens und Wilfried; Onkel von Heiko, Diana und Tim; Ehemann von Marina; zieht mit dieser nach Bad Wiessee |
| Marie-Christine Herriger | Julia Backhoff                                                            | 4–240                                                                          | 1992–1993                                                             | Ex-Freundin von Peter; verlässt Berlin wegen eines Jobangebots in Frankfurt |
| Johannes Berenz          | Dr. Frank Ullrich                                                         | 1–242                                                                          | 1992–1993                                                             | Bruder von Tina; Neffe von Helga; Ex-Verlobter von Elke; Freund von Sybille; One-Night-Stand von Martha; geht mit Sybille nach Afrika in die Entwicklungshilfe |
| Dirk Meier               | Florian May                                                               | 231–327                                                                        | 1993                                                                  | Affäre von Simone; verliebt sich in diese und reist ihr nach New York hinterher |
| Ines Victoria Macha      | Yasemin Mutlu †                                                           | 240–360                                                                        | 1993                                                                  | Freundin von Heiko; fällt dem Strumpfhosenmörder zum Opfer |
| Mirjam Köfer             | Diana Richter †                                                           | 219–377                                                                        | 1993                                                                  | Tochter von Wilfried; Nichte von Clemens und Karsten; Cousine von Heiko, Tim und Frank; Ex-Freundin von Tommy; fällt dem Strumpfhosenmörder zum Opfer |
| Timmo Niesner            | Tommy Walter †                                                            | 226–380                                                                        | 1993                                                                  | Ex-Freund von Diana; fällt dem Strumpfhosenmörder zum Opfer |
| Andrea Kathrin Loewig    | Iris Gundlach, geb. Gebauer †                                             | 248–480                                                                        | 1993–1994                                                             | Adoptivmutter von Dominik; Ehefrau von Michael (bis zu ihrem Tod); stirbt durch eine Autobombe des Strumpfhosenmörders |
| Michael Trischan         | Jürgen Borchert                                                           | 305–524                                                                        | 1993–1994                                                             | verlässt die Stadt, um eine Karriere als Kunsthändler zu beginnen |
| Neelesha Barthel         | Manjou Neria                                                              | 395–568                                                                        | 1993–1994                                                             | Freundin von Lukas; geht mit diesem und ihrem Vater nach New York |
| Andreas Arnstedt         | Lukas Heitz                                                               | 438–573                                                                        | 1994                                                                  | Sohn von Daniel; Neffe von Alexander; Cousin von Lenny und Lucy; Freund von Manjou; folgt dieser nach New York |
| Alexander Eisenfeld      | Oliver Engel                                                              | 259–585                                                                        | 1993–1994                                                             | Bruder von Milla; fliegt nach Japan zu seinen Eltern |
| Andrea Höhne             | Claudia Löpelmann, geb. Wedemeier †                                       | 2–42                                                                           | 1992                                                                  | Mutter von Dominik; Freundin von Michael; Ex-Frau von Oswald; Ex-Freundin von Clemens; Ex-Affäre von Jo; zieht mit Michael aufs Land; verstirbt im Dezember 2007 außerhalb des Seriengeschehens an einem Schlaganfall |
| Aelrun Goette            | Claudia Löpelmann, geb. Wedemeier †                                       | 245–630                                                                        | 1993–1994                                                             | Mutter von Dominik; Freundin von Michael; Ex-Frau von Oswald; Ex-Freundin von Clemens; Ex-Affäre von Jo; zieht mit Michael aufs Land; verstirbt im Dezember 2007 außerhalb des Seriengeschehens an einem Schlaganfall |
| Udo Thies                | Dr. Michael Gundlach                                                      | 241–630                                                                        | 1993–1994                                                             | Adoptivvater von Dominik; Witwer von Iris; Freund von Claudia; One-Night-Stand von Vera; zieht mit Claudia aufs Land Gastauftritt: Folgen 3882–3902 (2007–2008) |
| Matthias Matz            | André Holm                                                                | 157–687                                                                        | 1992–1995                                                             | Freund von Rita Sahmel; geht mit ihr nach Italien Pause: April bis Juni 1993 |
| Michael Rüdiger          | Matthias Zimmermann                                                       | 294–488 676–750                                                                | 1993–1994 1995                                                        | Sohn von Beatrice; Ehemann von Melanie; Ex-Mann von Tina; geht mit seiner Mutter nach Südamerika, nachdem er sich mit Melanie etwas aufgebaut hat |
| Hannelore Minkus         | Beatrice Zimmermann                                                       | 320–750                                                                        | 1993–1995                                                             | Mutter von Matthias; One-Night-Stand von Daniel; geht mit ihrem Sohn nach Südamerika Stimmenauftritt bereits in Folge 308 |
| Victoria Sturm           | Camilla „Milla“ Engel                                                     | 243–898                                                                        | 1993–1996                                                             | Schwester von Oliver; Witwe von Josef; Ex-Frau von Tom; geht nach Spanien; kehrt später zurück nach Berlin (vgl. GZSZ-Ableger Großstadtträume) Gastauftritte: Folgen 949–950 (1996), 1500 (1998) |
| Alexander Kiersch        | Patrick Graf †                                                            | 1–900                                                                          | 1992–1996                                                             | Sohn von Richard; Halbbruder von Jo; Onkel von Dominik, Vanessa, Johanna und Patrick; Ehemann von Elke (bis zu seinem Tod); Ex-Verlobter von Tina; stirbt an einem Gehirntumor Gastauftritt: Folgen 905–906 (1996) in einer Videobotschaft |
| Julia Gerke              | Jennifer Gruber, adopt., geb. Pitt                                        | 621–910                                                                        | 1994–1996                                                             | Tochter von Joane und Cecil; Zwillingsschwester von Jessica; geht mit ihrer Familie nach England |
| Judith Gerke             | Jessica Gruber, adopt., geb. Pitt                                         | 642–910                                                                        | 1994–1996                                                             | Tochter von Joane und Cecil; Zwillingsschwester von Jennifer; geht mit ihrer Familie nach England |
| Irene Neuner             | Dr. Rebecca Scheele                                                       | 631–948                                                                        | 1994–1996                                                             | Mutter von Kim; reist zu ihrer Mutter und geht anschließend mit Kim in die Vereinigten Staaten |
| Jan Sosniok              | Thomas „Tom“ Lehmann                                                      | 500–950                                                                        | 1994–1996                                                             | Bruder von Andy und Chrissie; Ex-Mann von Milla; Ex-Verlobter von Saskia und Tina; Ex-Affäre von Harumi; One-Night-Stand von Ariane Lehnert; geht mit Milla nach Spanien Gastauftritte: Folgen 1283–1287 (1997), 1500 (1998) |
| Andreas Elsholz          | Heiko Richter                                                             | 1–963                                                                          | 1992–1996                                                             | Sohn von Vera und Clemens; Halbbruder von Tim; Onkel von Felix; Neffe von Karsten und Wilfried; Cousin von Frank und Diana; Ex-Verlobter von Ute; Ex-Freund von Tina, Yasemin und Mascha; One-Night-Stand von Elke; taucht unter |
| Saskia Valencia          | Saskia Rother                                                             | 207–983                                                                        | 1993–1996                                                             | Tochter von Angela und Heinrich; Ex-Verlobte von Peter und Tom; Freundin von Harumi; geht mit Harumi nach San Francisco |
| Alexandra Finder         | Kim Scheele                                                               | 713–1003                                                                       | 1995–1996                                                             | Tochter von Rebecca; geht nach Amerika Gastauftritt: Folgen 1497–1512 (1998) |
| Sandra Keller            | Tina Zimmermann, geb. Ullrich                                             | 1–1023                                                                         | 1992–1996                                                             | Schwester von Frank; Nichte von Helga; Ex-Frau von Matthias; Ex-Verlobte von Tom und Patrick sen.; Ex-Freundin von Heiko; Ex-Affäre von Peter und Claudius; verlässt Berlin Die Rolle wurde später in den Folgen 1969–1976 (2000) sowie im GZSZ-Ableger Großstadtträume von Ulrike Frank gespielt. |
| Norbert Hülm             | Robert König †                                                            | 699–1108 1362–1380                                                             | 1995–1996 1997                                                        | läuft in ein Haus, das gerade gesprengt wird, seine Leiche wird jedoch nie gefunden Gastauftritt: Folge 1632 (1998) als Wahnvorstellung von Cora |
| Claudia Weiske           | Elke Graf-Kruger, geb. Opitz †                                            | 1–931 1070–1208                                                                | 1992–1996 1996–1997                                                   | Tochter von Ilse und Rüdiger; Mutter von Patrick; Witwe von Patrick sen.; Ehefrau von John Kruger (bis zu ihrem Tod); Ex-Verlobte von Michael und Frank; Ex-Freundin von Jo und Rainer; One-Night-Stand von Heiko; geht mit Rainer in die Vereinigten Staaten, trennte sich von ihm und heiratete später erneut; verstarb 2012 außerhalb des Seriengeschehens in den USA (Nachricht des Todes in Folge 5110) Gastauftritt: Folgen 1764–1773 (1999) |
| Angela Neumann           | Vera Richter                                                              | 1–1231                                                                         | 1992–1997                                                             | Mutter von Heiko; Adoptivmutter von Kevin; Ex-Frau von Clemens; Ex-Affäre von Daniel; One-Night-Stand von Michael; fliegt mit Kevin nach Sri Lanka |
| Kea Könneker             | Christiane „Chrissie“ Lehmann †                                           | 1019–1280                                                                      | 1996–1997                                                             | Schwester von Tom und Andy; Ex-Freundin von Nico; stirbt bei einem Autounfall Kea Könneker verkörperte 1994 auch die Rolle der Nina Rüger. |
| Julian Scheunemann       | Karl-Heinz „Charlie“ Fierek †                                             | 247–354 586–1507                                                               | 1993 1994–1998                                                        | Ex-Freund von Kim und Sophie; wird im Gerichtssaal erschossen |
| Daniel Enzweiler         | Jörg Reuter                                                               | 986–1559                                                                       | 1996–1998                                                             | Ex-Freund von Nataly, Barbara und Sonja; verschwindet nach einem Autounfall mit Sonja spurlos |
| Anne Brendler            | Vanessa Richter, adopt. Moreno                                            | 961–1612                                                                       | 1996–1998                                                             | Tochter von Jo; Halbschwester von Dominik, Patrick jr., Julian, Matilda und Johanna; Adoptivschwester von Leon und Fabian; Mutter von Sunny; Enkelin von Richard; Nichte von Patrick sen.; Ehefrau von Frank; Ex-Freundin von Fabian und Felix; geht nach Taiwan, um ein Hotel zu eröffnen Gastauftritte: Folgen 5761–5778, 5860–5861 (2015), 6049–6054 (2016), 6255–6258 (2017) |
| Torsten Stoll            | Frank Richter                                                             | 1269–1649                                                                      | 1997–1999                                                             | Sohn von Wilfried und Carola; Vater von Sunny; Stiefvater von Cora und Alex; Bruder von Diana; Neffe von Clemens und Karsten; Cousin von Heiko und Tim; Ehemann von Vanessa; Ex-Mann von Doris; One-Night-Stand von Katja; geht zu Vanessa nach Taiwan Gastauftritt: Folgen 1884–1888 (1999) |
| Alexander Schäfer        | Alexander „Alex“ Hinze                                                    | 1338–1713                                                                      | 1997–1999                                                             | Sohn von Doris; Stiefsohn von Frank; Bruder von Cora; Onkel von Antonia und Sebastian; geht zu seiner Mutter nach Brüssel |
| Alexandra Neldel         | Katja Wettstein                                                           | 1072–1749                                                                      | 1996–1999                                                             | Tochter von Volker; Ex-Freundin von Leon und Oliver; One-Night-Stand von Frank, Helge und Jan; verlässt Berlin, um Leon in Finnland zu suchen |
| Simone Hanselmann        | Anna Meisner                                                              | 1383–1767                                                                      | 1998–1999                                                             | Ex-Freundin von Clemens; leidet an einer Dissoziativen Identitätsstörung und wird verhaftet, als sie zu ihrer „bösen Seite“ Judith wird |
| Oliver Petszokat         | Ricky Marquart                                                            | 1369–1849                                                                      | 1998–1999                                                             | Ex-Freund von Nataly; One-Night-Stand von Cora; verlässt Berlin in Richtung Stuttgart |
| Raphael Schneider        | Andreas „Andy“ Lehmann †                                                  | 667–1969                                                                       | 1995–2000                                                             | Bruder von Tom und Chrissie; Ehemann von Flo (bis zu seinem Tod); wird von Sektenchef Michael Danecker vergiftet, woraufhin Flo auf eigenen Wunsch hin Sterbehilfe leistet Raphael Schneider spielte auch Andys Doppelgänger Thomas Schmidt im Jahr 1997. |
| Laurent Daniels          | Philip Krüger                                                             | 1205–1978                                                                      | 1997–2000                                                             | Ex-Freund von Fabian und Simon; zieht in einen anderen Stadtteil (wechselte dadurch direkt zum GZSZ-Ableger Großstadtträume) |
| Nadine Dehmel            | Nataly Jäger                                                              | 931–2043                                                                       | 1996–2000                                                             | Ex-Frau von Jo; Ex-Freundin von Jörg und Ricky; One-Night-Stand von Nico; verlässt Berlin Nadine Dehmel spielte 1992 auch die Rolle der Anne Backhoff. |
| Fenja Rühl               | Barbara Graf, geb. Wiebe                                                  | 284–407                                                                        | 1993                                                                  | Schwester von Martin und Sonja; Ex-Frau von Richard; Ex-Freundin von Jo, Peter und Daniel; Ex-Affäre von Oswald und Lara; wird, aufgrund einer Intrige Sonjas, für versuchte Kindesentführung von Antonia Hinze zu einer Haftstrafe von zehn Jahren verurteilt Gastauftritt: Folgen 2425–2457 (2002), woraufhin sie nach einem Mordversuch an Sonja ins Ausland flüchtet und seitdem in Südamerika vermutet wird |
| Maren Thurm              | Barbara Graf, geb. Wiebe                                                  | 904–1691                                                                       | 1996–1999                                                             | Schwester von Martin und Sonja; Ex-Frau von Richard; Ex-Freundin von Jo, Peter und Daniel; Ex-Affäre von Oswald und Lara; wird, aufgrund einer Intrige Sonjas, für versuchte Kindesentführung von Antonia Hinze zu einer Haftstrafe von zehn Jahren verurteilt Gastauftritt: Folgen 2425–2457 (2002), woraufhin sie nach einem Mordversuch an Sonja ins Ausland flüchtet und seitdem in Südamerika vermutet wird |
| Mona Klare               | Barbara Graf, geb. Wiebe                                                  | 1692–2071                                                                      | 1999–2000                                                             | Schwester von Martin und Sonja; Ex-Frau von Richard; Ex-Freundin von Jo, Peter und Daniel; Ex-Affäre von Oswald und Lara; wird, aufgrund einer Intrige Sonjas, für versuchte Kindesentführung von Antonia Hinze zu einer Haftstrafe von zehn Jahren verurteilt Gastauftritt: Folgen 2425–2457 (2002), woraufhin sie nach einem Mordversuch an Sonja ins Ausland flüchtet und seitdem in Südamerika vermutet wird |
| Cathrin Vaessen          | Franziska Bohlstädt                                                       | 1884–2083                                                                      | 1999–2000                                                             | Mutter von Charlotte und Chris; Ex-Verlobte von Jan; One-Night-Stand von Jo; geht nach Frankreich, um ein Weinlokal zu eröffnen |
| Rainer Meifert           | Dr. Jan Wittenberg                                                        | 1559–2091                                                                      | 1998–2000                                                             | Cousin von Moritz; Ex-Verlobter von Charlotte; Ex-Freund von Flo; One-Night-Stand von Katja und Franziska; flüchtet ins Ausland |
| Franziska Dilger         | Inka Berent                                                               | 1756–2211                                                                      | 1999–2001                                                             | Ziehtochter von Elisabeth und Daniel; wird nach einem Amoklauf (erschießt Chris) in der Schule von der Polizei abgeführt |
| Jan Hartmann             | Christopher „Chris“ Bohlstädt †                                           | 1849–2211                                                                      | 1999–2001                                                             | Sohn von Franziska; Bruder von Charlotte; Ex-Freund von Xenia; One-Night-Stand von Flo; wird von Inka im Schulgebäude erschossen (der Schuss galt eigentlich Nico) |
| Stefanie Julia Möller    | Charlotte Bohlstädt                                                       | 1854–2213                                                                      | 1999–2001                                                             | Tochter von Franziska; Schwester von Chris; One-Night-Stand von Jan; zieht nach dem Tod ihres Bruders zu ihrer Mutter nach Frankreich |
| Matthias Hinze           | Peter Becker, adopt., geb. Meinhart                                       | 1–85                                                                           | 1992                                                                  | Sohn von Elisabeth und Robert; Adoptivsohn von Gerda und Erwin; Halbbruder von Alexandra; Adoptivbruder von Karin und Berthold; Vater von Betty; Ehemann von Melissa; Ex-Verlobter von Saskia; Ex-Freund von Julia; Ex-Affäre von Tina; One-Night-Stand von Lara; kehrt mit seiner Tochter nach Australien zurück Gastauftritte: Folgen 808–837 (1995), 899–906 (1996) |
| Sali Landricina          | Peter Becker, adopt., geb. Meinhart                                       | 86–729                                                                         | 1992–1995                                                             | Sohn von Elisabeth und Robert; Adoptivsohn von Gerda und Erwin; Halbbruder von Alexandra; Adoptivbruder von Karin und Berthold; Vater von Betty; Ehemann von Melissa; Ex-Verlobter von Saskia; Ex-Freund von Julia; Ex-Affäre von Tina; One-Night-Stand von Lara; kehrt mit seiner Tochter nach Australien zurück Gastauftritte: Folgen 808–837 (1995), 899–906 (1996) |
| Patrick Harzig           | Peter Becker, adopt., geb. Meinhart                                       | 1756–2422                                                                      | 1999–2002                                                             | Sohn von Elisabeth und Robert; Adoptivsohn von Gerda und Erwin; Halbbruder von Alexandra; Adoptivbruder von Karin und Berthold; Vater von Betty; Ehemann von Melissa; Ex-Verlobter von Saskia; Ex-Freund von Julia; Ex-Affäre von Tina; One-Night-Stand von Lara; kehrt mit seiner Tochter nach Australien zurück Gastauftritte: Folgen 808–837 (1995), 899–906 (1996) |
| Tina Bordihn             | Sonja Wiebe †                                                             | 1310–1559                                                                      | 1997–1998                                                             | Schwester von Barbara und Martin; Adoptivmutter von Marie; Ex-Frau von Fabian; Ex-Freundin von Jo und Jörg; Ex-Affäre von Bernd; One-Night-Stand von Andy; stirbt durch eine selbstverschuldete Explosion im Daniels |
| Tokessa Möller-Martinius | Sonja Wiebe †                                                             | 1560–2502                                                                      | 1998–2002                                                             | Schwester von Barbara und Martin; Adoptivmutter von Marie; Ex-Frau von Fabian; Ex-Freundin von Jo und Jörg; Ex-Affäre von Bernd; One-Night-Stand von Andy; stirbt durch eine selbstverschuldete Explosion im Daniels |
| Tim Sander               | Kai Scholl †                                                              | 1514–2510                                                                      | 1998–2002                                                             | Ex-Freund von Marie; wird durch die Explosion im Daniels schwer verletzt; stirbt in der Folge an irreparablen Schäden der Leber |
| Rhea Harder              | Florentine Isabella „Flo Spira“ Spirandelli di Montalban                  | 893–2383 2496–2524                                                             | 1996–2002                                                             | Tochter von Theresa und Albert; Nichte von Henriette; Cousine von Xenia; Witwe von Andy; Freundin von Martin; Ex-Freundin von Jan; Ex-Affäre von Peter; One-Night-Stand von Leon und Chris; geht mit Martin nach München Rhea Harder spielte 1994 auch die Rolle der Susanne Krüger. |
| Stephan Meyer-Kohlhoff   | Martin Wiebe                                                              | 277–324                                                                        | 1993                                                                  | Bruder von Barbara und Sonja; Freund von Flo; geht mit dieser nach München Gastauftritt: Folgen 375–376 (1993) |
| Norman Kalle             | Martin Wiebe                                                              | 2079–2524                                                                      | 2000–2002                                                             | Bruder von Barbara und Sonja; Freund von Flo; geht mit dieser nach München Gastauftritt: Folgen 375–376 (1993) |
| Mia Aegerter             | Xenia di Montalban                                                        | 2032–2537                                                                      | 2000–2002                                                             | Cousine von Flo; Ex-Verlobte von Ben; Ex-Freundin von Chris; bekommt vor ihrer Hochzeit kalte Füße und geht nach München, wo sie fortan bei Flo und Martin lebt Gastauftritt: Folgen 2657–2689 (2003) |
| Hendrik Borgmann         | Moritz Demand                                                             | 1936–2539                                                                      | 2000–2002                                                             | Ex-Freund von Sandra; Ex-Affäre von Senta; One-Night-Stand von Marie; geht mit seinem Hausboot auf Weltreise |
| Peer Kusmagk             | Ben Bachmann                                                              | 2452–2771                                                                      | 2002–2003                                                             | Sohn von Hannes und Patrizia; Bruder von Lena und John; Halbbruder von Emily und Philip; Ex-Verlobter von Xenia; One-Night-Stand von Verena; geht zu seiner Mutter nach Kapstadt |
| Ralf Benson              | Fabian Moreno                                                             | 961–1972 2854–2931                                                             | 1996–2000 2003–2004                                                   | Bruder von Leon; Adoptivvater von Marie; Onkel von Vince und Oskar; Ex-Mann von Sonja; Ex-Freund von Vanessa, Silke und Philip; geht ins Zeugenschutzprogramm; muss später wegen seiner kriminellen Vergangenheit ins Gefängnis |
| Jeanette Biedermann      | Marie Balzer                                                              | 1744–2687 2830–2931                                                            | 1999–2003 2003–2004                                                   | Tochter von Silke; Adoptivtochter von Sonja und Fabian; Ex-Freundin von Kai; One-Night-Stand von Moritz Demand; geht ins Kloster nach Rumänien, um obdachlosen Kindern zu helfen |
| İsmail Şahin             | Deniz Ergün †                                                             | 2583–3148                                                                      | 2002–2005                                                             | Ehemann von Sandra (bis zu seinem Tod); Ex-Freund von Verena; erliegt am Tag seiner Hochzeit nach einem Fenstersturz seinen Verletzungen |
| Raphaël Vogt             | Dr. Nico Weimershaus                                                      | 944–3168                                                                       | 1996–2005                                                             | Vater von Antonia und Sebastian; Freund von Julia; Ex-Freund von Cora und Chrissie; One-Night-Stand von Nataly; Cousin von Jessica (Just Friends); reist Julia nach London nach und bleibt schließlich mit ihr dort |
| Yvonne Catterfeld        | Julia Blum                                                                | 2316–2360 2430–2903 2991–3168                                                  | 2001 2002–2004 2004–2005                                              | Freundin von Nico; Ex-Freundin von John und Jonas; fährt für ein Vorsingen nach London und bleibt mit Nico dort |
| Dominic Boeer            | Jonas Vossberg                                                            | 2779–2946 3034–3168                                                            | 2003–2004 2004–2005                                                   | Ex-Freund von Julia; Ex-Affäre von Isabel; verschwindet, als er Julia an Nico verliert |
| Nina Bott                | Cora Hinze                                                                | 1338–3328                                                                      | 1997–2005                                                             | Tochter von Doris; Stieftochter von Frank; Mutter von Antonia und Sebastian; Schwester von Alex; Ex-Frau von Leon; Ex-Freundin von Nico; One-Night-Stand von Ricky; bekommt ein Jobangebot und geht mit ihren Kindern nach Taiwan |
| Uta Kargel               | Lena Bachmann                                                             | 2961–3447                                                                      | 2004–2006                                                             | Tochter von Patrizia und Hannes; Schwester von Ben und John; Halbschwester von Emily und Philip; Ex-Freundin von Tim und Henrik; verlässt Berlin Gastauftritte: Folge 7138 (2020) im Videochat, Folgen 7181–7183 (2021) |
| Natalie Alison           | Isabel Eggert †                                                           | 2851–3502                                                                      | 2003–2006                                                             | Tochter von Konrad und Ingrid; Mutter von Felix; Ex-Verlobte von Jo; Ex-Freundin von Leon; Ex-Affäre von Jonas; One-Night-Stand von Tim; stirbt nach der Geburt ihres Sohnes an den Folgen eines Autounfalls |
| Katharina Ursinus        | Cornelia „Nele“ Wenzel                                                    | 3215–3566                                                                      | 2005–2006                                                             | geht nach Amerika |
| Hanne Wolharn            | Senta Lemke, geb. Biedermann †                                            | 2085–3699                                                                      | 2000–2007                                                             | Schwester von Roland und Patrizia; Mutter von Sandra; Tante von Ben, Lena und John; Freundin von Hannes; Ex-Affäre von Moritz und Jo; One-Night-Stand von Clemens und Daniel; stirbt bei einem Flugzeugabsturz |
| Klaus-Dieter Klebsch     | Johannes „Hannes“ Bachmann †                                              | 2506–3704                                                                      | 2002–2007                                                             | Vater von Ben, Lena, John, Emily und Philip; Freund von Senta; Ex-Mann von Patrizia; wird durch den Flugzeugabsturz schwer verletzt und stirbt später im Krankenhaus |
| Stefan König             | Sebastian Winter                                                          | 3351–3816                                                                      | 2005–2007                                                             | Ex-Freund von Franzi; Affäre von Verena; nimmt einen Modeljob in Frankreich an |
| Robert Lyons             | Vincent Buhr                                                              | 2890–3639 3700–3830                                                            | 2004–2006 2007                                                        | Ex-Mann von Elisabeth (Scheinehe); Freund von Jana Colditz; Ex-Verlobter von Verena; geht mit Jana nach Sydney |
| Jasmin Tawil             | Franziska „Franzi“ Reuter †                                               | 3336–4000                                                                      | 2005–2008                                                             | ab Oktober 2005 zunächst Nebenrolle Ex-Freundin von Sebastian und Philip; Affäre von Paula (bis zu ihrem Tod); stirbt bei einem Brand im Fasan (anschließend noch in Folge 4002 und 4007 als Tagtraum von Paula zu sehen) |
| Anna Frenzel-Röhl        | Sandra Ergün, geb. Lemke                                                  | 1894–2515                                                                      | 2000–2002                                                             | Tochter von Senta und Thomas; Nichte von Roland und Patrizia; Cousine von Ben, Lena und John; Witwe von Deniz; Freundin von Marc; Ex-Freundin von Moritz, Kike und Sam; Ex-Affäre von Leon; umsegelte mit Marc die Welt und lebt nun mit ihm in Portugal Gastauftritt: Folgen 4811–4813 (2011) zu Verenas Beerdigung |
| Maike von Bremen         | Sandra Ergün, geb. Lemke                                                  | 2530–4003                                                                      | 2002–2008                                                             | Tochter von Senta und Thomas; Nichte von Roland und Patrizia; Cousine von Ben, Lena und John; Witwe von Deniz; Freundin von Marc; Ex-Freundin von Moritz, Kike und Sam; Ex-Affäre von Leon; umsegelte mit Marc die Welt und lebt nun mit ihm in Portugal Gastauftritt: Folgen 4811–4813 (2011) zu Verenas Beerdigung |
| Arne Stephan             | Marc Hansen                                                               | 3453–4003                                                                      | 2006–2008                                                             | Ex-Mann von Katrin; Freund von Sandra; One-Night-Stand von Verena; umsegelte mit Sandra die Welt und lebt nun mit ihr in Portugal Arne Stephan spielte auch Marcs psychisch kranken Zwillingsbruder Viktor Hansen. |
| Josephine Schmidt        | Paula Rapf                                                                | 2595–4163                                                                      | 2002–2009                                                             | Ziehtochter von Daniel; Ex-Frau von John; Ex-Freundin von Markus; Ex-Affäre von Franzi (durch deren Tod); One-Night-Stand von Tim; geht zu einer Freundin nach Kanada |
| Pete Dwojak              | Henrik Beck                                                               | 3171–4188                                                                      | 2005–2009                                                             | War bis zu seinem Weggang aus Berlin Besitzer und Mitbegründer des „Mauerwerk“, Ex-Callboy Rick Lafleur, geht nach Thailand; Ex-Freund von Lena, Sveta und Iris; Affäre von Cora; One-Night-Stand von Katrin (als Callboy) und Verena; |
| Roman Roth               | Tim Böcking                                                               | 2492–2918                                                                      | 2002–2004                                                             | Sohn von Clemens; Halbbruder von Heiko; Neffe von Karsten und Wilfried; Cousin von Frank und Diana; Vater von Felix; Freund von Caro; Ex-Freund von Lena; One-Night-Stand von Verena, Isabel, Emily und Paula; entführte seinen Sohn Felix nach Kanada Gastauftritte: Folgen 4326–4338 (2009), 4571–4573 (2010) |
| Oliver Bender            | Tim Böcking                                                               | 2995–4190                                                                      | 2004–2009                                                             | Sohn von Clemens; Halbbruder von Heiko; Neffe von Karsten und Wilfried; Cousin von Frank und Diana; Vater von Felix; Freund von Caro; Ex-Freund von Lena; One-Night-Stand von Verena, Isabel, Emily und Paula; entführte seinen Sohn Felix nach Kanada Gastauftritte: Folgen 4326–4338 (2009), 4571–4573 (2010) |
| Hans Christiani          | Agamemnon Rufus (A.R.) Daniel                                             | 8–4293                                                                         | 1992–2009                                                             | wird nur „Daniel“ (als Spitzname) gerufen; Halbbruder von Alexander; Vater von Lukas; Onkel von Lenny und Lucy; Ex-Mann von Elisabeth; Freund von Rose; Ex-Freund von Lilo; Ex-Affäre von Vera; One-Night-Stand von Beatrice und Senta; geht mit Rose nach Amerika auf die Route 66 |
| Jessica Ginkel           | Caroline „Caro“ Neustädter                                                | 3463–4338                                                                      | 2006–2009                                                             | Mutter von Benjamin; Freundin von Tim; Ex-Freundin von John; Ex-Affäre von Alexander; wandert zu Tim, Felix und Paula nach Kanada aus Stimmenauftritt in Folge 4442–4444 (2010) |
| Alexander Becht          | Leonard „Lenny“ Cöster                                                    | 3895–4473                                                                      | 2007–2010                                                             | Sohn von Iris und Alexander; Bruder von Lucy; Freund von Carsten; Ex-Freund von Emily; musste wegen bewaffneten Raubüberfalls und schwerer Körperverletzung eine Haftstrafe in der JVA Plötzensee absitzen Gastauftritte: Folgen 4516, 4524–4536, 4553–4563 (2010), in denen er Hafturlaub bekommt und schließlich mit Carsten nach Rosenheim zieht, um dort eine Stelle in einer sozialen Einrichtung anzutreten |
| Felix Isenbügel          | Carsten Reimann                                                           | 4091–4563                                                                      | 2008–2010                                                             | Sohn von Frank Reimann; Freund von Lenny; zieht mit Lenny nach Rosenheim Nebenrolle von Oktober 2008 bis August 2009 |
| Sarah Tkotsch            | Lucy Cöster                                                               | 3862–4563                                                                      | 2007–2010                                                             | Tochter von Iris und Alexander; Schwester von Lenny; Ex-Freundin von Philip; One-Night-Stand von Dominik; ging für eine Praktikumsstelle bei einem bekannten Fotografen nach Tokio und wurde dort später fest angestellt; studiert inzwischen in Paris Stimmenauftritt in Folge 4572 (2010) Pause: Dezember 2009 bis März 2010 |
| Frank-Thomas Mende       | Clemens Richter                                                           | 1–4577                                                                         | 1992–2010                                                             | Bruder von Karsten und Wilfried; Vater von Heiko und Tim; Großvater von Felix; Onkel von Frank und Diana; Ehemann von Elisabeth; Ex-Mann von Vera; Ex-Verlobter von Carola; One-Night-Stand von Senta; wandert mit Elisabeth nach Kanada aus Gastauftritt: Folgen 4811–4813 (2011) zu Verenas Beerdigung längere Pause: November 1996 bis März 1997 |
| Lisa Riecken             | Elisabeth Meinhart-Richter, geb. Meinhart                                 | 1–4577                                                                         | 1992–2010                                                             | Mutter von Peter; Großmutter von Betty; Ehefrau von Clemens; Ex-Frau von Daniel und Vincent (Scheinehe); Ex-Freundin von Hartmut und Volker; wandert mit Clemens nach Kanada aus Gastauftritt: Folgen 4811–4813 (2011) zu Verenas Beerdigung |
| Kristin Meyer            | Iris Cöster, geb. Conradt                                                 | 3671–4643                                                                      | 2007–2010                                                             | Mutter von Lenny und Lucy; Ex-Frau von Alexander; Ex-Freundin von Henrik; Ex-Affäre von Jo; nimmt ein Jobangebot als Streetworkerin in München an Kristin Meyer verkörperte bereits im Jahr 2000 die Rolle der Corinna Wittenberg. |
| Susan Sideropoulos       | Verena Koch †                                                             | 2179–2205 2434–4442 4593–4802                                                  | 2001 2002–2010 2010–2011                                              | Tochter von Claus; Halbschwester von Pia; Mutter von Oskar; Ehefrau von Leon (bis zu ihrem Tod); Ex-Verlobte von Casimir und Vincent; Ex-Freundin von Deniz; Ex-Affäre von Tayfun; One-Night-Stand von Ben, Alexander, Armin, Marc und Henrik; stirbt an einem Aortenriss infolge eines Autounfalls Gastauftritte: Folgen 4803–4812 als Leiche und Tagtraum, 4901 (2011) als Illusion in der Silvesternacht Susan Sideropoulos spielte 2023 kurzzeitig die Rolle der Sarah Moreno. |
| Lena Ehlers              | Dascha Badak, geb. Petrova                                                | 4415–4905                                                                      | 2010–2012                                                             | Ex-Frau von Philip (Scheinehe) und Tayfun; geht zurück nach Kasachstan Lena Ehlers verkörperte 1992 bereits als erste Darstellerin die Rolle der Karin Becker. |
| Samia Dauenhauer         | Jacqueline „Jacky“ Krüger                                                 | 4905–5073                                                                      | 2012                                                                  | Tochter von Elvira; Halbschwester von Tuner; geht nach Hamburg auf eine Tanzschule |
| Björn Harras             | Patrick Gerner, adopt., geb. Graf †                                       | 4366–5000 5075–5132                                                            | 2009–2012                                                             | Sohn von Elke und Jo; Halbbruder von Vanessa, Dominik, Julian, Matilda und Johanna; Enkel von Richard; Onkel von Sunny; Ex-Freund von Jasmin und Emily; stürzt im Drogenrausch von einem Dach Gastauftritte: Folgen 5022–5023 in einer Videoaufzeichnung, 5133–5137 (2012) als Leiche Die Rolle wurde in den Episoden 991–1207 (1996–1997) von den Kinderdarstellern Josephin & Viktoria Kunze verkörpert. Björn Harras verkörperte bereits von April bis August 2009 die Nebenrolle des Nils „Driver“ Barkhoff. |
| Senta-Sofia Delliponti   | Tanja Seefeld                                                             | 4630–5264                                                                      | 2010–2013                                                             | Tochter von Maren und Kurt; Halbschwester von Lilly, Jonas und Emma; Ex-Freundin von Zac; Ex-Affäre von Vince, Bommel und Dominik; geht nach Australien Gastauftritte: Folge 5266 (2013) am Telefon, Folgen 7068–7092 (2020) |
| Raúl Richter             | Dominik „Nik“ Gundlach, adopt., geb. Felix Löpelmann †                    | 3882–5641                                                                      | 2007–2014                                                             | Sohn von Claudia und Jo; Adoptivsohn von Michael; Halbbruder von Vanessa, Patrick jr., Julian, Matilda und Johanna; Enkel von Richard; Onkel von Sunny; Ehemann von Elena (bis zu seinem Tod); Ex-Verlobter von Jasmin; Ex-Freund von Julie; Ex-Affäre von Emily, Tanja, Kata und Nele; One-Night-Stand von Pia; erliegt schweren Kopfverletzungen infolge eines Motorradunfalls (Folge 5632) Die Rolle wurde in den Episoden 416–654 (1994–1995) von den Kinderdarstellern Chris und Erik Matzas verkörpert. |
| Jascha Rust              | Zacharias „Zac“ Klingenthal                                               | 4697–5646                                                                      | 2011–2014                                                             | Sohn von Lars und Christina; Bruder von Charleen; Ex-Freund von Tanja; Ex-Affäre von Claire; geht für ein Praktikum ins Silicon Valley |
| Isabell Horn             | Pia Koch                                                                  | 4197–5436 5674–5745                                                            | 2009–2014 2015                                                        | Tochter von Claus; Halbschwester von Verena; Tante von Oskar; Ex-Frau von John; Ex-Freundin von Leon; Ex-Affäre von Tayfun; One-Night-Stand von Dominik und Anni; zieht nach der Trennung von John nach Essen (wechselte zu Alles was zählt) |
| Franziska van der Heide  | Mieke „Mieze“ Lutze                                                       | 5311–5810                                                                      | 2013–2015                                                             | Ex-Freundin von Jonas; One-Night-Stand von Vince; geht nach London |
| Ramona Dempsey           | Anna Nele Lehmann                                                         | 5306–5818                                                                      | 2013–2015                                                             | wird nur „Nele“ (als Spitzname) gerufen; Nichte von Rosa; Cousine von Chris und Felix; Ex-Verlobte von Mesut; Ex-Affäre von Dominik; verlässt nach der Trennung von Mesut Berlin |
| Tayfun Baydar            | Tayfun Badak                                                              | 4146–6035                                                                      | 2008–2016                                                             | Ex-Adoptivvater von Kate; Sohn von Semira und Cem; Ex-Mann von Dascha und Emily; Ex-Verlobter von Ayla; Ex-Affäre von Verena und Pia; geht nach San Diego |
| Vincent Krüger           | Vincent „Vince“ Köpke                                                     | 4668–6080                                                                      | 2011–2016                                                             | Sohn von Leon; Halbbruder von Oskar; Neffe von Fabian; Ex-Verlobter von Sunny; Ex-Freund von Lilly; Ex-Affäre von Tanja; One-Night-Stand von Mieze; geht nach Los Angeles |
| Rona Özkan               | Selma Özgül                                                               | 5869–6085                                                                      | 2015–2016                                                             | Cousine von Ayla und Kemal; Nichte von Oya und Birol; Ex-Freundin von Jonas; zieht zurück zu ihren Eltern nach Freising |
| Sıla Şahin               | Ayla Höfer, geb. Özgül                                                    | 4328–5443                                                                      | 2009–2014                                                             | Tochter von Oya und Birol; Schwester von Kemal; Cousine von Selma; Ex-Frau von Philip; Ex-Verlobte von Tayfun und Kaan; Freundin von David; geht mit David nach Kuba |
| Nadine Menz              | Ayla Höfer, geb. Özgül                                                    | 5489–6142                                                                      | 2014–2016                                                             | Tochter von Oya und Birol; Schwester von Kemal; Cousine von Selma; Ex-Frau von Philip; Ex-Verlobte von Tayfun und Kaan; Freundin von David; geht mit David nach Kuba |
| Philipp Christopher      | David Brenner                                                             | 5459–6142                                                                      | 2014–2016                                                             | Freund von Ayla; Ex-Freund von Emily; Ex-Affäre von Katrin; geht mit Ayla nach Kuba War bereits in den Folgen 5200–5208 (2013) als David Michels zu sehen. |
| Merlin Leonhardt         | Till „Bommel“ Kuhn †                                                      | 5070–5556 6070–6178                                                            | 2012–2014 2016–2017                                                   | Freund von Katrin (bis zu seinem Tod); Ex-Freund von Lilly und Sarah; Ex-Affäre von Tanja; leidet an einer unheilbaren Nervenkrankheit und begeht Suizid (anschließend noch in den Folgen 6179–6184 und 6210–6211 in Katrins Tagträumen sowie in Folge 6182 als Leiche zu sehen) Gastauftritt: Folge 5652 (2014) Nebenrolle von August 2012 bis Dezember 2013 |
| Mustafa Alin             | Mesut Yildiz                                                              | 4751–6207                                                                      | 2011–2017                                                             | Ex-Verlobter von Nele; Freund von Emma Knapp; Ex-Freund von Maja; geht mit Emma Knapp nach Frankfurt/M. Nebenrolle von Mai 2011 bis Dezember 2013, war zu dieser Zeit ebenfalls ein Mitglied der alten Gang von Tayfun |
| Elena Garcia Gerlach     | Elena Gundlach, geb. Castillo                                             | 5291–5331 5413–5455 5609–6254                                                  | 2013 2014 2014–2017                                                   | Witwe von Dominik; Ex-Freundin von John und Jo; One-Night-Stand von Philip; geht zurück nach Spanien Nebenrolle von Juli 2013 bis März 2014 |
| Janina Uhse              | Jasmin Flemming, anerk., adopt. Nowak, gesch. Le Roy, geb. Melanie Galuba | 3902–6305                                                                      | 2008–2017                                                             | Tochter von Katrin und Frederic; Halbschwester von Johanna; Enkelin von Irene; Nichte von Anna; Ex-Frau von Kurt; Ex-Verlobte von Dominik und Frederic; Ex-Freundin von Patrick und Anni; One-Night-Stand von John; geht nach New York City, um als Chefdesignerin zu arbeiten Stimmenauftritt in Folge 6318 (2017) |
| Luise von Finckh         | Luisa Juliane „Jule“ Vogt                                                 | 6126–6380                                                                      | 2016–2017                                                             | Tochter von Erika und Rainer; Halbschwester von Anni; Ex-Freundin von Tuner; Ex-Affäre von John; nimmt einen Ausbildungsplatz in Heidelberg an Gastauftritt: Folge 6579 (2018) Luise von Finckh spielte 2012 die Nebenrolle Claire Latour. |
| Linda Marlen Runge       | Andrea „Anni“ Brehme                                                      | 5295–6579                                                                      | 2013–2018                                                             | Tochter von Christel und Rainer; Halbschwester von Jule; Ex-Frau von Amar (Scheinehe); Ex-Freundin von Jasmin; Ex-Affäre von Rosa und Katrin; One-Night-Stand von Pia; reist nach einem Festival weiter und verlässt Berlin |
| Lea Marlen Woitack       | Sophie Lindh                                                              | 5464–6707                                                                      | 2014–2019                                                             | Ex-Frau von Leon; Ex-Verlobte von Jo; Ex-Freundin von Jonas; nimmt ein Jobangebot in Singapur an |
| Eric Stehfest            | Christian „Chris“ Lehmann (auch „WHY“)                                    | 5640–6713                                                                      | 2014–2019                                                             | Sohn von Rosa; Bruder von Felix; Enkel von Heinrich; Cousin von Nele; Ex-Freund von Sunny; One-Night-Stand von Lilly; taucht nach einem Einbruch bei einem Pharmakonzern unter |
| Nik Breidenbach          | Alexander Cöster †                                                        | 3668–4229                                                                      | 2007–2009                                                             | Halbbruder von Daniel; Vater von Lenny und Lucy; Onkel von Lukas; Cousin von Stefan; Ex-Mann von Iris; Freund von Maren (bis zu seinem Tod); Ex-Freund von Anna und Olivia; Ex-Affäre von Katrin; One-Night-Stand von Verena; kommt bei einem Verkehrsunfall ums Leben Gastauftritt: Folgen 7034–7041 (2020) als Leiche und Tagtraum Clemens Löhr spielte 2005 bereits die Nebenrolle Casimir von Leibhold. |
| Clemens Löhr             | Alexander Cöster †                                                        | 4266–7033                                                                      | 2009–2020                                                             | Halbbruder von Daniel; Vater von Lenny und Lucy; Onkel von Lukas; Cousin von Stefan; Ex-Mann von Iris; Freund von Maren (bis zu seinem Tod); Ex-Freund von Anna und Olivia; Ex-Affäre von Katrin; One-Night-Stand von Verena; kommt bei einem Verkehrsunfall ums Leben Gastauftritt: Folgen 7034–7041 (2020) als Leiche und Tagtraum Clemens Löhr spielte 2005 bereits die Nebenrolle Casimir von Leibhold. |
| Nils Schulz              | Robert Klee                                                               | 6724–7039                                                                      | 2019–2020                                                             | Vater von Brenda; Ex-Mann von Nina; Stiefvater von Toni und Luis; nimmt ein Jobangebot in Kapstadt an |
| Annabella Zetsch         | Brenda Schubert                                                           | 6550–6622 6838–7039                                                            | 2018 2019–2020                                                        | Tochter von Robert; Stieftochter von Nina; Ex-Affäre von Felix; geht mit Robert nach Kapstadt Nebenrolle von Juli bis Oktober 2018 Gastauftritt: Folgen 6730–6731 (2019) |
| Gamze Senol              | Shirin Akıncı                                                             | 6363–7051                                                                      | 2017–2020                                                             | Tochter von Ebru; Cousine von Nazan und Leyla; vermeintliche Cousine von Nihat; vermeintliche Nichte von Mustafa und Sibel; Ex-Frau von Erik; Ex-Freundin von John; verlässt aus Schuldgefühlen an Alexanders Tod Berlin nach Hamburg; 2021 im Spin-Off: Nihat – Alles auf Anfang |
| Christin Baechler        | Patrizia Araya, geb. Biedermann, gesch. Bachmann, gesch. Gerner           | 2277–2708                                                                      | 2001–2003                                                             | Schwester von Roland und Senta; Mutter von Ben, Lena und John; Noch-Ehefrau von Alphonso; Ex-Frau von Hannes und Jo; Ex-Freundin von Philip; verlässt Berlin und geht zurück nach Chile Gastauftritt: Folgen 3708–3714 (2007, durch Christin Baechler) zu Sentas und Hannes’ Beerdigung |
| Birgit Würz              | Patrizia Araya, geb. Biedermann, gesch. Bachmann, gesch. Gerner           | 7116–7199                                                                      | 2020–2021                                                             | Schwester von Roland und Senta; Mutter von Ben, Lena und John; Noch-Ehefrau von Alphonso; Ex-Frau von Hannes und Jo; Ex-Freundin von Philip; verlässt Berlin und geht zurück nach Chile Gastauftritt: Folgen 3708–3714 (2007, durch Christin Baechler) zu Sentas und Hannes’ Beerdigung |
| Ronja Herberich          | Merle Kramer                                                              | 6938–7244                                                                      | 2020–2021                                                             | Tochter von Erik; Ex-Freundin von Jonas; verlässt Berlin für ein Volleyball-Stipendium in Recife, Brasilien |
| Thaddäus Meilinger       | Felix Lehmann †                                                           | 6064–7334                                                                      | 2016–2021                                                             | Sohn von Rosa; Bruder von Chris; Enkel von Heinrich; Cousin von Nele; Ex-Mann von Sunny und Laura; Ex-Verlobter von Nazan; Ex-Affäre von Brenda; One-Night-Stand von Tamara Natascha; lässt sich Ende August 2021 nach London ins Headquarters versetzen; verstarb im Mai 2024 außerhalb des Seriengeschehens (Nachricht des Todes in Folge 8032) |
| Vildan Cirpan            | Dr. Nazan Dawalu, geb. Akıncı                                             | 6978–7486                                                                      | 2020–2022                                                             | Tochter von Gülay; Schwester von Leyla; Cousine von Shirin; vermeintliche Cousine von Nihat; Nichte von Mustafa und Sibel; Ehefrau von Kian; Ex-Verlobte von Felix; Ex-Freundin von Thomas; flüchtet mit Kian vor Bajan und seinen Männern aus Deutschland und wandert mit ihm auf die Malediven aus |
| Sara Fuchs               | Miriam „Miro“ Ilaria Behnke †                                             | 7353–7500                                                                      | 2021–2022                                                             | Tochter von Bajan; Ex-Freundin von Luis; wird von Bajan erschossen Gastauftritte: Folgen 7506–7507 als Leiche, 7515 (2022) in Luis’ Tagtraum |
| Nassim J. Avat           | Kian Dawalu                                                               | 7384–7517                                                                      | 2021–2022                                                             | Ehemann von Nazan; flüchtet mit Nazan vor Bajan und seinen Männern aus Deutschland und wandert mit ihr auf die Malediven aus |
| Daniel Fehlow            | Leon Moreno                                                               | 961–1512 1654–1714 2205–3028 3171–3747 3835–4451 4517–6691 6869–7345 7686–7709 | 1996–1998 1999 2001–2004 2005–2007 2007–2010 2010–2019 2019–2021 2023 | Bruder von Fabian; Adoptivbruder von Vanessa; Vater von Vince, Oskar und Emma; Witwer von Verena; Ehemann von Sarah; Ex-Mann von Cora und Sophie; Ex-Freund von Kim, Katja, Katrin, Isabel, Pia und Nina; Ex-Affäre von Lena, Daniela, Sandra, Anna, Ariane; One-Night-Stand von Flo, Christina und Maren; ging zunächst zu Oskar nach Tokio, wonach beide an der Ostsee eine Kitesurfschule besuchen, er eine Strandbar und später ein Restaurant eröffnet, neu heiratet (Spin-Off: Leon – Glaub nicht alles, was du siehst) und im Januar 2023 mit seiner neuen Frau Sarah zurück nach Berlin kommt; geht Mitte Februar 2023 zurück nach Engelshoop auf Rügen Gastauftritte: Folge 1749 (1999), Folgen 7430–7438, 7449, 7510 (2022), Folge 7718 (2023) am Telefon |
| Valentina Pahde          | Sunny Richter, gesch. Lehmann                                             | 5671–7104 7156–7421 7484–7734                                                  | 2015–2020 2020–2022 2022–2023                                         | Tochter von Vanessa und Frank; Enkelin von Jo; Nichte von Dominik, Patrick jr., Julian, Matilda und Johanna; Ex-Frau von Felix; Ex-Verlobte von Vince; Ex-Freundin von Chris, Philip und Noah; One-Night-Stand von Nihat; war für eine Fotografie-Masterclass von Oktober bis Mitte Dezember 2020 in München (Spin-off: Sunny – Wer bist du wirklich?); ging von Anfang Januar bis Anfang April 2022 für einen Workshop in die USA und Ende März 2023 für eine Assistentinnen-Stelle bei einem Stararchitekten sowie für ihren Master-Abschluss an der Harvard-Universität nach Boston |
| Susan Sideropoulos       | Sarah Moreno, geb. Elsässer                                               | 7686–7750                                                                      | 2023                                                                  | Ehefrau von Leon; Stiefmutter von Oskar; geht Mitte April 2023 zurück nach Engelshoop Susan Sideropoulos spielte von 2001–2011 bereits die Rolle der Verena Koch. |
| Daniel Noah              | Sascha Beck                                                               | 7616–7875                                                                      | 2022–2023                                                             | Ex-Freund von Emily; geht nach Ägypten und später nach Paris, um den Mord an seinem Ziehvater Mohammed aufzuklären Gastauftritt: Folgen 7901–7903 (2023) |
| Thomas Drechsel          | Max „Tuner“ Krüger                                                        | 4227–7975                                                                      | 2009–2024                                                             | Sohn von Elvira und Edzard; Halbbruder von Jacky; Vater von Kate; Freund von Nora; Ex-Freund von Emily, Jule, Lilly und Jessi; One-Night-Stand von Lotta; wandert zu Nora nach Australien aus Nebenrolle von April 2009 bis Mai 2010 |
| Maximilian Braun         | Luis Ahrens                                                               | 6311–6786                                                                      | 2017–2019                                                             | Sohn von Nina und Martin; Bruder von Toni; Neffe von Jessi; Freund von Adam; Ex-Freund von Miriam, Johanna und Moritz; folgt Adam nach Graz Stimmenauftritt in Folge 8119 (2024) Gastauftritt: Folgen 8291–8294 (2025) |
| Marc Weinmann            | Luis Ahrens                                                               | 7350–8113                                                                      | 2021–2024                                                             | Sohn von Nina und Martin; Bruder von Toni; Neffe von Jessi; Freund von Adam; Ex-Freund von Miriam, Johanna und Moritz; folgt Adam nach Graz Stimmenauftritt in Folge 8119 (2024) Gastauftritt: Folgen 8291–8294 (2025) |
| Pauline Afaja            | Flora „Flo“ Kästner                                                       | 7890–8227                                                                      | 2023–2025                                                             | Ex-Freundin von Pavel und Jonas; geht nach Frankfurt/M., um Boxtrainerin zu werden Nebenrolle von November bis Dezember 2023 |

### Nebenbesetzung

#### Aktuelle Nebendarsteller
Sortiert nach der Reihenfolge des Einstiegs.
| Schauspieler           | Rolle   | Episoden        | Jahre           | Bemerkungen                              |
| ---------------------- | ------- | --------------- | --------------- | ---------------------------------------- |
| Daniela Hansen         | Daniela | 1972–55xx 5xxx– | 2000–2014 2015– | Köchin im „Mauerwerk“ Ex-Affäre von Leon |
| Bastian Scheibe        | Ole     | 5xxx–           | 2014–           | Kellner im „Mauerwerk“                   |
| Angela Peltner         | Maria   | 5xxx–           | 2014–           | Kellnerin im „Mauerwerk“                 |
| Mattias Krüger-Pillath | Ben     | 5943–           | 2016–           | Kellner im „Mauerwerk“                   |

#### Ehemalige Nebendarsteller
Sortiert nach der Reihenfolge des Ausstiegs.
| Schauspieler               | Rolle                                        | Episode                                 | Jahre                         | Bemerkungen |
| -------------------------- | -------------------------------------------- | --------------------------------------- | ----------------------------- | --- |
| Heidi Weigelt              | Ilse Opitz †                                 | 8–29                                    | 1992                          | Mutter von Elke; stirbt in Folge 53 infolge eines Autounfalls, allerdings im Off |
| Christian Oskar Spitzl     | Michael Döring †                             | 1–36                                    | 1992                          | ehemaliger Lehrer am Victoria-Luise-Gymnasium Ehemann von Annette; Affäre von Elke und Lilo; wird von seiner Frau erstochen und taucht danach noch bis einschließlich Folge 51 in Elkes Gedanken auf |
| Claudia Arnold-Brauner     | Annette Döring                               | 40–51                                   | 1992                          | Ehefrau von Michael Döring; stellt sich wegen des Mordes an ihrem Mann der Polizei |
| Ilonka Breitmeier          | Birgit Seitz                                 | 1–69                                    | 1992                          | Sprechstundenhilfe in der Praxis von Frank Ullrich fährt in den Urlaub und lernt dort einen Millionär kennen |
| Michael von Rospatt        | Friedhelm Hahnich                            | 63–82                                   | 1992                          | Landwirt Vater von Trude und Hannes; Ehemann von Margot; ließ Heiko aus Dank dafür, dass er ihm das Leben gerettet hat, einige Zeit auf seinem Bauernhof leben und arbeiten |
| Edeltraut Elsner           | Margot Hahnich                               | 64–82                                   | 1992                          | Landwirtin Mutter von Trude und Hannes; Ehefrau von Friedhelm |
| Oliver Reinhard            | Arne Blund                                   | 65–82                                   | 1992                          | Landarbeiter auf dem Bauernhof der Hahnichs |
| Brigitte Mira              | Simone Harvey                                | 83–97                                   | 1992                          | Wahrsagerin betrügt Marina um ihr Geld |
| Julien Haggège             | Hans Gordon „Flash“                          | 91–104                                  | 1992                          | Bewohner im Domi-Ziel; fliegt aus dem Heim, nachdem herauskam, dass er Elisabeths Brosche geklaut hatte |
| Michael Griem              | Erik West                                    | 100–107                                 | 1992                          | Psychopath; Ex-Mann von Helga Markmann; möchte diese umbringen, wird in die Psychiatrie eingewiesen |
| Regina Nowack              | Frau Marschner                               | 107–120                                 | 1992                          | Nachbarin der Richters; Mutter von Nicole; drängt ihre Tochter Heiko zu heiraten, weil er wohlhabend ist |
| Beate Schwarzbauer         | Nicole Marschner                             | 103–121                                 | 1992                          | Nachbarin der Richters; Ex-Geliebte von Kalle Groß; hat die Absicht Heiko Richter zu heiraten, weil er wohlhabend ist, ihr Plan missglückt |
| Gundi Eberhard             | Trude Hahnich                                | 64–82, 122                              | 1992                          | Tochter von Friedhelm und Margot; Schwester von Hannes; erwartet ein Kind von Kalle Groß |
| Marcus Vick                | Kalle Groß                                   | 99–122                                  | 1992                          | arbeitet auf dem Bauernhof der Hahnichs Freund von Heiko Richter; geht zurück, nachdem er merkte, dass Nicole Marschner ihn nur benutzte, erwartet ein Kind von Trude |
| Fritz Hammer               | Franz Minden                                 | 38–123                                  | 1992                          | Anwalt von Elke im Fall Michael Döring und in diversen anderen Fällen; Bekannter von Frank Ullrich |
| Constanze Harpen           | Thea Klein                                   | 3                                       | 1992                          | Patientin von Frank Ullrich; beschuldigt ihn der sexuellen Belästigung, stellt sich als unwahr heraus |
| Margot Rothweiler          | Thea Klein                                   | 85–124                                  | 1992                          | Patientin von Frank Ullrich; beschuldigt ihn der sexuellen Belästigung, stellt sich als unwahr heraus |
| Oliver Polster             | Martin Sommer                                | 74–132                                  | 1992                          | guter Freund von Marina und Elke; geht nach München um Tontechniker zu werden |
| Margarete Hamm             | Ursel Sommer                                 | 111–132                                 | 1992                          | Mutter von Martin Sommer; kaltherzig und egoistisch |
| Inka Victoria Groetschel   | Lena Hartwick                                | 45–134                                  | 1992                          | Sekretärin in der Agentur Löpelmann |
| Nora Bendig                | Helga Markmann                               | 78–154                                  | 1992                          | Ex-Verlobte von Walter Bornat; Ex-Freundin von Daniel; gab sich fälschlicherweise als Helga Ullrich aus |
| Peter Wieland              | Walter Bornat                                | 115–157                                 | 1992                          | Verleger von Elisabeth Meinhart Bruder von Isabelle Bornat; Ex-Verlobter von Helga Markmann |
| Christiane Maybach         | Isabelle Bornat                              | 141–146                                 | 1992                          | Schwester von Walter Bornat; exzentrisch und dominant |
| Mike Zobrys                | Sebastian Reim                               | 140–164                                 | 1992–1993                     | Sohn von Hilde Reim; wurde bei ihm irrtümlich Krebs diagnostiziert; geht mit seiner Mutter in eine andere Stadt, um sich in einer speziellen Klinik behandeln zu lassen |
| Klaus Schindler            | Armin Braun †                                | 151–165                                 | 1992–1993                     | Manager von Lilos Hotel Callgirl-Mörder (brachte Josie Kaufmann, Elfi Krach und Frau Bild um); wird beim Versuch, Elke zu töten, von Peter vom Hoteldach gestoßen |
| Manuela Winckler           | Hilde Reim                                   | 91–166                                  | 1992–1993                     | Rezeptionistin im Classic Hotel und kurzzeitige Sprechstundenhilfe von Frank Ullrich Mutter von Sebastian Reim; geht wegen ihres Sohns in eine andere Stadt |
| Esther Hellmund            | Ute Lorenz                                   | 135–182                                 | 1992–1993                     | Lehrerin Ex-Freundin von Heiko |
| Monica Gruber              | Martha Neumann                               | 181–200                                 | 1993                          | Besitzerin einer Pension Schwester von Sybille Vogler; pflegt Frank Ullrich während seiner Amnesie gesund |
| Bernd Ludwig               | Rüdiger Opitz                                | 65–78 196–201                           | 1992–1993                     | Vater von Elke; geht auf Weltreise |
| Dascha Lehmann             | Tanja Marein                                 | 153–204                                 | 1992–1993                     | Nichte von Holger Bachstein; Freundin von Markus Born; geht zurück zu ihren Eltern |
| Hannes Stelzer             | Otto Kowalski                                | 207–226                                 | 1993                          | Besitzer einer Schreinerei; Chef von Peter Becker verkauft sein Geschäft an Jo Gerner |
| Gytta Schubert             | Helga Ullrich †                              | 153–229                                 | 1992–1993                     | Tante von Frank und Tina; Affäre von Daniel; sie tötet sich selbst, aufgrund einer unheilbaren Krankheit |
| Rudolf Geske               | Holger Bachstein                             | 91–232                                  | 1992–1993                     | Onkel von Tanja Marein; Nachbar des Domi-Ziels |
| Gordon Munro               | Markus Born                                  | 148–232                                 | 1992–1993                     | Bewohner im Domi-Ziel; Freund von Tanja Marein; geht zu ihr und fängt eine Ausbildung an |
| Eva Probst                 | Jessica Naumann                              | 4–103 209–237                           | 1992 1993                     | ehemalige Lehrerin am Victoria-Luise-Gymnasium gute Freundin von Elisabeth Meinhart |
| Ursela Monn                | Frau Walter                                  | 233–238                                 | 1993                          | Mutter von Tommy; erdrückt ihren Sohn mit extremer Mutterliebe |
| Caroline Grothgar          | Sybille Vogler                               | 192–242                                 | 1993                          | Schwester von Martha Neumann; Freundin von Frank Ullrich; geht mit ihm nach Uganda |
| Detlef Lutz                | Arthur Rankert                               | 37–251                                  | 1992–1993                     | Kommissar in diversen Fällen |
| Klaus Münster              | Erich Kauffeld                               | 238–251                                 | 1993                          | Bankräuber; Onkel von Anni Kauffeld; wird von der Polizei mithilfe von Tommy Walter, A.R. Daniel und Elisabeth Meinhart festgenommen |
| Dita von Aster             | Anni Kauffeld                                | 237–260                                 | 1993                          | Nichte von Erich Kauffeld; flieht vor ihrem kriminellen Onkel ins Domi-Ziel; freundet sich dort mit Tommy Walter an; findet durch einen Zeitungsartikel ihre Mutter wieder und verlässt mit ihr gemeinsam die Stadt |
| Egon Hofmann               | Siggi                                        | 226–281                                 | 1993                          | verlor sein Bistro beim Pokern gegen Daniel Gastauftritt: Folge 745 (1995) Egon Hofmann spielte auch von 2008–2009 die Nebenrolle Dieter Nowak |
| Tommaso Cacciapuoti        | Bruno Zampieri                               | 263–295                                 | 1993                          | Talentsucher in der Modebranche Ex-Affäre von Tina |
| Arthur Meyer               | Arthur                                       | 9–303                                   | 1992–1993                     | Kellner im Allistairs |
| Juana-Maria von Jascheroff | Cornelia Blau                                | 240–308                                 | 1993                          | beste Freundin von Vera Richter; Ex-Freundin von Daniel; geht wegen eines Jobangebots nach München |
| Sybille Heyen              | Anja Brandt                                  | 273–313                                 | 1993                          | ehemalige Schülerin des Victoria-Luise Gymnasiums; Verfasserin etlicher Erpresserbriefe; wird in die Psychiatrie eingewiesen |
| Zsolt Bács                 | Volker Arnold                                | 277–317                                 | 1993                          | PR-Manager der Löpelmann Agentur Ex-Affäre von Saskia Rother |
| Kevin Klockzin             | Max Probst                                   | 249–324                                 | 1993                          | Sohn von Annette Probst; Neffe von Michael Gundlach; verlässt Berlin mit seiner Mutter Gastauftritte: Folgen 375–376 (1993) auf Michaels und Iris’ Polterabend sowie Hochzeit, 492–493 (1994) zu Iris’ Beerdigung |
| Wookie Mayer               | Simone Sontheimer                            | 271–324                                 | 1993                          | Fotografin Ehefrau von Manfred Sontheimer; Affäre von Florian May; verlässt Berlin und geht nach New York |
| Debora Weigert             | Hilda Berg †                                 | 332–350                                 | 1993                          | Stellvertretende Sprechstundenhilfe in der Praxis von Michael Gundlach fällt dem Strumpfhosenmörder zum Opfer |
| Werner Kanitz              | Erwin Becker                                 | 1–25 126–134 353–354                    | 1992–1993                     | Vater von Karin und Berthold; Adoptivvater von Peter; Ex-Mann von Gerda; verlässt Berlin nach der Trennung von seiner Frau; muss später nach seiner Rückkehr letztendlich aus der Stadt flüchten, da ihn Karin angezeigt hat |
| Christiane Reiff           | Gerda Becker                                 | 1–25 130–134 317–354                    | 1992–1993                     | Mutter von Karin und Berthold; Adoptivmutter von Peter; Ex-Frau von Erwin; verlässt nach der Trennung von ihrem Mann gemeinsam mit Karin die Stadt Christiane Reiff spielte auch 2009 die Rolle der Rosalinde „Rose“ Blümel |
| Walter Jacob               | Rudolf Söllner                               | 237–373                                 | 1993                          | Vater von Hartmut Söllner |
| Ernst Wilhelm Lenik        | Wilfried Richter                             | 124–134 204–212 381–382                 | 1992–1993                     | Bruder von Clemens und Karsten; Vater von Diana; Ehemann von Carola |
| Birgit Anders              | Carola Richter                               | 124–134 381–382                         | 1992–1993                     | Mutter von Diana; Ehefrau von Wilfried; Ex-Verlobte von Clemens |
| Carolina Vera              | Nicole Ehlert                                | 318–384                                 | 1993                          | Fotomodell; Kellnerin im Fasan; Ex-Affäre von Matthias Zimmermann; geht wegen eines Jobangebots nach Mailand |
| Robert Schröter            | Jack Conrad                                  | 354–390                                 | 1993                          | Aushilfe in Siggis’ Bar |
| Lena Ehlers                | Karin Becker                                 | 1–3 130–134                             | 1992                          | Tochter von Gerda und Erwin Becker; Schwester von Berthold; Adoptivschwester von Peter; geht auf ein Internat Lena Ehlers verkörperte von 2010–2012 auch die Hauptrolle Dascha Petrova. |
| Heinke Hüttmann            | Karin Becker                                 | 317–420                                 | 1993–1994                     | Tochter von Gerda und Erwin Becker; Schwester von Berthold; Adoptivschwester von Peter; geht auf ein Internat Lena Ehlers verkörperte von 2010–2012 auch die Hauptrolle Dascha Petrova. |
| Gerd Blahuschek            | Hartmut Söllner                              | 335–429                                 | 1993–1994                     | Allroundhandwerker Ex-Freund von Elisabeth; verlässt die Stadt, da er Daniel das Glück mit Elisabeth gönnte |
| Marcus Ulbricht            | Tobias Gericke †                             | 283–485                                 | 1993–1994                     | Strumpfhosenmörder (tötete Hilda, Yasemin, Diana, Tommy und Iris / versuchter Mord an Milla); begeht Suizid |
| Heide Domanowski           | Annette Probst, geb. Gundlach                | 284–324 375–376 492–493, 559            | 1993–1994                     | Schwester von Michael Gundlach; Mutter von Max; Ex-Freundin von Martin Wiebe |
| Dagmar Sitte               | Rita Sahmel                                  | 554–599 662–687                         | 1994 1995                     | Freundin von André Holm; geht mit diesem nach Italien |
| Denise Zich                | Daniela Zöllner                              | 783–823                                 | 1995                          | geht mit der Band Just Friends auf Tour und trennt sich später von dieser Gastauftritte: Folge 874–875 (1995), 918–926, 988–989 (1996) |
| Lutz Moik                  | Richard Graf †                               | 48–186 212–214 390–407                  | 1992–1993 1993 1993–1994      | Vater von Patrick sen. und Jo; Großvater von Dominik, Patrick jr. und Johanna; Urgroßvater von Sunny; Ex-Mann von Barbara Graf; verstirbt im Handlungsverlauf der 1754. Episode (1999) außerhalb des Seriengeschehens |
| Peter Groeger              | Richard Graf †                               | 904–915                                 | 1996                          | Vater von Patrick sen. und Jo; Großvater von Dominik, Patrick jr. und Johanna; Urgroßvater von Sunny; Ex-Mann von Barbara Graf; verstirbt im Handlungsverlauf der 1754. Episode (1999) außerhalb des Seriengeschehens |
| Anna Lübbecke              | Lizzy Ehlers †                               | 746–928                                 | 1995–1996                     | beste Freundin von Kim; wurde von Charlies verrückter Tante Eva Reichel mit einer Schere erstochen |
| Andreas Krätzig            | Claudius Moor †                              | 888–956                                 | 1995–1996                     | Steuerprüfer beim Finanzamt Ex-Affäre von Tina; stirbt an einem allergischen Schock infolge einer Daunenallergie |
| Mey Lan Chao               | Harumi Shimizu                               | 928–983                                 | 1996                          | Freundin von Saskia; Ex-Affäre von Tom; geht mit Saskia nach San Francisco |
| Gerd Lukas Storzer         | Götz von der Heide                           | 852–1062                                | 1995–1996                     | ehemaliger Mitarbeiter von „City Lights“ und späterer Assistent von Jo im Restaurant „Fasan“ |
| Manfred Callsen            | Dr. Rainer Falk                              | 1083–1208                               | 1996–1997                     | Ex-Freund von Elke; geht mit ihr in die Vereinigten Staaten Manfred Callsen spielte 1994 auch die Rolle von Wolf und spielte 2009 zudem die Rolle von Sebastian Stricker. |
| Frederic Sieber            | Kevin Schäfer                                | 1143–1231                               | 1997                          | ehemaliges Mitglied der Street-Kid-Gang; Pflegesohn von Vera; geht mit ihr nach Sri Lanka |
| Roland Boecker             | Volker Wettstein alias Guido Ahrens †        | 1086–1125 1220–1236                     | 1996 1997                     | Vater von Katja; Ex-Freund von Elisabeth; zwang seine Tochter, mit Drogen zu dealen, und wird schließlich während seiner Flucht von der Polizei erschossen |
| Claudio Maniscalco         | Felix Reinecke                               | 1066–1130 1xxx–1xxx                     | 1996 1998                     | Magier Ex-Freund von Vanessa |
| Inka Löwendorf             | Astrid Seiter †                              | 0000–1708                               | 1997–1999                     | stirbt an einem Virus, der durch eine Maus übertragen wurde |
| Susanne Evers              | Silke Balzer †                               | 1706–1787                               | 1999                          | Mutter von Marie; Freundin von Fabian (bis zu ihrem Tod); wird von ihrem Ex-Mann David während eines Wutausbruchs schwer verletzt und stirbt darauf im Krankenhaus |
| Hans Lobitz                | Uwe Glaatz                                   | 1xxx–1xxx                               | 1999–2000                     | Teilhaber Citylight trieb Clemens in die Spielsucht |
| Herbert Ulrich             | Simon Nilsson alias Thomas Rieplich          | 1812–1903                               | 1999–2000                     | Autor Ex-Mann von Philip Krüger; ermordete einst den wahren Simon Nilsson, um dessen Identität anzunehmen, und wird nach der Hochzeit mit Philip verhaftet |
| Christian Olsen            | Michael Danecker †                           | 1819–1888 1949–1950                     | 1999 2000                     | Chef der Sekte „Ring der Welt“ vergiftete alle Sektenmitglieder während der „Reise in eine andere Dimension“ sowie Andy, Nataly, Cora und Nico; wurde verhaftet und tötet sich später durch eine Zyankalikapsel |
| Rimbert Spielvogel         | Anton Weimershaus †                          | 1895–2000                               | 2000                          | Vater von Nico; ist unheilbar an Mericoblastose erkrankt und stirbt am Tag der Geburt seiner Enkeltochter Antonia |
| Frank Reidock              | Bernd Kohlweyer †                            | 1994–2083                               | 2000                          | baute mit Sonja einen Hostessenservice auf und wollte Inka als Prostituierte in Armenien verkaufen; gerät während Inkas Befreiung durch Kai und Marie in den Propeller seines Privatjets |
| Verena Araghi              | Tiffany Bankett                              | 2055–2095                               | 2000                          | ursprüngliche Besitzerin von Moritz’ Hausboot; schenkte dieses Xenia und Chris kurz vor ihrem Abschied aus Berlin |
| Wolfgang Grindemann        | Roland Biedermann                            | 1188–1232 1298–2096                     | 1997–2000                     | Bruder von Senta und Patrizia; Onkel von Sandra, Ben, Lena und John; Kellner im Fasan (mit Pausen) |
| Rüdiger Sander             | Konrad Scholl                                | 1832–2517                               | 1999–2002                     | Vater von Kai (mit Pause) |
| Patrick Dewayne            | Kike Valdez                                  | 2984–3084                               | 2004                          | Schauspielschüler Ex-Freund von Sandra; verlässt die Stadt |
| Ignazio Caporrimo          | Marc Lüders                                  | 3090–3154                               | 2004–2005                     | versuchte auf Druck seiner Community, Lena um ihre gewonnene Millionen zu bringen |
| Roswitha Dost              | Irene Galuba †                               | 3147–3149 3215–3241                     | 2005                          | Mutter von Katrin und Anna; Großmutter von Jasmin und Johanna; verschluckt sich an einer Brezel und erstickt 1. Darstellerin der Rolle, im Jahr 2008 in Erinnerungen von Katrin durch Martina Baumann verkörpert (Folge 4049 & 4057) |
| Shai Hoffmann              | Jürgen „Scout“ Fahl †                        | 3200–3271                               | 2005                          | Gang-Mitglied; wurde während einer Mutprobe von einer U-Bahn erfasst |
| Clemens Löhr               | Casimir von Leibhold                         | 3312–3335                               | 2005                          | Ex-Verlobter von Verena (entschied sich nach ihrer „Altarentführung“ für den Retter Vincent); wollte Leons Kochshow produzieren Clemens Löhr spielte von 2009 bis 2020 als zweiter Darsteller die Hauptrolle Alexander Cöster |
| Daniel Jan Gärtner         | Sam Michalak                                 | 3325–3414                               | 2005–2006                     | Tischler Vater von Lotte; Ex-Freund von Sandra; geht zurück nach Freiburg |
| Wolfgang Finck             | Herbert Schüttler                            | 3329–3520                               | 2005–2006                     | Besitzer einer Kfz-Werkstatt Onkel von Paulas Ex-Freund Markus; belästigte diese sexuell, als sie seine Auszubildende war |
| Caroline Beil              | Juliane Welker                               | 3535–3556                               | 2006                          | Ex-Affäre von Henrik |
| Arne Stephan               | Viktor Hansen †                              | 3459–3570                               | 2006                          | Zwillingsbruder von Marc; Cousin von Sven Lutterbek; war schizophren; entführt Sandra und erschießt sich nach deren Befreiung Arne Stephan spielte auch von 2006–2008 Viktors Zwillingsbruder Marc Hansen als Hauptrolle |
| Julia Kratz                | Eva Worch                                    | 3566–3681                               | 2006–2007                     | Zuhälterin wird auf Henriks und Svetas Initiative hin verhaftet |
| Ulrike Haase               | Sveta Lewandowska                            | 3622–3681                               | 2006–2007                     | ehemalige Zwangsprostituierte Ex-Freundin von Henrik Ulrike Haase spielte bereits 2005 die Rolle Viola Voigt |
| Gloria Iberl               | Jana Colditz, geb. Chadley                   | 3801–3830                               | 2007                          | Freundin von Vincent Buhr und ehemaliges Mitglied der Sekte Conception; Tochter des Sektenführers Jonathan Chadley; wandert mit Vincent nach Australien aus |
| Philipp Rimmele            | Gerd                                         | 0000–3905                               | 2000–2008                     | ehemaliger Kellner im „Mocca“ ist homosexuell; wandert nach Ibiza aus und kommt kurze Zeit später aufgrund von Sandras Hochzeit nach Berlin zu Besuch |
| Branco Vukovic             | Sven „Lutti“ Lutterbek                       | 3496–3589 3905–3906                     | 2006 2008                     | Prokurist der Hansen-Werft Cousin von Marc und Viktor Hansen |
| Eva-Maria May              | Kim Miller                                   | 3879–4060                               | 2007–2008                     | drogensüchtiges Model; ehemalige Freundin von Emily |
| Beate Fritsch              | Heike Rieckmann                              | 0000–4106                               | 2002–2008                     | ehemalige Sekretärin von Jo Gerner |
| Daniel Fripan              | David Repkow                                 | 4088–4164                               | 2008–2009                     | mobbt und misshandelt Lenny beim Bund Daniel Fripan spielte 2008 zuvor die Rolle eines Arbeitskollegen von Dominik |
| Egon Hofmann               | Dieter Nowak                                 | 4130–4283                               | 2008–2009                     | Adoptivvater von Jasmin; Ehemann von Edith; muss wegen versuchten Mordes an Katrin und den Vergewaltigungen an Jasmin für acht Jahre ohne Bewährung ins Gefängnis Egon Hofmann spielte bereits 1993 die Nebenrolle Siggi |
| Christiane Reiff           | Rosalinde „Rose“ Blümel                      | 4273–4293                               | 2009                          | Freundin von Daniel; geht mit diesem nach Amerika auf die Route 66 Christiane Reiff spielte 1992 bereits die Nebenrolle der Gerda Becker |
| Annemarie Eilfeld          | Lisa Ritter                                  | 4296–4325                               | 2009                          | Mitglied der Girlgroup Cosmic Chicks 1. Darstellerin der Rolle, in Episode 4336 von einer Statistin gespielt |
| Matthias Rödder            | André „Andy“ Amos                            | 4288–4336                               | 2009                          | Talentscout; Manager der Band „Cosmic Chicks“ |
| Dorothea Gebhard           | Pauline Schuhmacher                          | 4296–4336                               | 2009                          | Mitglied der Girlgroup Cosmic Chicks |
| Timmi Trinks               | Benjamin Neustädter                          | 4445–4448                               | 2010                          | Sohn von Caroline Neustädter und John Bachmann (in Tagträumen von John) |
| Harald Richter             | Ralf Becker                                  | 4396–4464                               | 2009–2010                     | Kioskbesitzer wurde 2009 an Heiligabend von Lenny verprügelt |
| N. N.                      | Gregor                                       | 3911–4488                               | 2008–2010                     | Kellner im „Mocca“ Nachfolger von Gerd |
| Claus Stahnke              | Ronny „The Hell“ Heller                      | 4107–4530                               | 2008–2010                     | Eigentümer und Vermieter des „Mauerwerks“; ehemaliger Profiboxer von Ende 2009 bis Juli 2010 nur noch unregelmäßige Auftritte |
| Claudia Jakobshagen        | Vera Trebe                                   | 4419–4521 4566–4567                     | 2010                          | Schlepperin illegaler Einwanderinnen |
| Kalle Haverland            | Manfred Kowalski                             | 4726–4826                               | 2011                          | Beschützer von Patrick im Gefängnis |
| Cem Erzincan               | Murat Cengiz †                               | 4388–4399 4641–4659 4809–4832           | 2009–2010 2010–2011 2011      | ehemaliges Gangmitglied von Tayfun; Entführer von Dominik; taucht unter und wird später im Off erschossen aufgefunden Gastauftritte: Folge 4598 (2010) als Tayfun seinen Vater in Kreuzberg besuchen wollte, Folge 4735 (2011) in einem Tagtraum von Jo Gerner |
| Stefan Eggers              | Stefan                                       | 2xxx–49xx                               | 2001–2011                     | Kellner im „Mauerwerk“, vorher Oberkellner und kurzzeitig Geschäftsführer des „Fasan“ |
| Özgür Özata                | Dr. Kaan Demir                               | 4709–4732                               | 2011                          | Arzt im Jeremias-Krankenhaus Ex-Verlobter von Ayla |
| Sinan Al Kuri              | Dr. Kaan Demir                               | 4738–4994                               | 2011–2012                     | Arzt im Jeremias-Krankenhaus Ex-Verlobter von Ayla |
| Kai Holzapfel              | David Carstensen                             | 4930–5001                               | 2012                          | Handlanger von Bajan Linostrami; Ex-Freund von Katrin; schießt auf Gerner und taucht anschließend unter Kai Holzapfel spielte 2008 bereits die Rolle eines Ringrichters |
| Murat Seven                | Hakan Buran                                  | 4390–4399 4641–4659 4808–5027           | 2009–2010 2010–2011 2011–2012 | ehemaliges Gangmitglied von Tayfun; Entführer von Dominik; wird nach seiner Aussage im Entführungsprozess abgeführt Gastauftritt: Folge 4598 (2010) als Tayfun seinen Vater in Kreuzberg besuchen wollte |
| Luisa Gieselmann           | Zoe Latour                                   | 5048–5069                               | 2012                          | Austauschschülerin aus Frankreich |
| Luise von Finckh           | Claire Latour                                | 5048–5069                               | 2012                          | Austauschschülerin aus Frankreich Affäre von Zac Luise von Finckh spielte von 2016–2017 die Hauptrolle Jule Vogt |
| Adriana Möbius             | Julie Moreau                                 | 5075–5102 5166–5168                     | 2012 2013                     | Schauspielstudentin aus Paris Ex-Freundin von Dominik; geht nach Australien |
| N. N.                      | Tom                                          | 4487–5198                               | 2010–2013                     | Journalist bei „Metropolitan Trends“ wurde nach zwei Abmahnungen gekündigt |
| Tim Williams               | Kurt Le Roy                                  | 4822–4956 5001–5037 5069–5085 5138–5424 | 2011–2014                     | Sänger der Band „Dark Circle Knights“ Vater von Tanja; Ex-Mann von Jasmin; Ex-Freund von Maren; Ex-Affäre von Katrin |
| Jana Hora-Goosmann         | Christina Klingenthal                        | 5438–5453                               | 2014                          | Geschäftsfrau aus Dubai Mutter von Zac und Charleen; Ehefrau von Lars |
| Ingo Naujoks               | Edzard Wilhelm Krüger                        | 5265–5279 5446–5476                     | 2013 2014                     | Elvis-Imitator Vater von Tuner; Ex-Mann von Elvira |
| David Owe                  | Bo Larsen                                    | 5547–5590                               | 2014                          | Boss der Mafia, die das Mauerwerk übernehmen will |
| Anna Juliana Jaenner       | Olivia Christen                              | 5654–5816                               | 2015                          | Ex-Freundin von Alexander |
| Achim E. Ruppel            | Rainer Brehme                                | 5xxx–xxxx                               | 2015                          | Vater von Anni und Jule; Ehemann von Christel |
| Suzanne Kockat             | Anna Galuba                                  | 4065–4128 4267–4321 4567–4601 5894–5908 | 2008 2009 2010 2015–2016      | ehemalige Prostituierte; ehemalige Trainee bei „Metropolitan Trends“ Tochter von Irene; Schwester von Katrin; Tante von Jasmin und Johanna; Ex-Freundin von Alexander; Ex-Affäre von Leon; One-Night-Stand von Jo; geht wegen eines Jobangebotes nach München 2. Darstellerin der Rolle, zuvor in Erinnerungen von Katrin bereits durch Laura Gosemann verkörpert (Episoden 4049, 4057). |
| Dieter Bach                | Dr. Frederic „Rico“ Riefflin, geb. Schulze † | 5835–5927                               | 2015–2016                     | Chefarzt der Kardiologie im „Jeremias-Krankenhaus“ Vater und Verlobter von Jasmin; Ex-Affäre von Katrin; wurde im Affekt von Maren erschlagen (Folge 5923) |
| Yvonne Ernicke             | Andrea Heinrichs                             | 5xxx–6209                               | 2015–2017                     | Sekretärin bei „KFI International“ One-Night-Stand von Jo |
| Thando Walbaum             | Amar Akram                                   | 5768–5821 5907–6030                     | 2015 2016                     | Übersetzer bei „Katrin Flemming Immobilien“ Vater von Abinona; Ehemann von Aminata; Ex-Mann von Anni (Scheinehe); Ex-Freund von Lilly; geht zurück zu seiner Familie nach Ghana |
| Sascha Pederiva            | Roberto Falciani                             | 5043 6046–6078                          | 2012 2016                     | nach Emilys Annahme Vater von Kate (jedoch zeugungsunfähig); One-Night-Stand von Emily; verschwindet unter Emilys Druck wieder zurück nach Italien |
| Katja Sieder               | Sarah Wegner                                 | 6088–6104                               | 2016                          | Ex-Freundin von Bommel |
| Armin Benz                 | Armin Kretschmar                             | 1953–xxxx                               | 2000–2016                     | Kellner im „Mauerwerk“, vorher Kellner im „Bluebird“, davor Barkeeper im „Daniels“ One-Night-Stand von Verena |
| Anne-Catrin Märzke         | Dr. Maja Brünning                            | 5865–6xxx                               | 2015–2016                     | Ärztin im „Jeremias-Krankenhaus“ Ex-Freundin von Mesut |
| David Meier                | Luis Kramer                                  | 5963–6xxx                               | 2016                          | Schüler Kumpel von Jonas |
| Susanna Okonowski          | Lea Reibitz                                  | 6xxx–6xxx                               | 2017–2018                     | Krankenschwester-Auszubildende im „Jeremias-Krankenhaus“ Ex-Freundin von Jonas |
| Luisa Wietzorek            | Miriam Althoff                               | 6455–6514 6539–6540                     | 2018                          | Autorin gibt sich als Anneke Wiedmann aus |
| Manuela Wisbeck            | Nicole Müller                                | 6594–6652                               | 2018                          | Vertretende Geschäftsführerin im „Mauerwerk“ Schwester von Axel; Freundin von Nikolaus |
| Kathleen Richter           | Kathleen                                     | 2xxx–6xxx                               | 2001–201x                     | Kellnerin im „Mauerwerk“, davor Kellnerin im „Fasan“ One-Night-Stand von John Kathleen Richter spielte bereits im Jahr 2000 die Rolle eines Gastes auf einer Benefizveranstaltung für die Villa Regenbogen (Episode 2000) |
| Kata Wandro                | Kata                                         | 4528–6xxx 62xx–6xxx                     | 2010–2016 2017–201x           | Mitarbeiterin im „Vereinsheim“ Ex-Affäre von Dominik |
| Janina Kranz               | Karla Borchert                               | 6713–6772                               | 2019                          | Praktikantin bei „Vlederbag“ Stalkerin von Emily; kommt in die Psychiatrie, nachdem sie Emily entführt hat |
| Markus Ertelt              | Jan Schilling †                              | 6753–6826                               | 2019                          | Geschäftsführer bei RPU Halbbruder von Erik; Vater von Ronja und Tim; Ehemann von Milena; wird von Toni angeschossen, stirbt anschließend an zu hohem Blutverlust |
| Frederik Funke             | Aaron Thiel                                  | 6951–7017                               | 2020                          | Versandhaus-und Modeunternehmer möchte in „Vlederbag“ investieren; stellt sich zwischen Emily und Paul; wird wegen einer versuchten Vergewaltigung an Emily festgenommen |
| Livia Gaiser               | Leyla Akıncı                                 | 6995–7075                               | 2020                          | ehem. Mitarbeiterin im „Vereinsheim“ Tochter von Gülay; Schwester von Nazan; Cousine von Shirin; vermeintliche Cousine von Nihat; Nichte von Mustafa und Sibel; One-Night-Stand von John; verlässt Berlin für einen Studienplatz in Hamburg |
| Benjamin Trinks            | Bastian Münzer                               | 7237–7284                               | 2021                          | Polizist Ex-Affäre von Toni; wird von Toni als Serienmörder entlarvt, von Erik überwältigt und daraufhin verhaftet |
| Diana Staehly              | Melanie Evers †                              | 7207–7294                               | 2021                          | Kellnerin im „Vereinsheim“ Ehefrau von Tobias (bis zu ihrem Tod); stirbt auf der Flucht bei einem Autounfall, nachdem sie aus Eifersucht versucht hat, Katrin und Tobias umzubringen |
| Kim Schnitzer              | Dr. Tamara Natascha Thelen                   | 7313–7333                               | 2021                          | Orthopädin im „Jeremias-Krankenhaus“ One-Night-Stand von Philip und Felix |
| Stella Denis-Winkler       | Svenja Steiner                               | 7299–7363                               | 2021                          | TV-Produzentin der Kochshow Kostwerk |
| Lennart König              | Fabio Beck                                   | 7310–7434                               | 2021–2022                     | Ex-Freund von Moritz |
| Matthias Unger             | Bajan Linostrami                             | 4439–5033 7434–7510                     | 2010–2012 2022                | Investor Vater von Miriam; Drahtzieher bei der Entführung von Dominik und Patrick sowie der Anstiftung des Mordes an Murat; wurde wegen der genannten Verbrechen zu 13 Jahren Haft verurteilt und im März 2022 entlassen (mehrere und lange Pausen); Mithäftling von Jo im Jahr 2022; wird im Mai 2022 erneut inhaftiert (Lebenslänglich mit anschließender Sicherungsverwahrung)        |
| Noémi Dabrowski            | Anna Farina                                  | 7484–7556                               | 2022                          | Verwaltungsangestellte in der Personalabteilung des „Jeremias-Krankenhaus“ |
| Zeyin Aly                  | Dr. Noah Sander                              | 7485–7576                               | 2022                          | Stationsarzt im „Jeremias-Krankenhaus“ Ex-Freund von Sunny; geht nach Chicago |
| Isabel Hinz                | Gina Wallenberg                              | 7474–7590                               | 2022                          | arbeitslose Tischlerin, die einen Tischlerei-Podcast betreibt Mutter von Tom; Ex-Freundin von Paul; zieht mit Paul und Tom zu ihren Eltern nach Mecklenburg-Vorpommern |
| Claudia Haupt              | Elvira Krüger                                | 4508–xxxx                               | 2010–201x                     | Mutter von Tuner und Jacky; Ex-Frau von Edzard; besuchte zu Weihnachten 2022 ihren Sohn Tuner |
| Daniela Hoffmann           | Elvira Krüger                                | 5454–xxxx                               | 2014                          | Mutter von Tuner und Jacky; Ex-Frau von Edzard; besuchte zu Weihnachten 2022 ihren Sohn Tuner |
| Judith Steinhäuser         | Elvira Krüger                                | 7669–7670                               | 2022                          | Mutter von Tuner und Jacky; Ex-Frau von Edzard; besuchte zu Weihnachten 2022 ihren Sohn Tuner |
| Oliver Franck              | Dr. Martin Ahrens                            | 6328–6442 6659–6661 7491–7607 7705–7708 | 2017–2018 2018 2022 2023      | Rechtsanwalt (zuletzt ohne Lizenz) Vater von Luis und Antonia; Ex-Mann von Nina; One-Night-Stand von Lilly; ging 2018 nach Stuttgart und kam 2022 zurück auf den Kiez; geriet im September 2022 im Kampf mit Nihat in die Havel und galt bis Februar 2023 als verschollen |
| Rhon Diels                 | Volker Engels                                | 7691–7800                               | 2023                          | Unternehmer Ex-Sugar-Daddy von Moritz |
| Laura Lippmann             | Nicole Bode, geb. Berger                     | 7783–7872                               | 2023                          | Halbschwester von Katrin; Ex-Frau von Michi; Tante von Johanna und Jasmin; zieht nach der Trennung von Michi zurück nach Dortmund |
| Oliver Szerkus             | Lukas Ruess                                  | 7883–7979                               | 2023–2024                     | Schüler Sohn von Eva; ehemaliger Pflegesohn von Yvonne und Jo; zieht mit seiner Mutter in den Schwarzwald Oliver Szerkus spielte bereits im Jahr 2011 mehrfach die Rolle eines Kindes |
| Lukas Sauer                | Adam Leitner                                 | 8092–8110                               | 2024                          | Freund von Luis |
| Hardy Krüger junior        | Dr. Lars Seefeld, geb. Brunner               | 8077–8165                               | 2024                          | Vater von Lilly und Jonas; Ex-Mann von Maren (Scheinehe); One-Night-Stand von Katrin |
| Roberto Thoenelt           | Daniel Radkowski                             | 8108–8165                               | 2024                          | Geldeintreiber von Kubitschek; schießt auf Michi in Barcelona; wird verhaftet |
| Alberto Ruano              | Pedro Navarro †                              | 7711–7712 7759–7760 7817–7825 8175–8195 | 2023–2025                     | Ehemann von Alejandra (bis zu seinem Tod); vermeintlicher Ehemann von Nina (Ehe war nicht rechtsgültig); stirbt an einem Herzinfarkt |
| Christina Arends           | Paulina Wendland †                           | 8258–8308                               | 2025                          | Adoptivmutter von Clara; stirbt bei einem Autounfall, als sie mit Clara das Land verlassen will |

### Episodendarsteller
Die folgende Tabelle führt Darsteller, die keine feste Nebenrolle haben, sondern lediglich sporadisch in vereinzelten Episoden auftreten. Sie ist nach der Reihenfolge des Einstiegs sortiert.
| Schauspieler    | Rolle                                  | Episode                        | Jahre      | Bemerkungen |
| --------------- | -------------------------------------- | ------------------------------ | ---------- | --- |
| Mariella Ahrens | Elinor Kaltenbach, geb. Schwarz        | 793–837 8134–8170 8229–        | 1995 2024– | Mutter von Matilda, Julian und Valentin; Ehefrau von Richard; Ex-Verlobte von Jo |
| Michael Siebert | Norbert Sommer                         | 3599–                          | 2006–      | ehemaliger Familienvater und Solartechniker; nun Obdachloser, der im Kiez haust |
| N. N.           | Danny                                  | 3xxx–                          | 2006–      | 2006–2008 Eigentümer, ab 2008 nur noch Mitarbeiter im „Spätkauf“ |
| Tamer Alagöz    | Tarek                                  | 3xxx–                          | 2006–      | Eigentümer des „Fallafel“ Familienvater türkischer Herkunft |
| Linus Höhne     | Oskar Moreno                           | 4613–4844                      | 2010–2011  | Sohn von Verena und Leon; Stiefsohn von Sophie und Sarah; Halbbruder von Vince und Emma; Enkel von Claus; Neffe von Pia, Vanessa und Fabian; Cousin von Sunny; Freund von Laura (Spin-Off: Leon – Glaub nicht alles, was du siehst) |
| Lenny Ottl      | Oskar Moreno                           | 4845–66xx                      | 2011–2018  | Sohn von Verena und Leon; Stiefsohn von Sophie und Sarah; Halbbruder von Vince und Emma; Enkel von Claus; Neffe von Pia, Vanessa und Fabian; Cousin von Sunny; Freund von Laura (Spin-Off: Leon – Glaub nicht alles, was du siehst) |
| Joey Altmann    | Oskar Moreno                           | 6680–7749                      | 2019–2022  | Sohn von Verena und Leon; Stiefsohn von Sophie und Sarah; Halbbruder von Vince und Emma; Enkel von Claus; Neffe von Pia, Vanessa und Fabian; Cousin von Sunny; Freund von Laura (Spin-Off: Leon – Glaub nicht alles, was du siehst) |
| Emilia Klauk    | Kate Wiedmann, geb. Höfer, ehem. Badak | 5219–6xxx                      | 2013–2017  | Tochter von Emily und Tuner; Adoptivtochter von Paul; Ex-Adoptivtochter von Tayfun; Adoptivschwester von Tom; Enkelin von Hannes und Lydia; Nichte von John, Philipp, Lena und Ben; Cousine von Benjamin und Clara                  |
| Zoé Baillieu    | Kate Wiedmann, geb. Höfer, ehem. Badak | 6389–                          | 2017–      | Tochter von Emily und Tuner; Adoptivtochter von Paul; Ex-Adoptivtochter von Tayfun; Adoptivschwester von Tom; Enkelin von Hannes und Lydia; Nichte von John, Philipp, Lena und Ben; Cousine von Benjamin und Clara                  |
| Joana Schümer   | Rosa Lehmann, geb. Kaufmann            | 6056–6154 6255–6xxx 6706 7878– | 2016–      | stille Teilhaberin der „Gerner Financial Group“ Tochter von Heinrich; Mutter von Chris und Felix; Tante von Nele; Witwe von Konrad; Ex-Affäre von Anni; One-Night-Stand von Zoé                                                     |

### Gastauftritte (Auswahl)
In der Serie haben unregelmäßig Stars aus Musik und Show sowie andere Prominente Gastauftritte. Dies waren in chronologischer Reihenfolge beispielsweise:
Brigitte Mira (1992), Caught in the Act (November bis Dezember 1994), Just Friends (1995 bis 1996, 1997, 1998), Lucilectric (1995), Tic Tac Toe (Dezember 1996), Blümchen (1997), Rosenstolz (1998), Gil Ofarim (1998), Gerhard Schröder (22. Juni 1998), Thomas Gottschalk (2000), O-Town (2002), Klaus Wowereit (Dezember 2002), Gracia Baur (2003), Jenny Elvers-Elbertzhagen (2003), Hape Kerkeling (2005), Martin Semmelrogge (13. Oktober 2005), Rolf Hochhuth (November 2005), US5 (9. Dezember 2005), Caroline Beil als Juliane Welker (24. Juli bis 11. August 2006), Cornelia Schindler (2006), Axel Kruse (2006), Matthias Platzeck (14. November 2006), Lisa Bund (10. Juli 2007), Britt Hagedorn (10. und 11. Januar 2008), LaFee (9. und 10. April 2008), Sabine Bätzing (1. September 2008), Udo Walz (10. und 12. Mai 2010), Motsi Mabuse (12. November 2015), Heinz Horrmann (19. und 20. Januar 2016), Conan O’Brien (11. November 2016), Carolin Niemczyk (4. und 5. Februar 2019), Toni Leistner und Florian Niederlechner (beide 10. März 2025), Stephanie Brungs und Norman Langen (beide 31. Juli und 1. August 2025).
Sowie mit unbekanntem Datum: Frank Zander, Joy Fleming, Barbara Valentin, Ursela Monn, Carlo Thränhardt, Eberhard Diepgen, Herbert Feuerstein, Manfred Stolpe und Atemlos.
Seit 2008 treten einmal im Monat im Club Mauerwerk verschiedenste Bands auf. Diese spielen meist ein bis zwei Lieder, haben jedoch im Gegensatz zu den sonstigen Gaststars keine Sprechrolle (mit Ausnahme von Nena, DJ Antoine und Vanessa Mai). Dies waren in chronologischer Reihenfolge:
Jennifer Rostock (10. Juli 2009), Mando Diao (23. und 24. Juli 2009 / 23. August 2017), Nena (5. Oktober 2009), 2raumwohnung (12. Februar 2010), Luxuslärm (April 2010), Tom Gaebel (11. Mai 2010), Glashaus (22. Juni 2010), Unheilig (19. Juli 2010 / 17. Dezember 2010 / 23. Mai 2012), Amanda Jenssen (17. August 2010), Esmée Denters (15. September 2010), Stanfour (15. September 2010), The Baseballs (16. November 2010), Royal Republic (16. Februar 2011), Bosse (16. März 2011), The Wanted (18. April 2011), In Extremo (10. Mai 2011), Cassandra Steen (8. Juni 2011), Blind (14. Juli 2011), Lovers Electric (28. Juli 2011), Skindred (11. November 2011), Marlon Roudette (26. Januar 2012), The Overtones (6. Juli 2012), Ed Sheeran (30. August 2012), Eagle-Eye Cherry (16. Oktober 2012), Chima (21. November 2012), Die Happy (18. Dezember 2012), Haudegen (21. Januar 2013), Leslie Clio (18. Februar 2013), Mrs. Greenbird (10. April 2013), Saint Lu (17. April 2013), Stereophonics (21. Mai 2013), Frida Gold (19. Juni 2013), Grossstadtgeflüster (9. August 2013), Sunrise Avenue (22. Oktober 2013), Elif (21. November 2013), Birdy (16. Dezember 2013), Family of the Year (24. Februar 2014), Rebecca Ferguson (18. März 2014), Andreas Bourani (25. April 2014), Marla Blumenblatt (19. Mai 2014), Kaiser Chiefs (16. Juni 2014), Schafe & Wölfe (22. August 2014), Staubkind (19. November 2014), Nessi (23. Januar 2015), Tom Beck (24. Juni 2015), Jack Savoretti (19. August 2015), Lena (15. Oktober 2015), DJ Antoine (9. und 10. Dezember 2015), Max Giesinger (22. April 2016 / 30. Oktober 2018 / Herbst 2022), Graham Candy (12. August 2016), Wincent Weiss (7. Dezember 2016), LP (6. Januar 2017), von Welt (als Silent Concert im Vereinsheim) (14. Februar 2017), Tim Bendzko (18. April 2017), Vanessa Mai (15. Juni 2017) und Glasperlenspiel (28. Januar 2019), Charlie Winston (21. Dezember 2022), Wincent Weiss (25. und 26. Mai 2023), Beth Ditto mit ihrer Band Gossip (13. Februar 2024).
2012 gab es das sogenannte Mauer-Flower-Festival Open Air, auf dem verschiedene Bands und Künstler auftraten. Im Jahr 2013 gab es das Mauer-Flower Reloaded 2.0, welches im Mauerwerk stattfand. Im Juni 2018 folgte eine dritte Ausgabe vom Mauer-Flower-Festival. Hier traten auch verschiedene Bands auf. Dies waren in chronologischer Reihenfolge:
Rea Garvey (22. Mai 2012), Silbermond (23. Mai 2012), MIA. (24. Mai 2013), Kraftklub und Aura Dione (beide 25. Mai 2012), Revolverheld (16. September 2013), Backstreet Boys und Gleis 8 (beide 17. September 2013), Gentleman, The Feeling und Christina Stürmer (alle 18. September 2013), Rea Garvey, Namika, The Night Game, Mike Singer, Kim Petras und Welshly Arms (alle 18. und 19. Juni 2018)

### Tiere
Sortiert nach der Reihenfolge des Einstiegs.
| Schauspieler | Rolle      | Einstieg | Ausstieg | Bemerkungen |
| ------------ | ---------- | -------- | -------- | --- |
|              | Murphy     | 1994     | 1994     | Hund von Oliver Engel; wird nach dessen Auswanderung an seinen besten Freund Lars übergeben |
|              | Silvermoon | 1997     | 2001     | Rennpferd von Barbara Graf, welches nach dem Abtauchen seiner Besitzerin von Flo gepflegt wird |
|              | Soapy      | 1999     | 1999     | Pony von Marie und Fabian; wird wieder auf einen Bauernhof gegeben |
|              | Gonzo †    | 2004     | 2005     | erster Hund von Emily und Philip; stürzte bei einer Rangelei zwischen John und Philip von einem Hochhausdach |
| Bolle †      | Bolle †    | 2005     | 2009     | zweiter Hund von Emily und Philip, später auch von John; wurde eingeschläfert 1. Hund in dieser Rolle verstarb im realen Leben am 20. Februar 2009 bei einem Verkehrsunfall (war in der Serie noch bis April 2009 zu sehen) |
| Jolly        | Bolle †    | 2009     | 2012     | zweiter Hund von Emily und Philip, später auch von John; wurde eingeschläfert 1. Hund in dieser Rolle verstarb im realen Leben am 20. Februar 2009 bei einem Verkehrsunfall (war in der Serie noch bis April 2009 zu sehen) |
| Lisa         | Bolle †    | 2012     | 2015     | zweiter Hund von Emily und Philip, später auch von John; wurde eingeschläfert 1. Hund in dieser Rolle verstarb im realen Leben am 20. Februar 2009 bei einem Verkehrsunfall (war in der Serie noch bis April 2009 zu sehen) |
| Sunny        | Chucho     | 2015     | 2017     | Hund von Elena und Philip, später nur von Elena; verlässt mit ihr Berlin |
|              | Klausi     | 2017     |          | Maus von Oskar |

## Zeitleiste der Figuren

### Zeitleiste der aktuellen Hauptfiguren seit 1992
| 1990er | 1990er                                 | 1990er | 1990er | 1990er | 1990er | 1990er | 1990er | 2000er | 2000er        | 2000er          | 2000er | 2000er           | 2000er | 2000er | 2000er | 2000er | 2000er             | 2010er        | 2010er | 2010er | 2010er | 2010er        | 2010er | 2010er        | 2010er        | 2010er      | 2010er        | 2020er       | 2020er      | 2020er           | 2020er         | 2020er              |
| 2      | 3                                      | 4      | 5      | 6      | 7      | 8      | 9      | 0      | 1             | 2               | 3      | 4                | 5      | 6      | 7      | 8      | 9                  | 0             | 1      | 2      | 3      | 4             | 5      | 6             | 7             | 8           | 9             | 0            | 1           | 2                | 3              | 4                   |
|        | Prof. Dr. Dr. Hans-Joachim „Jo“ Gerner |        |        |        |        |        |        |        |               |                 |        |                  |        |        |        |        |                    |               |        |        |        |               |        |               |               |             |               |              |             |                  |                |                     |
|        |                                        |        |        |        |        |        |        |        | John Bachmann |                 |        |                  |        |        |        |        |                    |               |        |        |        |               |        |               |               |             |               |              |             |                  |                |                     |
|        |                                        |        |        |        |        |        |        |        |               | Katrin Flemming |        |                  |        |        |        |        |                    |               |        |        |        |               |        |               |               |             |               |              |             |                  |                |                     |
|        |                                        |        |        |        |        |        |        |        |               |                 |        | Emily Wiedmann   |        |        |        |        |                    |               |        |        |        |               |        |               |               |             |               |              |             |                  |                |                     |
|        |                                        |        |        |        |        |        |        |        |               |                 |        | Dr. Philip Höfer |        |        |        |        |                    |               |        |        |        |               |        |               |               |             |               |              |             |                  |                |                     |
|        |                                        |        |        |        |        |        |        |        |               |                 |        |                  |        |        |        |        | Max „Tuner“ Krüger |               |        |        |        |               |        |               |               |             |               |              |             |                  |                |                     |
|        |                                        |        |        |        |        |        |        |        |               |                 |        |                  |        |        |        |        |                    | Maren Seefeld |        |        |        |               |        |               |               |             |               |              |             |                  |                |                     |
|        |                                        |        |        |        |        |        |        |        |               |                 |        |                  |        |        |        |        |                    | Lilly Seefeld |        |        |        |               |        |               |               |             |               |              |             |                  |                |                     |
|        |                                        |        |        |        |        |        |        |        |               |                 |        |                  |        |        |        |        |                    |               |        |        |        | Jonas Seefeld |        |               |               |             |               |              |             |                  |                |                     |
|        |                                        |        |        |        |        |        |        |        |               |                 |        |                  |        |        |        |        |                    |               |        |        |        |               |        | Paul Wiedmann |               |             |               |              |             |                  |                |                     |
|        |                                        |        |        |        |        |        |        |        |               |                 |        |                  |        |        |        |        |                    |               |        |        |        |               |        |               | Laura Lehmann |             |               |              |             |                  |                |                     |
|        |                                        |        |        |        |        |        |        |        |               |                 |        |                  |        |        |        |        |                    |               |        |        |        |               |        |               | Nina Klee     |             |               |              |             |                  |                |                     |
|        |                                        |        |        |        |        |        |        |        |               |                 |        |                  |        |        |        |        |                    |               |        |        |        |               |        |               | Luis Ahrens   | Luis Ahrens | Luis Ahrens   |              | Luis Ahrens | Luis Ahrens      | Luis Ahrens    | Luis Ahrens         |
|        |                                        |        |        |        |        |        |        |        |               |                 |        |                  |        |        |        |        |                    |               |        |        |        |               |        |               |               | Toni Ahrens |               |              |             |                  |                |                     |
|        |                                        |        |        |        |        |        |        |        |               |                 |        |                  |        |        |        |        |                    |               |        |        |        |               |        |               |               | Nihat Güney |               |              |             |                  |                |                     |
|        |                                        |        |        |        |        |        |        |        |               |                 |        |                  |        |        |        |        |                    |               |        |        |        |               |        |               |               |             | Yvonne Bode   |              |             |                  |                |                     |
|        |                                        |        |        |        |        |        |        |        |               |                 |        |                  |        |        |        |        |                    |               |        |        |        |               |        |               |               |             | Erik Fritsche |              |             |                  |                |                     |
|        |                                        |        |        |        |        |        |        |        |               |                 |        |                  |        |        |        |        |                    |               |        |        |        |               |        |               |               |             |               | Moritz Bode  |             |                  |                |                     |
|        |                                        |        |        |        |        |        |        |        |               |                 |        |                  |        |        |        |        |                    |               |        |        |        |               |        |               |               |             |               | Tobias Evers |             |                  |                |                     |
|        |                                        |        |        |        |        |        |        |        |               |                 |        |                  |        |        |        |        |                    |               |        |        |        |               |        |               |               |             |               | Michi Bode   |             |                  |                |                     |
|        |                                        |        |        |        |        |        |        |        |               |                 |        |                  |        |        |        |        |                    |               |        |        |        |               |        |               |               |             |               |              |             | Jessica Reichelt |                |                     |
|        |                                        |        |        |        |        |        |        |        |               |                 |        |                  |        |        |        |        |                    |               |        |        |        |               |        |               |               |             |               |              |             | Carlos Lopez     |                |                     |
|        |                                        |        |        |        |        |        |        |        |               |                 |        |                  |        |        |        |        |                    |               |        |        |        |               |        |               |               |             |               |              |             |                  | Zoe Vogt       |                     |
|        |                                        |        |        |        |        |        |        |        |               |                 |        |                  |        |        |        |        |                    |               |        |        |        |               |        |               |               |             |               |              |             |                  | Alicia Bäumler |                     |
|        |                                        |        |        |        |        |        |        |        |               |                 |        |                  |        |        |        |        |                    |               |        |        |        |               |        |               |               |             |               |              |             |                  | Flo Kästner    |                     |
|        |                                        |        |        |        |        |        |        |        |               |                 |        |                  |        |        |        |        |                    |               |        |        |        |               |        |               |               |             |               |              |             |                  |                | Mathilda Kaltenbach |
| 2      | 3                                      | 4      | 5      | 6      | 7      | 8      | 9      | 0      | 1             | 2               | 3      | 4                | 5      | 6      | 7      | 8      | 9                  | 0             | 1      | 2      | 3      | 4             | 5      | 6             | 7             | 8           | 9             | 0            | 1           | 2                | 3              | 4                   |
| 1990er | 1990er                                 | 1990er | 1990er | 1990er | 1990er | 1990er | 1990er | 2000er | 2000er        | 2000er          | 2000er | 2000er           | 2000er | 2000er | 2000er | 2000er | 2000er             | 2010er        | 2010er | 2010er | 2010er | 2010er        | 2010er | 2010er        | 2010er        | 2010er      | 2010er        | 2020er       | 2020er      | 2020er           | 2020er         | 2020er              |

### Zeitleiste der ehemaligen Hauptfiguren seit 1992
| 1990er                                  | 1990er                | 1990er              | 1990er       | 1990er               | 1990er         | 1990er             | 1990er              | 2000er             | 2000er            | 2000er            | 2000er            | 2000er        | 2000er           | 2000er              | 2000er           | 2000er          | 2000er         | 2010er        | 2010er          | 2010er       | 2010er         | 2010er        | 2010er        | 2010er        | 2010er        | 2010er      | 2010er          | 2020er         | 2020er         | 2020er | 2020er | 2020er |
| 2                                       | 3                     | 4                   | 5            | 6                    | 7              | 8                  | 9                   | 0                  | 1                 | 2                 | 3                 | 4             | 5                | 6                   | 7                | 8               | 9              | 0             | 1               | 2            | 3              | 4             | 5             | 6             | 7             | 8           | 9               | 0              | 1              | 2      | 3      | 4      |
| Oswald Löpelmann                        |                       |                     |              |                      |                |                    |                     |                    |                   |                   |                   |               |                  |                     |                  |                 |                |               |                 |              |                |               |               |               |               |             |                 |                |                |        |        |        |
| Bertram Köhler                          |                       |                     |              |                      |                |                    |                     |                    |                   |                   |                   |               |                  |                     |                  |                 |                |               |                 |              |                |               |               |               |               |             |                 |                |                |        |        |        |
| Denise Köhler                           |                       |                     |              |                      |                |                    |                     |                    |                   |                   |                   |               |                  |                     |                  |                 |                |               |                 |              |                |               |               |               |               |             |                 |                |                |        |        |        |
| Lilo Gottschick                         |                       |                     |              |                      |                |                    |                     |                    |                   |                   |                   |               |                  |                     |                  |                 |                |               |                 |              |                |               |               |               |               |             |                 |                |                |        |        |        |
| Marina Geppert-Richter                  |                       |                     |              |                      |                |                    |                     |                    |                   |                   |                   |               |                  |                     |                  |                 |                |               |                 |              |                |               |               |               |               |             |                 |                |                |        |        |        |
| Karsten Richter                         |                       |                     |              |                      |                |                    |                     |                    |                   |                   |                   |               |                  |                     |                  |                 |                |               |                 |              |                |               |               |               |               |             |                 |                |                |        |        |        |
| Julia Backhoff                          |                       |                     |              |                      |                |                    |                     |                    |                   |                   |                   |               |                  |                     |                  |                 |                |               |                 |              |                |               |               |               |               |             |                 |                |                |        |        |        |
| Dr. Frank Ulrich                        |                       |                     |              |                      |                |                    |                     |                    |                   |                   |                   |               |                  |                     |                  |                 |                |               |                 |              |                |               |               |               |               |             |                 |                |                |        |        |        |
|                                         | Florian May           |                     |              |                      |                |                    |                     |                    |                   |                   |                   |               |                  |                     |                  |                 |                |               |                 |              |                |               |               |               |               |             |                 |                |                |        |        |        |
|                                         | Yasemin Mutlu         |                     |              |                      |                |                    |                     |                    |                   |                   |                   |               |                  |                     |                  |                 |                |               |                 |              |                |               |               |               |               |             |                 |                |                |        |        |        |
|                                         | Diana Richter         |                     |              |                      |                |                    |                     |                    |                   |                   |                   |               |                  |                     |                  |                 |                |               |                 |              |                |               |               |               |               |             |                 |                |                |        |        |        |
|                                         | Tommy Walter          |                     |              |                      |                |                    |                     |                    |                   |                   |                   |               |                  |                     |                  |                 |                |               |                 |              |                |               |               |               |               |             |                 |                |                |        |        |        |
|                                         | Iris Gebauer-Gundlach |                     |              |                      |                |                    |                     |                    |                   |                   |                   |               |                  |                     |                  |                 |                |               |                 |              |                |               |               |               |               |             |                 |                |                |        |        |        |
|                                         | Jürgen Borchert       |                     |              |                      |                |                    |                     |                    |                   |                   |                   |               |                  |                     |                  |                 |                |               |                 |              |                |               |               |               |               |             |                 |                |                |        |        |        |
|                                         | Manjou Neria          |                     |              |                      |                |                    |                     |                    |                   |                   |                   |               |                  |                     |                  |                 |                |               |                 |              |                |               |               |               |               |             |                 |                |                |        |        |        |
|                                         | Oliver Engel          |                     |              |                      |                |                    |                     |                    |                   |                   |                   |               |                  |                     |                  |                 |                |               |                 |              |                |               |               |               |               |             |                 |                |                |        |        |        |
|                                         | Dr. Michael Gundlach  |                     |              |                      |                |                    |                     |                    |                   |                   |                   |               |                  |                     |                  |                 |                |               |                 |              |                |               |               |               |               |             |                 |                |                |        |        |        |
|                                         |                       | Lukas Heitz         |              |                      |                |                    |                     |                    |                   |                   |                   |               |                  |                     |                  |                 |                |               |                 |              |                |               |               |               |               |             |                 |                |                |        |        |        |
| Claudia Löpelmann                       |                       |                     |              |                      |                |                    |                     |                    |                   |                   |                   |               |                  |                     |                  |                 |                |               |                 |              |                |               |               |               |               |             |                 |                |                |        |        |        |
| André Holm                              |                       |                     |              |                      |                |                    |                     |                    |                   |                   |                   |               |                  |                     |                  |                 |                |               |                 |              |                |               |               |               |               |             |                 |                |                |        |        |        |
|                                         | Matthias Zimmermann   |                     |              |                      |                |                    |                     |                    |                   |                   |                   |               |                  |                     |                  |                 |                |               |                 |              |                |               |               |               |               |             |                 |                |                |        |        |        |
|                                         | Beatrice Zimmermann   |                     |              |                      |                |                    |                     |                    |                   |                   |                   |               |                  |                     |                  |                 |                |               |                 |              |                |               |               |               |               |             |                 |                |                |        |        |        |
| Patrick Graf                            |                       |                     |              |                      |                |                    |                     |                    |                   |                   |                   |               |                  |                     |                  |                 |                |               |                 |              |                |               |               |               |               |             |                 |                |                |        |        |        |
| Heiko Richter                           |                       |                     |              |                      |                |                    |                     |                    |                   |                   |                   |               |                  |                     |                  |                 |                |               |                 |              |                |               |               |               |               |             |                 |                |                |        |        |        |
| Tina Zimmermann                         |                       |                     |              |                      |                |                    |                     |                    |                   |                   |                   |               |                  |                     |                  |                 |                |               |                 |              |                |               |               |               |               |             |                 |                |                |        |        |        |
|                                         | Milla Engel           |                     |              |                      |                |                    |                     |                    |                   |                   |                   |               |                  |                     |                  |                 |                |               |                 |              |                |               |               |               |               |             |                 |                |                |        |        |        |
|                                         | Saskia Rother         |                     |              |                      |                |                    |                     |                    |                   |                   |                   |               |                  |                     |                  |                 |                |               |                 |              |                |               |               |               |               |             |                 |                |                |        |        |        |
|                                         |                       | Jennifer Gruber     |              |                      |                |                    |                     |                    |                   |                   |                   |               |                  |                     |                  |                 |                |               |                 |              |                |               |               |               |               |             |                 |                |                |        |        |        |
|                                         |                       | Jessica Gruber      |              |                      |                |                    |                     |                    |                   |                   |                   |               |                  |                     |                  |                 |                |               |                 |              |                |               |               |               |               |             |                 |                |                |        |        |        |
|                                         |                       | Dr. Rebecca Scheele |              |                      |                |                    |                     |                    |                   |                   |                   |               |                  |                     |                  |                 |                |               |                 |              |                |               |               |               |               |             |                 |                |                |        |        |        |
|                                         |                       | Tom Lehmann         |              |                      |                |                    |                     |                    |                   |                   |                   |               |                  |                     |                  |                 |                |               |                 |              |                |               |               |               |               |             |                 |                |                |        |        |        |
|                                         |                       |                     | Kim Scheele  |                      |                |                    |                     |                    |                   |                   |                   |               |                  |                     |                  |                 |                |               |                 |              |                |               |               |               |               |             |                 |                |                |        |        |        |
| Elke Opitz                              |                       |                     |              |                      |                |                    |                     |                    |                   |                   |                   |               |                  |                     |                  |                 |                |               |                 |              |                |               |               |               |               |             |                 |                |                |        |        |        |
| Vera Richter                            |                       |                     |              |                      |                |                    |                     |                    |                   |                   |                   |               |                  |                     |                  |                 |                |               |                 |              |                |               |               |               |               |             |                 |                |                |        |        |        |
|                                         |                       |                     | Robert König |                      |                |                    |                     |                    |                   |                   |                   |               |                  |                     |                  |                 |                |               |                 |              |                |               |               |               |               |             |                 |                |                |        |        |        |
|                                         |                       |                     |              | Chrissie Lehmann     |                |                    |                     |                    |                   |                   |                   |               |                  |                     |                  |                 |                |               |                 |              |                |               |               |               |               |             |                 |                |                |        |        |        |
|                                         | Charlie Fiereck       |                     |              |                      |                |                    |                     |                    |                   |                   |                   |               |                  |                     |                  |                 |                |               |                 |              |                |               |               |               |               |             |                 |                |                |        |        |        |
|                                         |                       |                     |              | Jörg Reuter          |                |                    |                     |                    |                   |                   |                   |               |                  |                     |                  |                 |                |               |                 |              |                |               |               |               |               |             |                 |                |                |        |        |        |
|                                         |                       |                     |              | Vanessa Moreno       |                |                    |                     |                    |                   |                   |                   |               |                  |                     |                  |                 |                |               |                 |              |                |               |               |               |               |             |                 |                |                |        |        |        |
|                                         |                       |                     |              | Katja Wettstein      |                |                    |                     |                    |                   |                   |                   |               |                  |                     |                  |                 |                |               |                 |              |                |               |               |               |               |             |                 |                |                |        |        |        |
|                                         |                       |                     |              |                      | Frank Richter  |                    |                     |                    |                   |                   |                   |               |                  |                     |                  |                 |                |               |                 |              |                |               |               |               |               |             |                 |                |                |        |        |        |
|                                         |                       |                     |              |                      | Astrid Seiter  |                    |                     |                    |                   |                   |                   |               |                  |                     |                  |                 |                |               |                 |              |                |               |               |               |               |             |                 |                |                |        |        |        |
|                                         |                       |                     |              |                      | Alex Hinze     |                    |                     |                    |                   |                   |                   |               |                  |                     |                  |                 |                |               |                 |              |                |               |               |               |               |             |                 |                |                |        |        |        |
|                                         |                       |                     |              |                      |                | Anna Meisner       |                     |                    |                   |                   |                   |               |                  |                     |                  |                 |                |               |                 |              |                |               |               |               |               |             |                 |                |                |        |        |        |
|                                         |                       |                     |              |                      |                | Ricky Marquardt    |                     |                    |                   |                   |                   |               |                  |                     |                  |                 |                |               |                 |              |                |               |               |               |               |             |                 |                |                |        |        |        |
|                                         | Barbara               |                     |              | Barbara Graf         | Barbara Graf   | Barbara Graf       | Barbara Graf        | Barbara Graf       |                   |                   |                   |               |                  |                     |                  |                 |                |               |                 |              |                |               |               |               |               |             |                 |                |                |        |        |        |
|                                         |                       |                     | Andy Lehmann |                      |                |                    |                     |                    |                   |                   |                   |               |                  |                     |                  |                 |                |               |                 |              |                |               |               |               |               |             |                 |                |                |        |        |        |
|                                         |                       |                     |              | Nataly Jäger         |                |                    |                     |                    |                   |                   |                   |               |                  |                     |                  |                 |                |               |                 |              |                |               |               |               |               |             |                 |                |                |        |        |        |
|                                         |                       |                     |              |                      | Phillip Krüger |                    |                     |                    |                   |                   |                   |               |                  |                     |                  |                 |                |               |                 |              |                |               |               |               |               |             |                 |                |                |        |        |        |
|                                         |                       |                     |              |                      |                | Dr. Jan Wittenberg |                     |                    |                   |                   |                   |               |                  |                     |                  |                 |                |               |                 |              |                |               |               |               |               |             |                 |                |                |        |        |        |
|                                         |                       |                     |              |                      |                |                    | Franziska Bohlstädt |                    |                   |                   |                   |               |                  |                     |                  |                 |                |               |                 |              |                |               |               |               |               |             |                 |                |                |        |        |        |
|                                         |                       |                     |              |                      |                |                    | Inka Berent         |                    |                   |                   |                   |               |                  |                     |                  |                 |                |               |                 |              |                |               |               |               |               |             |                 |                |                |        |        |        |
|                                         |                       |                     |              |                      |                |                    | Chris Bohlstädt     |                    |                   |                   |                   |               |                  |                     |                  |                 |                |               |                 |              |                |               |               |               |               |             |                 |                |                |        |        |        |
|                                         |                       |                     |              |                      |                |                    | Charlotte Bohlstädt |                    |                   |                   |                   |               |                  |                     |                  |                 |                |               |                 |              |                |               |               |               |               |             |                 |                |                |        |        |        |
| Peter Becker                            | Peter Becker          | Peter Becker        | Peter Becker | Peter Becker         |                |                    | Peter Becker        | Peter Becker       | Peter Becker      | Peter Becker      |                   |               |                  |                     |                  |                 |                |               |                 |              |                |               |               |               |               |             |                 |                |                |        |        |        |
|                                         | Martin                |                     |              |                      |                |                    |                     | Martin Wiebe       | Martin Wiebe      | Martin Wiebe      |                   |               |                  |                     |                  |                 |                |               |                 |              |                |               |               |               |               |             |                 |                |                |        |        |        |
|                                         |                       |                     |              | Flo Spira            |                |                    |                     |                    |                   |                   |                   |               |                  |                     |                  |                 |                |               |                 |              |                |               |               |               |               |             |                 |                |                |        |        |        |
|                                         |                       |                     |              |                      | Sonja Wiebe    |                    |                     |                    |                   |                   |                   |               |                  |                     |                  |                 |                |               |                 |              |                |               |               |               |               |             |                 |                |                |        |        |        |
|                                         |                       |                     |              |                      |                |                    | Kai Scholl          |                    |                   |                   |                   |               |                  |                     |                  |                 |                |               |                 |              |                |               |               |               |               |             |                 |                |                |        |        |        |
|                                         |                       |                     |              |                      |                |                    |                     | Moritz Demand      |                   |                   |                   |               |                  |                     |                  |                 |                |               |                 |              |                |               |               |               |               |             |                 |                |                |        |        |        |
|                                         |                       |                     |              |                      |                |                    |                     | Xenia di Montalban |                   |                   |                   |               |                  |                     |                  |                 |                |               |                 |              |                |               |               |               |               |             |                 |                |                |        |        |        |
|                                         |                       |                     |              |                      |                |                    |                     |                    |                   | Ben Bachmann      |                   |               |                  |                     |                  |                 |                |               |                 |              |                |               |               |               |               |             |                 |                |                |        |        |        |
|                                         |                       |                     |              | Fabian Moreno        | Fabian Moreno  | Fabian Moreno      | Fabian Moreno       | Fabian Moreno      |                   |                   | Fabian Moreno     | Fabian Moreno |                  |                     |                  |                 |                |               |                 |              |                |               |               |               |               |             |                 |                |                |        |        |        |
|                                         |                       |                     |              |                      |                |                    | Marie Balzer        |                    |                   |                   |                   |               |                  |                     |                  |                 |                |               |                 |              |                |               |               |               |               |             |                 |                |                |        |        |        |
|                                         |                       |                     |              | Dr. Nico Weimershaus |                |                    |                     |                    |                   |                   |                   |               |                  |                     |                  |                 |                |               |                 |              |                |               |               |               |               |             |                 |                |                |        |        |        |
|                                         |                       |                     |              |                      | Cora Hinze     |                    |                     |                    |                   |                   |                   |               |                  |                     |                  |                 |                |               |                 |              |                |               |               |               |               |             |                 |                |                |        |        |        |
|                                         |                       |                     |              |                      |                |                    |                     |                    | Julia Blum        |                   |                   |               |                  |                     |                  |                 |                |               |                 |              |                |               |               |               |               |             |                 |                |                |        |        |        |
|                                         |                       |                     |              |                      |                |                    |                     |                    |                   | Deniz Ergün       |                   |               |                  |                     |                  |                 |                |               |                 |              |                |               |               |               |               |             |                 |                |                |        |        |        |
|                                         |                       |                     |              |                      |                |                    |                     |                    |                   |                   | Jonas Vossberg    |               |                  |                     |                  |                 |                |               |                 |              |                |               |               |               |               |             |                 |                |                |        |        |        |
|                                         |                       |                     |              |                      |                |                    |                     |                    |                   |                   | Isabel Eggert     |               |                  |                     |                  |                 |                |               |                 |              |                |               |               |               |               |             |                 |                |                |        |        |        |
|                                         |                       |                     |              |                      |                |                    |                     |                    |                   |                   |                   | Lena Bachmann |                  |                     |                  |                 |                |               |                 |              |                |               |               |               |               |             |                 |                |                |        |        |        |
|                                         |                       |                     |              |                      |                |                    |                     |                    |                   |                   |                   |               | Nele Wenzel      |                     |                  |                 |                |               |                 |              |                |               |               |               |               |             |                 |                |                |        |        |        |
|                                         |                       |                     |              |                      |                |                    |                     | Senta Lemke        |                   |                   |                   |               |                  |                     |                  |                 |                |               |                 |              |                |               |               |               |               |             |                 |                |                |        |        |        |
|                                         |                       |                     |              |                      |                |                    |                     |                    |                   | Hannes Bachmann   |                   |               |                  |                     |                  |                 |                |               |                 |              |                |               |               |               |               |             |                 |                |                |        |        |        |
|                                         |                       |                     |              |                      |                |                    |                     |                    |                   |                   |                   | Vincent Buhr  |                  |                     |                  |                 |                |               |                 |              |                |               |               |               |               |             |                 |                |                |        |        |        |
|                                         |                       |                     |              |                      |                |                    |                     |                    |                   |                   |                   |               | Sebastian Winter |                     |                  |                 |                |               |                 |              |                |               |               |               |               |             |                 |                |                |        |        |        |
|                                         |                       |                     |              |                      |                |                    |                     | Sandra Ergün       |                   |                   |                   |               |                  |                     |                  |                 |                |               |                 |              |                |               |               |               |               |             |                 |                |                |        |        |        |
|                                         |                       |                     |              |                      |                |                    |                     |                    |                   |                   |                   |               | Franziska Reuter |                     |                  |                 |                |               |                 |              |                |               |               |               |               |             |                 |                |                |        |        |        |
|                                         |                       |                     |              |                      |                |                    |                     |                    |                   |                   |                   |               |                  | Marc Hansen         |                  |                 |                |               |                 |              |                |               |               |               |               |             |                 |                |                |        |        |        |
| Agamemnon Rufus (A. R.) „Daniel“ Daniel |                       |                     |              |                      |                |                    |                     |                    |                   |                   |                   |               |                  |                     |                  |                 |                |               |                 |              |                |               |               |               |               |             |                 |                |                |        |        |        |
|                                         |                       |                     |              |                      |                |                    |                     |                    |                   | Paula Rapf        |                   |               |                  |                     |                  |                 |                |               |                 |              |                |               |               |               |               |             |                 |                |                |        |        |        |
|                                         |                       |                     |              |                      |                |                    |                     |                    |                   | Tim Böcking       |                   |               |                  |                     |                  |                 |                |               |                 |              |                |               |               |               |               |             |                 |                |                |        |        |        |
|                                         |                       |                     |              |                      |                |                    |                     |                    |                   |                   |                   |               | Henrik Beck      |                     |                  |                 |                |               |                 |              |                |               |               |               |               |             |                 |                |                |        |        |        |
|                                         |                       |                     |              |                      |                |                    |                     |                    |                   |                   |                   |               |                  | Caroline Neustädter |                  |                 |                |               |                 |              |                |               |               |               |               |             |                 |                |                |        |        |        |
| Clemens Richter                         |                       |                     |              |                      |                |                    |                     |                    |                   |                   |                   |               |                  |                     |                  |                 |                |               |                 |              |                |               |               |               |               |             |                 |                |                |        |        |        |
| Elisabeth Meinhart-Richter              |                       |                     |              |                      |                |                    |                     |                    |                   |                   |                   |               |                  |                     |                  |                 |                |               |                 |              |                |               |               |               |               |             |                 |                |                |        |        |        |
|                                         |                       |                     |              |                      |                |                    |                     |                    |                   |                   |                   |               |                  |                     | Lenny Cöster     |                 |                |               |                 |              |                |               |               |               |               |             |                 |                |                |        |        |        |
|                                         |                       |                     |              |                      |                |                    |                     |                    |                   |                   |                   |               |                  |                     | Lucy Cöster      |                 |                |               |                 |              |                |               |               |               |               |             |                 |                |                |        |        |        |
|                                         |                       |                     |              |                      |                |                    |                     |                    |                   |                   |                   |               |                  |                     | Iris Cöster      |                 |                |               |                 |              |                |               |               |               |               |             |                 |                |                |        |        |        |
|                                         |                       |                     |              |                      |                |                    |                     |                    |                   |                   |                   |               |                  |                     |                  | Carsten Reimann |                |               |                 |              |                |               |               |               |               |             |                 |                |                |        |        |        |
|                                         |                       |                     |              |                      |                |                    |                     |                    | Verena Koch       |                   |                   |               |                  |                     |                  |                 |                |               |                 |              |                |               |               |               |               |             |                 |                |                |        |        |        |
|                                         |                       |                     |              |                      |                |                    |                     |                    |                   |                   |                   |               |                  |                     |                  |                 | Patrick Gerner |               |                 |              |                |               |               |               |               |             |                 |                |                |        |        |        |
|                                         |                       |                     |              |                      |                |                    |                     |                    |                   |                   |                   |               |                  |                     |                  |                 |                | Dascha Badak  |                 |              |                |               |               |               |               |             |                 |                |                |        |        |        |
|                                         |                       |                     |              |                      |                |                    |                     |                    |                   |                   |                   |               |                  |                     |                  |                 |                |               |                 | Jacky Krüger |                |               |               |               |               |             |                 |                |                |        |        |        |
|                                         |                       |                     |              |                      |                |                    |                     |                    |                   |                   |                   |               |                  |                     |                  |                 |                | Tanja Seefeld |                 |              |                |               |               |               |               |             |                 |                |                |        |        |        |
|                                         |                       |                     |              |                      |                |                    |                     |                    |                   |                   |                   |               |                  |                     | Dominik Gundlach |                 |                |               |                 |              |                |               |               |               |               |             |                 |                |                |        |        |        |
|                                         |                       |                     |              |                      |                |                    |                     |                    |                   |                   |                   |               |                  |                     |                  |                 |                |               | Zac Klingenthal |              |                |               |               |               |               |             |                 |                |                |        |        |        |
|                                         |                       |                     |              |                      |                |                    |                     |                    |                   |                   |                   |               |                  |                     |                  |                 | Pia Koch       |               |                 |              |                |               |               |               |               |             |                 |                |                |        |        |        |
|                                         |                       |                     |              |                      |                |                    |                     |                    |                   |                   |                   |               |                  |                     |                  |                 |                |               |                 |              | Mieze Lutze    |               |               |               |               |             |                 |                |                |        |        |        |
|                                         |                       |                     |              |                      |                |                    |                     |                    |                   |                   |                   |               |                  |                     |                  |                 |                |               |                 |              | Nele Lehmann   |               |               |               |               |             |                 |                |                |        |        |        |
|                                         |                       |                     |              |                      |                |                    |                     |                    |                   |                   |                   |               |                  |                     |                  | Tayfun Badak    |                |               |                 |              |                |               |               |               |               |             |                 |                |                |        |        |        |
|                                         |                       |                     |              |                      |                |                    |                     |                    |                   |                   |                   |               |                  |                     |                  |                 | Ayla Höfer     |               |                 |              |                |               |               |               |               |             |                 |                |                |        |        |        |
|                                         |                       |                     |              |                      |                |                    |                     |                    |                   |                   |                   |               |                  |                     |                  |                 |                |               | Vince Köpke     |              |                |               |               |               |               |             |                 |                |                |        |        |        |
|                                         |                       |                     |              |                      |                |                    |                     |                    |                   |                   |                   |               |                  |                     |                  |                 |                |               |                 |              |                | David Brenner |               |               |               |             |                 |                |                |        |        |        |
|                                         |                       |                     |              |                      |                |                    |                     |                    |                   |                   |                   |               |                  |                     |                  |                 |                |               |                 |              |                |               | Selma Özgül   |               |               |             |                 |                |                |        |        |        |
|                                         |                       |                     |              |                      |                |                    |                     |                    |                   |                   |                   |               |                  |                     |                  | Jasmin Flemming |                |               |                 |              |                |               |               |               |               |             |                 |                |                |        |        |        |
|                                         |                       |                     |              |                      |                |                    |                     |                    |                   |                   |                   |               |                  |                     |                  |                 |                |               | Mesut Yildiz    |              |                |               |               |               |               |             |                 |                |                |        |        |        |
|                                         |                       |                     |              |                      |                |                    |                     |                    |                   |                   |                   |               |                  |                     |                  |                 |                |               |                 | Bommel Kuhn  | Bommel Kuhn    | Bommel Kuhn   |               | Bommel        | Bommel        |             |                 |                |                |        |        |        |
|                                         |                       |                     |              |                      |                |                    |                     |                    |                   |                   |                   |               |                  |                     |                  |                 |                |               |                 |              | Elena Gundlach |               |               |               |               |             |                 |                |                |        |        |        |
|                                         |                       |                     |              |                      |                |                    |                     |                    |                   |                   |                   |               |                  |                     |                  |                 |                |               |                 |              |                |               |               | Jule Vogt     |               |             |                 |                |                |        |        |        |
|                                         |                       |                     |              |                      |                |                    |                     |                    |                   |                   |                   |               |                  |                     |                  |                 |                |               |                 |              | Anni Brehme    |               |               |               |               |             |                 |                |                |        |        |        |
|                                         |                       |                     |              |                      |                |                    |                     |                    |                   |                   |                   |               |                  |                     |                  |                 |                |               |                 |              |                | Sophie Lindh  |               |               |               |             |                 |                |                |        |        |        |
|                                         |                       |                     |              |                      |                |                    |                     |                    |                   |                   |                   |               |                  |                     |                  |                 |                |               |                 |              |                | Chris Lehmann |               |               |               |             |                 |                |                |        |        |        |
|                                         |                       |                     |              |                      |                |                    |                     |                    |                   |                   |                   |               |                  |                     | Alexander Cöster |                 |                |               |                 |              |                |               |               |               |               |             |                 |                |                |        |        |        |
|                                         |                       |                     |              |                      |                |                    |                     |                    |                   |                   |                   |               |                  |                     |                  |                 |                |               |                 |              |                |               |               |               | Shirin Akinci |             |                 |                |                |        |        |        |
|                                         |                       |                     |              |                      |                |                    |                     |                    |                   |                   |                   |               |                  |                     |                  |                 |                |               |                 |              |                |               |               |               |               |             | Brenda Schubert |                |                |        |        |        |
|                                         |                       |                     |              |                      |                |                    |                     |                    |                   |                   |                   |               |                  |                     |                  |                 |                |               |                 |              |                |               |               |               |               |             | Robert Klee     |                |                |        |        |        |
|                                         |                       |                     |              |                      |                |                    |                     |                    | Patrizia Bachmann | Patrizia Bachmann | Patrizia Bachmann |               |                  |                     |                  |                 |                |               |                 |              |                |               |               |               |               |             |                 | Patrizia Araya | Patrizia Araya |        |        |        |
|                                         |                       |                     |              |                      |                |                    |                     |                    |                   |                   |                   |               |                  |                     |                  |                 |                |               |                 |              |                |               |               | Felix Lehmann |               |             |                 |                |                |        |        |        |
|                                         |                       |                     |              |                      |                |                    |                     |                    |                   |                   |                   |               |                  |                     |                  |                 |                |               |                 |              |                |               |               |               |               |             |                 | Merle Kramer   |                |        |        |        |
|                                         |                       |                     |              |                      |                |                    |                     |                    |                   |                   |                   |               |                  |                     |                  |                 |                |               |                 |              |                |               |               |               |               |             |                 | Nazan Akinci   |                |        |        |        |
|                                         |                       |                     |              |                      |                |                    |                     |                    |                   |                   |                   |               |                  |                     |                  |                 |                |               |                 |              |                |               |               |               |               |             |                 |                | Miriam Behnke  |        |        |        |
|                                         |                       |                     |              |                      |                |                    |                     |                    |                   |                   |                   |               |                  |                     |                  |                 |                |               |                 |              |                |               |               |               |               |             |                 |                | Kian Dawalu    |        |        |        |
|                                         |                       |                     |              | Leon Moreno          | Leon Moreno    | Leon Moreno        | Leon Moreno         |                    | Leon Moreno       | Leon Moreno       | Leon Moreno       | Leon Moreno   | Leon Moreno      | Leon Moreno         | Leon Moreno      | Leon Moreno     | Leon Moreno    | Leon Moreno   | Leon Moreno     | Leon Moreno  | Leon Moreno    | Leon Moreno   | Leon Moreno   | Leon Moreno   | Leon Moreno   | Leon Moreno | Leon Moreno     | Leon Moreno    | Leon Moreno    |        | L.M.   |        |
|                                         |                       |                     |              |                      |                |                    |                     |                    |                   |                   |                   |               |                  |                     |                  |                 |                |               |                 |              |                |               | Sunny Richter |               |               |             |                 |                |                |        |        |        |
| 2                                       | 3                     | 4                   | 5            | 6                    | 7              | 8                  | 9                   | 0                  | 1                 | 2                 | 3                 | 4             | 5                | 6                   | 7                | 8               | 9              | 0             | 1               | 2            | 3              | 4             | 5             | 6             | 7             | 8           | 9               | 0              | 1              | 2      | 3      | 4      |
| 1990er                                  | 1990er                | 1990er              | 1990er       | 1990er               | 1990er         | 1990er             | 1990er              | 2000er             | 2000er            | 2000er            | 2000er            | 2000er        | 2000er           | 2000er              | 2000er           | 2000er          | 2000er         | 2010er        | 2010er          | 2010er       | 2010er         | 2010er        | 2010er        | 2010er        | 2010er        | 2010er      | 2010er          | 2020er         | 2020er         | 2020er | 2020er | 2020er |

## Wirtschaftliche Bedeutung
Die Soap gilt als deutsches Musterbeispiel für industrielle Fließbandproduktion von Fernsehunterhaltung. Der Marktanteil bei den 14- bis 49-Jährigen lag 2014 bei rund 18 Prozent und somit deutlich oberhalb des Senderschnitts. Das bewirkt hohe Werbeeinnahmen, im Jahr 2007 lagen sie bei 218 Millionen Euro, denen nur mäßige Produktionskosten von 70.000 bis 80.000 Euro pro Episode gegenüberstehen. Ein Werbespot kostet je nach Saison 30.000 bis 60.000 Euro, bis zu 24 können pro Episode geschaltet werden. Die wichtigsten Abnehmer sind die Firmen Ferrero, Procter & Gamble, L’Oréal, Danone und McDonald’s. Die Serie gilt als Cashcow von RTL.

### Einschaltquoten

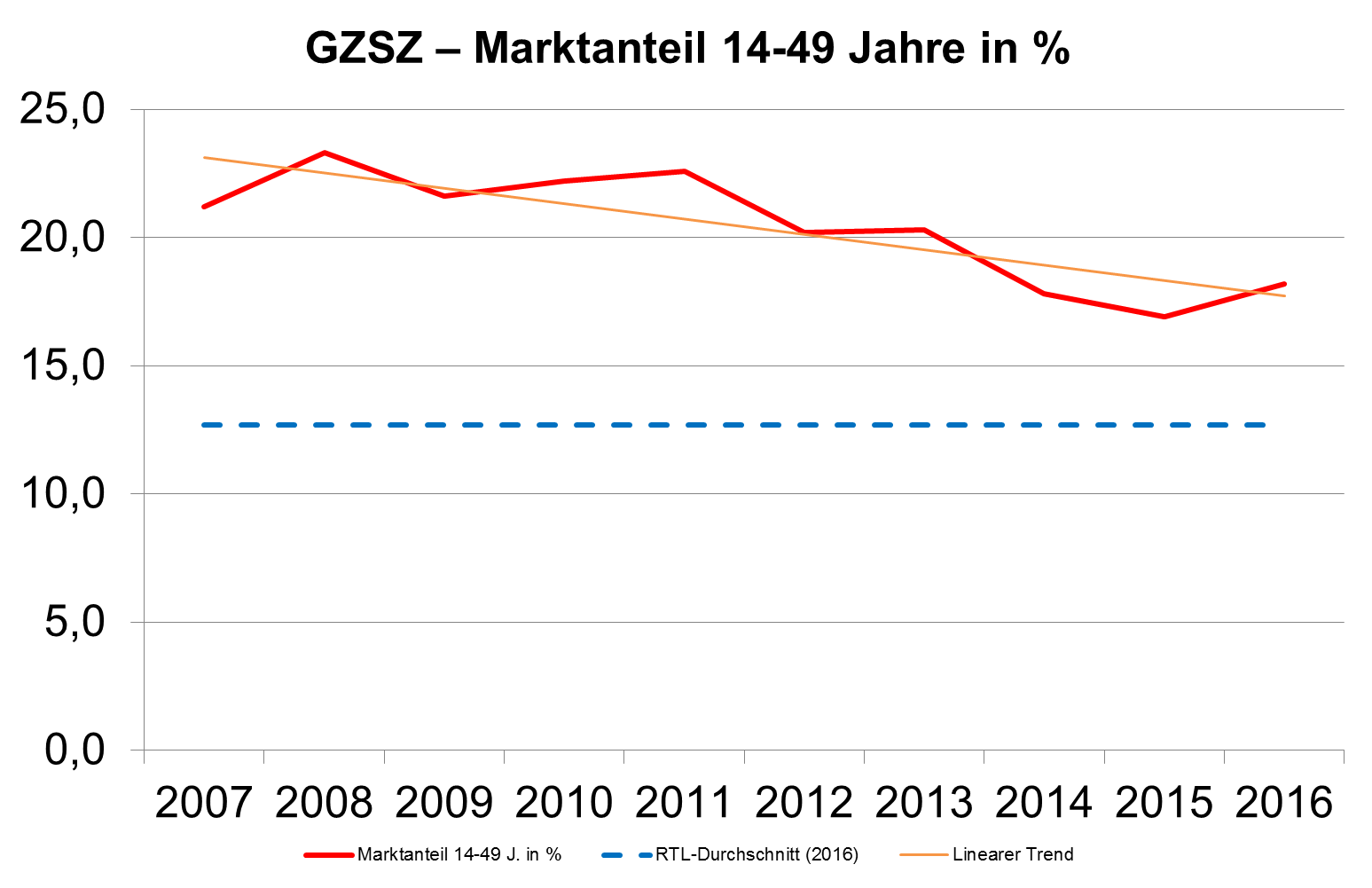
GZSZ-Jahresdurchschnittsquoten in der Zielgruppe von 2007 bis 2016 sowie vgl. RTL-Schnitt

| Jahr | Sendeplatz           | Zuschauer | Zuschauer       | Marktanteil | Marktanteil     |
| Jahr | Sendeplatz           | Gesamt    | 14 bis 49 Jahre | Gesamt      | 14 bis 49 Jahre |
| ---- | -------------------- | --------- | --------------- | ----------- | --------------- |
| 2007 | Mo. – Fr., 19:40 Uhr | 3,69 Mio. | 2,05 Mio.       | 13,7 %      | 21,2 %          |
| 2008 | Mo. – Fr., 19:40 Uhr | 3,82 Mio. | 2,21 Mio.       | 14,7 %      | 23,3 %          |
| 2009 | Mo. – Fr., 19:40 Uhr | 3,49 Mio. | 2,04 Mio.       | 13,4 %      | 21,6 %          |
| 2010 | Mo. – Fr., 19:40 Uhr | 3,59 Mio. | 2,15 Mio.       | 13,4 %      | 22,2 %          |
| 2011 | Mo. – Fr., 19:40 Uhr | 3,75 Mio. | 2,17 Mio.       | 14,0 %      | 22,6 %          |
| 2012 | Mo. – Fr., 19:40 Uhr | 3,36 Mio. | 1,86 Mio.       | 12,8 %      | 20,2 %          |
| 2013 | Mo. – Fr., 19:40 Uhr | 3,25 Mio. | 1,79 Mio.       | 12,5 %      | 20,3 %          |
| 2014 | Mo. – Fr., 19:40 Uhr | 2,91 Mio. | —               | —           | 17,8 %          |
| 2015 | Mo. – Fr., 19:40 Uhr | 2,66 Mio. | —               | —           | 16,9 %          |
| 2016 | Mo. – Fr., 19:40 Uhr | 2,84 Mio. | —               | —           | 18,2 %          |
| 2017 | Mo. – Fr., 19:40 Uhr | 2,74 Mio. | —               | —           | 19,1 %          |
| 2018 | Mo. – Fr., 19:40 Uhr | 2,84 Mio. | —               | —           | 19,6 %          |
| 2019 | Mo. – Fr., 19:40 Uhr | 2,70 Mio. | -               | -           | 18,7 %          |

Quellen:

## Auszeichnungen

### Serie
- 1999: Bambi für Beste Serie
- 2003: Deutscher Fernsehpreis 2003 in der Kategorie Beste tägliche Sendung
- 2010: Nominierung für den Deutschen Fernsehpreis 2010 als Beste tägliche Serie
- 2012: German Soap Award für die Beste Serie (Jurypreis)

### Schauspieler im Rahmen von GZSZ
German Soap Award 2011
Preisträger:
- Bester Darsteller Daily Soap – Raúl Richter

Nominierungen:
- Beste Darstellerin Daily Soap – Sıla Şahin, Susan Sideropoulos
- Bester Darsteller Daily Soap – Thomas Drechsel
- Bestes Liebespaar – Daniel Fehlow und Susan Sideropoulos
- Bösester Fiesling – Wolfgang Bahro
- Bester Newcomer – Senta-Sofia Delliponti
- Sexiest Woman – Janina Uhse
- Sexiest Man – Raúl Richter

German Soap Award 2012
Preisträger:
- Schönstes Liebespaar – Sıla Şahin und Jörn Schlönvoigt
- Sexiest Woman – Sıla Şahin

Nominierungen:
- Beste Darstellerin Daily Soap – Isabell Horn, Ulrike Frank
- Bester Darsteller Daily Soap – Daniel Fehlow, Thomas Drechsel
- Bösester Fiesling – Wolfgang Bahro, Björn Harras
- Bester Newcomer – Iris Mareike Steen, Jascha Rust
- Sexiest Woman – Janina Uhse
- Sexiest Man – Felix von Jascheroff, Raúl Richter

## Ableger

### Großstadtträume
Die Serie Großstadtträume entstand als Ableger der täglichen Familienserie „Gute Zeiten, schlechte Zeiten“ und lief ab dem 8. Mai 2000 jeweils montags in der Hauptsendezeit bei RTL. Ursprünglich waren 26 Episoden à 45 Minuten geplant, doch aufgrund schlechter Einschaltquoten wurde die Serie nach der siebten Episode vom 26. Juni aus dem Programm genommen. Mindestens neun weitere Episoden wurden fertiggestellt, bis heute jedoch nicht ausgestrahlt.
Ende April 2000 kehrte die Rolle der Tina Zimmermann für einige Episoden zurück zu Gute Zeiten, schlechte Zeiten. Ihr plötzliches Auftauchen sorgt für Misstrauen bei ihren früheren Bekannten, zumal sie Clemens Richter vor der wachsenden Konkurrenz warnt und ihm anbietet, City Lights zu übernehmen. Er lehnt ihr Angebot ab, gibt ihr aber einen Posten. Tina gibt zunächst vor, die Redaktion bei ihrem Kampf gegen ein neues Magazin der Verlagsgruppe Jansen zu unterstützen. Erst später stellt sich heraus, dass sie für die Konkurrenz arbeitet und sich interne Informationen zunutze machen wollte. City Lights wird schließlich eingestellt und verkauft, um die Arbeitsplätze der Redakteure zu retten. Philip Krüger hält Tina für eine verlogene Schlange und will deshalb nicht für sie arbeiten. Doch er erkennt, dass er sich in ihr getäuscht hat und zieht daraufhin in einen anderen Stadtteil, um näher an seinem neuen Arbeitsplatz zu sein.
Die Begründer des von der Jansengruppe herausgegebenen Lifestylemagazins Pool sind Tina Zimmermann und Eric Palmer, die auf Grund ihrer verschiedenen Motivationen häufig aneinandergeraten. Thematisch geht es in dem Magazin um Karriere, Clubleben, Extremsport, Glamour und Erotik. Es beginnt der harte Redaktionsalltag mit seinen geschäftlichen wie auch privaten Höhen und Tiefen, Intrigen und Liebschaften. Im Verlauf der ersten Episoden tauchen neben Tina und Philip mit Milla Engel und ihrem Bruder Olli sowie Steffi Körte drei weitere Figuren auf, die bereits aus der Mutterserie bekannt sind.
| Schauspieler            | Rolle                         | Bemerkungen                             |
| ----------------------- | ----------------------------- | --------------------------------------- |
| Michou Pascale Anderson | Samira                        |                                         |
| Herb Andress            | Friedrich Jansen              | Verleger                                |
| Caspar Arnhold          | Alex                          |                                         |
| Zsolt Bács              | Eric Palmer                   | Chefredakteur                           |
| Laurent Daniels         | Philip Krüger                 | Szene-DJ                                |
| Alexander Eisenfeld     | Oliver „Olli“ Engel           | Bruder von Milla                        |
| Ulrike Frank            | Tina Zimmermann, geb. Ullrich | Herausgeberin                           |
| Ina Paule Klink         | Stefanie „Steffi“ Körte       |                                         |
| Stephan Luca            | Stefan Mählert                | Immobilienmanager, Verlobter von Milla  |
| Martin Luding           | Benedikt Bartel               |                                         |
| Christoph Mory          | Markus Seibert                | Pressereferent                          |
| Mehdi Moinzadeh         | Ignacio „Nacho“ de Pedro      |                                         |
| Marie Munz              | Evelyn Scholl                 | Fotografin, Schwester von Hannah        |
| Nikolaus Okonkwo        | Paul Köpcke                   | Sportjournalist                         |
| Jasmin Rana Schöler     | Li Pham                       |                                         |
| Anke Schwiekowski       | Hannah Scholl                 | Schwester von Evelyn                    |
| Winfried Stahlke        | Dr. Hans Reimann              |                                         |
| Victoria Sturm          | Camilla „Milla“ Engel         | Schwester von Olli, Verlobte von Stefan |
| Sylvia Wintergrün       | „Maggie“ Hartmann             | Redaktionssekretärin                    |

### SUNNY – Wer bist Du wirklich?
2020 wurde die Miniserie SUNNY – Wer bist Du wirklich? gedreht. In München spielt Valentina Pahde auch in diesem Spin-Off die Hauptrolle der Sunny Richter. Die 20 Folgen umfassende Serie wurde im Oktober 2020 auf TVNOW veröffentlicht.
Mit der Rückkehr zu GZSZ erhält Sunny eine Sunny – Wer bist du wirklich?-bezogene Sonderfolge (7156) in welcher sie die belastenden Ereignisse ihrer Zeit in der Masterclass gemeinsam mit ihrer besten Freundin Emily Wiedmann aufarbeitet. So kommt unter anderem der Tod der Teilnehmerin Kim Meimberg, der spätere Suizid des Masterclass-Leiters Brian Fox sowie dessen Verschulden an ihrem Tod zur Sprache.

### Nihat – Alles auf Anfang
Mit Nihat – Alles auf Anfang bekam die Serie einen weiteren Ableger. In der 10-teiligen Event-Serie dreht sich, ähnlich wie zuvor bei „Sunny – Wer bist du wirklich?“, alles um Timur Ülker alias Nihat Güney, der sich abseits vom GZSZ-Set auf die Suche nach seinen familiären Wurzeln macht. Gamze Senol die bis 2020 die Rolle der Shirin Akıncı verkörperte, ist ebenso wie Wolfgang Bahro in seiner Rolle des Prof. Dr. Dr. Gerner in der Serie zu sehen. Dominique Moro ist die Produzentin des Spin-Off, dessen Dreharbeiten am 3. Mai 2021 begannen und dessen Ausstrahlung auf TVNOW und RTL am 15. September bzw. am 22. und 23. September 2021 stattfand.

### Leon – Glaub nicht alles, was du siehst
Ab 13. September 2021 wurde die dritte Event-Serie, Leon – Glaub nicht alles, was du siehst, auf der Insel Rügen gedreht. Die Serie dreht sich um Leon Moreno (Daniel Fehlow), der sich nach der Trennung von Nina Klee (Maria Wedig) mit seinem Sohn Oskar (Joey Altmann) an die Ostsee begibt. Dort schließt er sich einer Surfschule an und eröffnet ein Restaurant.
- Ein Szene (Telefonat auf einer Ostseefähre; in Folge 1) welches Leon mit John Bachmann (Felix von Jascheroff) führt, wird bei GZSZ ebenfalls gezeigt (Folge 7449).
- In der GZSZ-Jubiläumsfolge, 30 Jahre GZSZ (7510 am 12. Mai 2022) kommt es zur Überschneidung im Serienuniversum, als sich Jo Gerner bei Leon in Engelshoop vor Bajan Linostrami versteckt.[30][31]

Mit Leon – Kämpf um deine Liebe erhielt die Event-Serie eine Spielfilm-Fortsetzung. Diese wurde ab September 2022 auf Rügen gedreht. Die Dreharbeiten wurden am 12. Oktober 2022 abgeschlossen. Die TV-Premiere erfolgte am 11. Januar 2023 auf RTL. Ab dem 4. Januar 2023 wurde der Film auf RTL+ verfügbar.
- Susan Sideropoulos spielte im Jahr 2023 ihre Rolle der Sarah Moreno bei GZSZ.[35]
- Kathrin Osterode hatte in ihrer Rolle als Elli Ruland bei GZSZ einen Gastauftritt (April 2023, Folge 7750).[36]

### Uferpark – Gute Zeiten, wilde Zeiten
Am 8. November 2024 erschien auf RTL+ mit Uferpark – Gute Zeiten, wilde Zeiten ein Ableger der Serie für Kinder. Die erste Staffel der Serie umfasste 26 Folgen. Im Mittelpunkt stehen sechs Freunde, die in Berlin nach einer Möglichkeit suchen, ihre Skate-Leidenschaft ausüben zu können. Auch die erste Liebe, Freundschaft und Musik werden behandelt. Produziert wurde die Drama-Jugendserie von UFA Serial Drama für RTL+ und Super RTL, wobei die Ausstrahlung im linearen Fernsehen bei Toggo erfolgt.

## Crossover
In mehreren Episoden von Gute Zeiten, schlechte Zeiten fanden Crossover mit anderen RTL-Serien statt:
- Die Rollen Melanie Schmidt und Horst Dahnke aus Hinter Gittern – Der Frauenknast, gespielt von Sigrid M. Schnückel und Thomas Engel, hatten im Jahr 2000 einen Auftritt bei GZSZ, als Barbara Graf ins Gefängnis musste.
- Am 7. Mai 2010 absolvierte Jo Gerner in Episode 924 von Alles was zählt einen Gastauftritt.
- Zum 18-jährigen Jubiläum im Mai 2010 absolvieren bei GZSZ die Alles-was-zählt-Rollen Richard Steinkamp und Simone Steinkamp (gespielt von Silvan-Pierre Leirich und Tatjana Clasing) einen Gastauftritt.
- Am 14. Mai 2010 absolvierte Katrin Flemming-Gerner in Episode 928 von Alles was zählt einen Gastauftritt.
- Im Juni 2010 berichtete das Lifestylemagazin Metropolitan Trends über Isabelle Reichenbach, eine Eisläuferin aus Alles was zählt.
- In der Sat.1-Seifenoper Eine wie keine wurde die Hochzeit der Hauptfiguren Manu und Mark auf dem original Kiez von GZSZ gefeiert. Arne Stephan, der Darsteller von Mark, spielte bereits 2006 bis 2008 bei GZSZ mit.
- Die fiktive ‚GRUFA-Bank‘ aus Alles was zählt und Unter uns wird auch bei GZSZ erwähnt.
- Oft wird bei GZSZ das fiktive soziale Netzwerk „explorefriends“, was auch in Unter uns und Alles was zählt eine Rolle spielt, erwähnt bzw. gezeigt.

Durch Gastauftritte und Crossover im Rahmen der anderen genannten Serien ist Gute Zeiten, schlechte Zeiten Teil eines gemeinsamen Serienuniversums von Alles was zählt, Der Puma – Kämpfer mit Herz, Gute Zeiten, schlechte Zeiten, Großstadtträume, Hinter Gittern – Der Frauenknast, SK-Babies und Unter uns.

## Ehemaligen-Interviews
Zum 30-jährigen Serien-Jubiläum wird auf YouTube seit 10. Mai 2022 eine Interview-Reihe ausgestrahlt. Hier spricht Wolfgang Bahro alias Jo Gerner mit ehemaligen Schauspielern der Serie unter anderem über ihre Erinnerungen an damals oder auch ihre beruflichen Wege nach GZSZ. Als Interview-Partner machte Clemens Löhr den Anfang, der bis zu seinem Serientod die Rolle des Alexander Cöster innehatte und seit seinem Austritt als Regisseur für die Serie tätig ist.

## CD, DVD und Bücher
Zur Serie erscheinen unregelmäßig CDs, Bücher und DVDs.

### CD
Von 1993 bis heute sind 44 Musik-CDs erschienen. Anfangs wurden regelmäßig mehrfach jährlich aktuelle Chart-Hits und Gesangseinlagen von Schauspielern veröffentlicht. Nach drei Jahren Pause erschien im Oktober 2006 die 43. Ausgabe. Die ersten acht Alben sind als Einzel-CDs herausgegeben worden, später folgten alle als Doppel-CDs.
Außer der Reihe sind bisher sechs Alben erschienen: „Die Gute Zeiten Schlechte Zeiten-Familie: Weihnachten bei uns – Das Weihnachts-Album der RTL-Serien-Stars“ (1994), „Die Gute Zeiten Schlechte Zeiten-Familie: Weihnachten bei uns 2 – Das neue Weihnachts-Album der RTL-Serien-Stars“ (1995), „Merry Christmas To You“ (1997), „I Love You“ (1998), „2000 – Die Jubiläums-CD“ (2000) und „Unter Sternen – Musik & Tips für 12 Sternzeichen“ (2001).
1998 wurden außerdem drei Hörspiele veröffentlicht: „Charlie“, „Cora & Nico“ und „Flos & Andys Traumhochzeit“.

### DVD
Am 7. Mai 2010 erschien erstmals eine DVD-Box mit den ersten 50 Episoden der Serie. Die Episoden 51–100 erschienen am 16. Juli 2010. Eine weitere Box mit den Episoden 101–150 erschien am 5. November 2010. Box 4, mit den Episoden 151 bis 200 erschien im Oktober 2012.

### Bücher und Heftromane
Zunächst sind im Verlag Bastei Lübbe 1993/1994 drei Bände von Berry Fuger erschienen, die jeweils 100 Serienfolgen zusammenfassen (Band 2 mit dem Untertitel Der schmale Weg zum Glück, Band 3 als Neue Chancen – Neue Ziele), sowie der Roman Ich seh in dein Herz. Liebe, Träume, Tränen. Darüber hinaus veröffentlichte der Verlag eine Heftromanreihe, die auf den Drehbüchern der Serie basierte und nach 50 Ausgaben eingestellt wurde. 1993 erschienen außerdem im Loewe Verlag die Romane Entscheidung gefragt und Was wirklich zählt von Christine Stollberg.
Zwischen Januar 1996 und Juli 2007 sind weitere 56 Begleitbücher und drei Bücher mit Kurzgeschichten zur Serie erschienen. Seit September 2007 gibt es die Bücherreihe „Hautnah“ im Taschenbuchformat.

## Trivia
Der jährlich stattfindende RTL-Spendenmarathon wird immer auch in der Soap thematisiert. Meist sammeln die Hauptfiguren innerhalb der Geschichte für die Spendenaktion des Senders. Zudem wurden bereits während des Spendenmarathons Komparsenrollen für die Soap über die Charity-Auktionsplattform United Charity versteigert.
Clemens Löhr wechselte nach seinem Ausstieg bei GZSZ im Juli 2020 hinter die Kamera und ist nun Regisseur der Serie. Zuvor führte er bereits mehrfach Gastregie. Auch bei der ARD-Serie Verbotene Liebe führte er im Jahr 2002 bei mehreren Folgen Regie, ebenso bei 112 – Sie retten dein Leben.
Im Jahr 1993 spielte Juana-Maria von Jascheroff die Rolle der Cornelia Blau, welche im wahren Leben die Mutter von Felix von Jascheroff ist, der seinerseits seit 2001 die Rolle des John Bachmann spielt.
„Look2know“ ist die fiktive Websuchmaschine, die in der Serie verwendet wird.
Lovers & Lies ist eine fiktive Daily-Soap (ähnlich wie GZSZ selbst), die oft erwähnt wird und von vielen Kiezbewohnern (auch gern gemeinsam) geschaut wird.
Das von Emily und Sunny geführte vegane Taschenlabel „Vleder Bag“ hat es als erste GZSZ-Marke in den echten Handel geschafft. Die Taschen werden, wie in der Serie propagiert, ohne die Verwendung tierischer Produkte produziert. So wird beispielsweise anstatt Leder Korkleder verarbeitet.
Diana Staehly spielte 2021 die Gastrolle der Melanie Evers, während ihr Ehemann im echten Leben, René Wolters, als Regisseur für die Serie tätig ist.
Seit November 2019 wird auf RTL+ jeweils freitags eine Podcast-Folge zur Sendung veröffentlicht.